# Lista de episódios de Pokémon
Pokémon (Japonês: ポケモン, Hepburn: Pokémon), abreviado do título japonês Pocket Monsters (ポケットモンスター, Poketto Monsutā), é um anime para a televisão japonesa produzido pelo estúdio de animação OLM pela TV Tokyo.
Trata-se de uma adaptação da série de jogos eletrônicos da franquia Pokémon, produzida pela Game Freak e lançada pela Nintendo. A série animada acompanha as aventuras do jovem treinador Ash Ketchum (サトシ, Satoshi no original em japonês), que, acompanhado pelo seu parceiro Pikachu (voz por Ikue Ōtani), e um elenco rotativo de personagens humanos, embarca em uma jornada para se tornar um "Mestre Pokémon", viajando por várias regiões do mundo Pokémon e competindo em vários torneios de luta Pokémon conhecidos como Liga Pokémon.
A série de anime Pokémon foi amplamente creditada por permitir que o anime se tornasse mais popular e familiar em todo o mundo, especialmente nos Estados Unidos, onde os dois filmes de anime de maior bilheteria são ambos filmes de Pokémon. É também considerada uma das primeiras séries de anime na televisão a atingir esse nível de sucesso mainstream com o público ocidental, além de ser creditada por permitir que a série de jogos atingisse tal grau de popularidade, e vice-versa. Pokémon é considerado a adaptação de videogame de maior sucesso de todos os tempos, com 1.340 episódios transmitidos e adaptados para os mercados internacionais de televisão, simultaneamente em 176 países e em mais de 30 idiomas em todo o mundo. Também está disponível na Netflix em 217 países com diferentes dublagens e legendas, e todos os países, com exceção do Japão e da Coréia do Sul, têm pelo menos áudio em inglês, fazendo-o ser um dos programas mais assistidos da plataforma, a partir de 2016.
A divisão das temporadas de Pokémon foi feita baseada na versão em inglês das aberturas e pode não refletir a época de produção real. O número dos episódios é baseado na ordem de exibição no Japão, incluindo os episódios que foram banidos. Também estão listados os episódios de séries spin-offs, filmes, especiais e curtas. Conforme anunciado em dezembro de 2022, Jornadas Supremas será a última de Ash e Pikachu como personagens principais. Um arco especial de 11 episódios foi programado para ser sua despedida. Este arco final, com o subtítulo de Mestre Pokémon, é considerado internacionalmente como parte da série Jornadas. A série Horizontes, seguirá protagonistas inteiramente novos, Riko e Roy.

## Resumo

### Séries
Na Ásia (incluindo o Japão), Pocket Monsters consiste em oito séries. Nas regiões asiáticas que usam números de temporada, as temporadas são numeradas consecutivamente em todas as séries, com a primeira temporada de Pokémon Horizons: The Series sendo numerada como temporada 26. Ele é transmitido atualmente como oito séries sequenciais, cada uma baseada em uma parcela da série principal de videogame. O anime é exibido continuamente durante todo o ano, com dias de folga regulares para eventos esportivos e especiais de televisão.
| Geração de Pokémons | Título                                                                            | Título                                 | Título                              | Episódios | Episódios | Exibição original      | Exibição original      |
| Geração de Pokémons | Título original                                                                   | Título nos EUA                         | Título no Brasil                    | Episódios | Episódios | Estreia                | Final                  |
| ------------------- | --------------------------------------------------------------------------------- | -------------------------------------- | ----------------------------------- | --------- | --------- | ---------------------- | ---------------------- |
| 1                   | ポケットモンスター Pocket Monsters                                                | Pokémon, the Series: The Beginning     | Pokémon, a Série: O Início          | 118       | 276       | 1 de abril de 1997     | 14 de novembro de 2002 |
| 2                   | ポケットモンスター Pocket Monsters                                                | Pokémon, the Series: Gold and Silver   | Pokémon, a Série: Ouro e Prata      | 158       | 276       | 1 de abril de 1997     | 14 de novembro de 2002 |
| 3                   | ポケットモンスター アドバンスジェネレーション Pocket Monsters Advanced Generation | Pokémon, the Series: Ruby and Sapphire | Pokémon, a Série: Rubi e Safira     | 193       | 193       | 21 de novembro de 2002 | 14 de setembro de 2006 |
| 4                   | ポケットモンスターダイヤモンド＆パール Pocket Monsters Diamond & Pearl            | Pokémon, the Series: Diamond and Pearl | Pokémon, a Série: Diamante e Pérola | 191       | 191       | 28 de setembro de 2006 | 9 de setembro de 2010  |
| 5                   | ポケットモンスターベストウイッシュ Pocket Monsters Best Wishes!                   | Pokémon, the Series: Black & White     | Pokémon, a Série: Branco e Preto    | 144       | 144       | 23 de setembro de 2010 | 26 de setembro de 2013 |
| 6                   | ポケットモンスターＸＹ Pocket Monsters XY                                         | Pokémon, the Series: XY                | Pokémon, a Série: XY                | 140       | 140       | 17 de outubro de 2013  | 3 de novembro de 2016  |
| 7                   | ポケットモンスター サン＆ムーン Pocket Monsters Sun & Moon                        | Pokémon, the Series: Sun & Moon        | Pokémon, a Série: Sol e Lua         | 146       | 146       | 17 de novembro de 2016 | 3 de novembro de 2019  |
| 8                   | ポケットモンスター Pocket Monsters                                                | Pokémon Journeys: The Series           | Pokémon Jornadas: A Série           | 147       | 147       | 17 de novembro de 2019 | 16 de dezembro de 2022 |
| 9                   | ポケットモンスター Pocket Monsters                                                | Pokémon Horizons: The Series           | Pokémon Horizontes: A Série         | 103       | 103       | 14 de abril de 2023    | presente               |
| Total de Episódios  | Total de Episódios                                                                | 1340                                   | 1340                                | 1340      | 1340      | 1340                   | 1340                   |

### Temporadas
No Ocidente, Pokémon consiste em duas séries animadas: Pokémon a Série, que consiste em 25 temporadas com foco em Ash Ketchum e Pikachu, e Pokémon Horizontes, que se concentra em Liko e Roy. As temporadas dentro de cada série animada são numeradas separadamente, com a primeira temporada de Pokémon Horizontes sendo numerada como temporada 1. Foi inicialmente exibido sob o título Pokémon; o termo Pokémon a Série foi introduzido em 2013 com a estreia de Pokémon a Série: XY, com os episódios das 16 temporadas anteriores sendo agrupados retroativamente em cinco séries em certos lançamentos de vídeo doméstico e vídeo sob demanda. A execução foi feita com um número fixo de episódios, usando uma sequência de abertura específica e ostentando um subtítulo diferente para cada nova temporada.
| Temporada | Temporada | Geração  | Título nos EUA                   | Titulo no Brasil               | Episódios | Episódios | Exibição original      | Exibição original      |
| Temporada | Temporada | Geração  | Título nos EUA                   | Titulo no Brasil               | Episódios | Episódios | Estreia                | Final                  |
| --------- | --------- | -------- | -------------------------------- | ------------------------------ | --------- | --------- | ---------------------- | ---------------------- |
|           | 01        | Primeira | Indigo League                    | Liga Índigo                    | 82        | 82        | 1 de abril de 1997     | 21 de janeiro de 1999  |
|           | 02        | Primeira | Adventures in the Orange Islands | Aventuras nas Ilhas Laranja    | 36        | 36        | 28 de janeiro de 1999  | 7 de outubro de 1999   |
|           | 03        | Segunda  | The Johto Journeys               | A Jornada Johto                | 41        | 41        | 14 de outubro de 1999  | 27 de julho de 2000    |
|           | 04        | Segunda  | Johto League Champions           | Campeões da Liga Johto         | 52        | 52        | 3 de agosto de 2000    | 2 de agosto de 2001    |
|           | 05        | Segunda  | Master Quest                     | Master Quest                   | 65        | 65        | 9 de agosto de 2001    | 14 de novembro de 2002 |
|           | 06        | Terceira | Advanced                         | Avançado                       | 40        | 40        | 21 de novembro de 2002 | 28 de agosto de 2003   |
|           | 07        | Terceira | Advanced Challenge               | Desafio Avançado               | 52        | 52        | 4 de setembro de 2003  | 2 de setembro de 2004  |
|           | 08        | Terceira | Advanced Battle                  | Batalha Avançada               | 54        | 54        | 9 de setembro de 2004  | 29 de setembro de 2005 |
|           | 09        | Terceira | Battle Frontier                  | Batalha da Fronteira           | 47        | 47        | 6 de outubro de 2005   | 14 de setembro de 2006 |
|           | 10        | Quarta   | Diamond and Pearl                | Diamante e Pérola              | 52        | 52        | 28 de setembro de 2006 | 25 de outubro de 2007  |
|           | 11        | Quarta   | Battle Dimension                 | Batalha Dimensional            | 52        | 52        | 8 de novembro de 2007  | 4 de dezembro de 2008  |
|           | 12        | Quarta   | Galactic Battles                 | Batalhas Galácticas            | 53        | 53        | 4 de dezembro de 2008  | 24 de dezembro de 2009 |
|           | 13        | Quarta   | Sinnoh League Victors            | Vencedores da Liga Sinnoh      | 34        | 34        | 7 de janeiro de 2010   | 9 de setembro de 2010  |
|           | 14        | Quinta   | Black & White                    | Preto e Branco                 | 50        | 50        | 23 de setembro de 2010 | 15 de setembro de 2011 |
|           | 15        | Quinta   | Rival Destinies                  | Destinos Rivais                | 49        | 49        | 22 de setembro de 2011 | 4 de outubro de 2012   |
|           | 16        | Quinta   | Adventures in Unova              | Aventuras em Unova             | 25        | 45        | 11 de outubro de 2012  | 18 de abril de 2013    |
|           | 16        | Quinta   | Adventures in Unova and Beyond   | Aventuras em Unova e Mais Além | 20        | 45        | 25 de abril de 2013    | 26 de setembro de 2013 |
|           | 17        | Sexta    | XY                               | XY                             | 49        | 49        | 17 de outubro de 2013  | 30 de outubro de 2014  |
|           | 18        | Sexta    | Kalos Quest                      | Desafio em Kalos               | 44        | 44        | 6 de novembro de 2014  | 22 de outubro de 2015  |
|           | 19        | Sexta    | XYZ                              | XYZ                            | 47        | 47        | 29 de outubro de 2015  | 3 de novembro de 2016  |
|           | 20        | Sétima   | Sun & Moon                       | Sol e Lua                      | 43        | 43        | 17 de novembro de 2016 | 21 de setembro de 2017 |
|           | 21        | Sétima   | Ultra Adventures                 | Ultra Aventuras                | 49        | 49        | 5 de outubro de 2017   | 14 de outubro de 2018  |
|           | 22        | Sétima   | Ultra Legends                    | Ultra Lendas                   | 54        | 54        | 21 de outubro de 2018  | 3 de novembro de 2019  |
|           | 23        | Oitava   | Journeys                         | Jornadas                       | 48        | 48        | 17 de novembro de 2019 | 4 de dezembro de 2020  |
|           | 24        | Oitava   | Master Journeys                  | Jornadas de Mestre             | 42        | 42        | 11 de dezembro de 2020 | 10 de dezembro de 2021 |
|           | 25        | Oitava   | Ultimate Journeys                | Jornadas Supremas              | 46        | 46        | 17 de dezembro de 2021 | 16 de dezembro de 2022 |
|           | Especial  | Oitava   | To Be a Pokémon Master           | Mestre Pokémon                 | 11        | 11        | 13 de janeiro de 2023  | 24 de março de 2023    |
|           | 26        | Nona     | Horizons                         | Horizontes                     | 45        | 45        | 14 de abril de 2023    | 29 de março de 2024    |
|           | 27        | Nona     | The Search for Laqua             | A Busca por Laqua              | 58        | 58        | 12 de abril de 2024    |                        |

## Episódios
| #   | Numeração no anime     |
| ##  | Númeração na série     |
| ### | Numeração na temporada |

### 1ª Série: Pokémon

#### 1ª Temporada - Pokémon: Liga Índigo
| #    | ##  | ### | Título no Japão Título nos Estados Unidos Título no Brasil                                                                             |
| ---- | --- | --- | --- |
| 0001 | 001 | 01  | ポケモン！きみにきめた！ Pokémon! I Choose You! Pokémon - I Choose You! Pokémon, Eu Escolho Você!                                      |
| 0002 | 002 | 02  | たいけつ！ポケモンセンター！ Showdown! Pokémon Center! Pokémon Emergency! Emergência Pokémon!                                          |
| 0003 | 003 | 03  | ポケモン ゲットだぜ！ I Caught a Pokémon! Ash Catches a Pokémon Ash Pega Um Pokémon!                                                   |
| 0004 | 004 | 04  | サムライしょうねんのちょうせん！ Challenge of the Samurai Boy! Challenge of the Samurai O Desafio do Samurai!                          |
| 0005 | 005 | 05  | ニビジムのたたかい！ Nibi Gym Battle! Showdown in Pewter City Exibição na Cidade de Pewter!                                            |
| 0006 | 006 | 06  | ピッピとつきのいし Pippi and the Moon Stone Clefairy and the Moon Stone Clefairy e a Pedra da Lua!                                     |
| 0007 | 007 | 07  | ハナダシティのすいちゅうか The Suichūka of Hanada City The Water Flowers of Cerulean City As Flores Aquáticas da Cidade de Cerulean!   |
| 0008 | 008 | 08  | ポケモンリーグへのみち The Road to the Pokémon League The Path to the Pokémon League O Caminho para a Liga Pokémon!                    |
| 0009 | 009 | 09  | ポケモンひっしょうマニュアル Pokémon Victory Manual The School of Hard Knocks A Escola dos Golpes Duros!                               |
| 0010 | 010 | 10  | かくれざとのフシギダネ Fushigidane of the Hidden Village Bulbasaur and the Hidden Village Bulbasaur e a Vila Escondida!                |
| 0011 | 011 | 11  | はぐれポケモン・ヒトカゲ Stray Pokémon - Hitokage Charmander – The Stray Pokémon Charmander, o Pokémon Perdido!                        |
| 0012 | 012 | 12  | ゼニガメぐんだんとうじょう！ Enter the Zenigame Squad! Here Comes the Squirtle Squad Aí Vem o Esquadrão Squirtle!                      |
| 0013 | 013 | 13  | マサキのとうだい Masaki's Lighthouse Mystery at the Lighthouse Mistério no Farol!                                                      |
| 0014 | 014 | 14  | でんげきたいけつ！クチバジム Electric Shock Showdown! Kuchiba Gym Electric Shock Showdown A Exibição do Choque Elétrico!               |
| 0015 | 015 | 15  | サントアンヌごうのたたかい！ Battle on the St. Annu! Battle Aboard the St. Anne Batalha a Bordo do St. Anne!                           |
| 0016 | 016 | 16  | ポケモンひょうりゅうき Pokémon Adrift Pokémon Shipwreck O Naufrágio Pokémon!                                                           |
| 0017 | 017 | 17  | きょだいポケモンのしま！？ Island of the Giant Pokémon!? Island of the Giant Pokémon A Ilha dos Pokémon Gigantes!                      |
| 0018 | 018 | 18  | アオプルコのきゅうじつ Holiday at Aopulco Beauty and the Beach                                                                         |
| 0019 | 019 | 19  | メノクラゲドククラゲ Menokurage Dokukurage Tentacool & Tentacruel Tentacool e Tentacruel!                                              |
| 0020 | 020 | 20  | ゆうれいポケモンとなつまつり The Ghost Pokémon and the Summer Festival The Ghost of Maiden's Peak O Fantasma do Pico da Donzela!       |
| 0021 | 021 | 21  | バイバイバタフリー Bye-Bye Butterfree Bye Bye Butterfree Adeus Butterfree!                                                             |
| 0022 | 022 | 22  | ケーシィ！ちょうのうりょくたいけつ！ Casey! Psychic Showdown! Abra and the Psychic Showdown Abra e o Show de Paranormais!              |
| 0023 | 023 | 23  | ポケモンタワーでゲットだぜ！ Capture at the Pokémon Tower! The Tower of Terror A Torre do Terror!                                      |
| 0024 | 024 | 24  | ゴーストＶＳエスパー！ Ghost VS Esper! Haunter versus Kadabra Haunter vs Kadabra!                                                      |
| 0025 | 025 | 25  | おこらないでねオコリザル！ Don't Get Angry, Okorizaru! Primeape Goes Bananas Primeape Endoidece!                                       |
| 0026 | 026 | 26  | エリカとクサイハナ Erika and Kusaihana Pokémon Scent-sation! Perfume de Pokémon!                                                       |
| 0027 | 027 | 27  | スリーパーとポケモンがえり！？ Sleeper and Pokémon Hypnotism!? Hypno's Naptime Soneca Hipnótica!                                       |
| 0028 | 028 | 28  | ロコン！ブリーダーたいけつ！ Rokon! Breeder Showdown! Pokémon Fashion Flash Na Moda dos Pokémon!                                       |
| 0029 | 029 | 29  | かくとうポケモン！だいバトル！ Fighting Pokémon! The Great Battle! The Punchy Pokémon O Pokémon Lutador!                               |
| 0030 | 030 | 30  | コイルはでんきネズミのユメをみるか！？ Do Coil Dream of Electric Mice!? Sparks Fly for Magnemite Faíscas Voam Pelo Magnemite!          |
| 0031 | 031 | 31  | ディグダがいっぱい！ Lots of Digda! Dig Those Diglett! Em Busca dos Digletts!                                                          |
| 0032 | 032 | 32  | セキチクにんじゃたいけつ！ Sekichiku Ninja Showdown! The Ninja Poké-Showdown Os Poderes do Poké-Ninja!                                 |
| 0033 | 033 | 33  | ほのおのポケモンだいレース！ The Great Fire Pokémon Race! The Flame Pokémon-athon! A Poké-Corrida!                                     |
| 0034 | 034 | 34  | ガルーラのこもりうた Garura's Lullaby The Kangaskhan Kid O Filho de Kangaskhan!                                                        |
| 0035 | 035 | 35  | ミニリュウのでんせつ The Legend of Miniryu                                                                                             |
| 0036 | 036 | 36  | あらしのサイクリングロード Stormy Cycling Road The Bridge Bike Gang A Gangue das Bicicletas!                                           |
| 0037 | 037 | 37  | メタモンとものまねむすめ Metamon and the Copycat Girl Ditto's Mysterious Mansion A Mansão Misteriosa do Ditto!                         |
| 0038 | 038 | 38  | でんのうせんしポリゴン Computer Warrior Porygon                                                                                        |
| 0039 | 039 | 39  | ルージュラのクリスマス Rougela's Christmas Holiday Hi-Jynx Feriado à La Jinx!                                                          |
| 0040 | 040 | 40  | イワークでビバーク Iwark as a Bivouac Snow Way Out! Perdidos na Neve!                                                                  |
| 0041 | 041 | 41  | ピカチュウのもり Forest of Pikachu Pikachu's Goodbye O Adeus do Pikachu!                                                               |
| 0042 | 042 | 42  | イーブイ４きょうだい The Four Eievui Brothers The Battling Eevee Brothers Irmãos da Pesada!                                            |
| 0043 | 043 | 43  | おきろ！カビゴン！ Wake Up! Kabigon! Wake Up Snorlax! Acorde Snorlax!                                                                  |
| 0044 | 044 | 44  | たいけつ！ポケモンジム！ Showdown! Pokémon Gym! Showdown at Dark City Batalha na Cidade Sombria!                                       |
| 0045 | 045 | 45  | ナッシーぐんだんだいこうしん！ The Great Nassy Squad March! The March of the Exeggutor Squad A Marcha dos Exeggutors!                  |
| 0046 | 046 | 46  | パラスとパラセクト Paras and Parasect The Problem with Paras O Problema Com Paras!                                                     |
| 0047 | 047 | 47  | うたって！プリン！ Sing! Purin! The Song of Jigglypuff A Canção do Jigglypuff!                                                         |
| 0048 | 048 | 48  | ふっかつ！？かせきポケモン！ Resurrection!? Fossil Pokémon! Attack of the Prehistoric Pokémon O Ataque dos Pokémon Pré-Históricos!     |
| 0049 | 049 | 49  | げきとう！ポケモンひなまつり Fierce Fight! Pokémon Girls' Festival Princess vs. Princess Princesa Contra Princesa!                     |
| 0050 | 050 | 50  | ラッキーのカルテ Lucky's Clinical Records A Chansey Operation Uma Operação Chansey!                                                    |
| 0051 | 051 | 51  | ガーディとコジロウ Gardie and Kojirō Holy Matrimony! Sagrado Matrimônio!                                                               |
| 0052 | 052 | 52  | カモネギのカモ Kamonegi's Sitting Duck So Near, Yet So Farfetch'd O Pokémon Farfetch'd!                                                |
| 0053 | 053 | 53  | トゲピーはだれのもの！？ Who Gets to Keep Togepy!? Who Gets to Keep Togepi? Quem Vai Ficar com o Togepi?!                              |
| 0054 | 054 | 54  | フシギダネのふしぎのはなぞの Fushigidane's Mysterious Flower Garden Bulbasaur's Mysterious Garden O Jardim Misterioso do Bulbasaur!    |
| 0055 | 055 | 55  | こどものひだよ！ぜんいんしゅうごう！ It's Children's Day! Everyone Gather! The Purr-fect Hero O Herói Perfeito!                        |
| 0056 | 056 | 56  | けいさつけんガーディ Police Dog Gardie The Case of the K-9 Caper! A Unidade Canina!                                                    |
| 0057 | 057 | 57  | シャッターチャンスはピカチュウ Photo Op Pikachu Pokémon Paparazzi Fotógrafo de Pokémon!                                                |
| 0058 | 058 | 58  | ポケモンけんていしけん！？ Pokémon Certification Test!? The Ultimate Test O Teste Final!                                               |
| 0059 | 059 | 59  | そだてやのひみつ！ The Secret of the Breeding Center! The Breeding Center Secret O Segredo do Centro de Criação!                       |
| 0060 | 060 | 60  | もえろ！グレンジム！ Burn! Guren Gym! Riddle Me This E Tome Charada!                                                                   |
| 0061 | 061 | 61  | けっせん！グレンジム！ Decisive Battle! Guren Gym! Volcanic Panic Pânico no Vulcão!                                                    |
| 0062 | 062 | 62  | カメックスのしま Kamex's Island Beach Blank-Out Blastoise Desmaios na Praia do Blastoise!                                              |
| 0063 | 063 | 63  | ハナダジム！すいちゅうのたたかい！ Hanada Gym! Underwater Battle! The Misty Mermaid A Sereia Misty!                                    |
| 0064 | 064 | 64  | ピッピＶＳプリン Pippi VS Purin Clefairy Tales Contos Clefairy!                                                                        |
| 0065 | 065 | 65  | トキワジム！さいごのバッジ！ Tokiwa Gym! The Last Badge! The Battle of the Badge A Batalha da Insígnea!                                |
| 0066 | 066 | 66  | ポケモンサーカスのバリヤード Barrierd from the Pokémon Circus It's Mr. Mime Time A Hora do Mr. Mime!                                   |
| 0067 | 067 | 67  | ライバルたいけつ！オーキドけんきゅうじょ Rival Showdown! Okido Laboratory Showdown at the Po-ké Corral Batalha no Curral Pokémon!      |
| 0068 | 068 | 68  | ヤドンがヤドランになるとき When Yadon Becomes Yadoran The Evolution Solution A Solução da Evolução!                                    |
| 0069 | 069 | 69  | なみのりピカチュウのでんせつ The Legend of the Surfing Pikachu The Pi-Kahuna O Pi-Kahuna!                                              |
| 0070 | 070 | 70  | しょくぶつえんのクサイハナ Kusaihana of the Botanical Garden Make Room for Gloom A Hora do Gloom!                                      |
| 0071 | 071 | 71  | ポケモン・ザ・ムービー！ Pokémon the Movie! Lights, Camera, Quack-tion Luz, Câmera, Quack-Ação!                                        |
| 0072 | 072 | 72  | ニャースのあいうえお Nyarth's A-I-U-E-O Go West Young Meowth Vá Para Hollywood, Meowth!                                                |
| 0073 | 073 | 73  | してんのうシバとうじょう！ Enter Siba of The Big Four! To Master the Onixpected! Domando um Onixesperado!                              |
| 0074 | 074 | 74  | げきとつ！ちょうこだいポケモン Fierce Battle! Ancient Pokémon The Ancient Puzzle of Pokémopolis O Antigo Quebra-Cabeça de Pokémopolis! |
| 0075 | 075 | 75  | ガラガラのホネこんぼう Garagara's Bone Club Bad to the Bone Um Osso Duro de Roer!                                                      |
| 0076 | 076 | 76  | ファイヤー！ポケモンリーグかいかいしき！ Fire! Pokémon League Opening Ceremony! All Fired Up! No Maior Fogo!                           |
| 0077 | 077 | 77  | ポケモンリーグかいまく！みずのフィールド！ Pokémon League Opens! Water Field! Round One - Begin! Começa o Primeiro Round!              |
| 0078 | 078 | 78  | こおりのフィールド！ほのおのたたかい！ Ice Field! Blazing Battle! Fire and Ice Fogo e Gelo!                                            |
| 0079 | 079 | 79  | くさのフィールド！いがいなきょうてき！ Grass Field! Unexpected Rival! The Fourth Round Rumble O Difícil Quarto Turno!                  |
| 0080 | 080 | 80  | ライバルとうじょう！ A Rival Enters! A Friend In Deed Amigo de Verdade!                                                                |
| 0081 | 081 | 81  | セキエイスタジアム！ＶＳヒロシ！ Sekiei Stadium! VS Hiroshi! Friend and Foe Alike Amigo e Inimigo!                                     |
| 0082 | 082 | 82  | ポケモンリーグ！さいごのたたかい！ Pokémon League! Final Battle! Friends to the End Amigos até o Fim!                                  |

#### 2ª Temporada - Pokémon: Aventuras nas Ilhas Laranja
| #    | ##  | ### | Título no Japão Título nos Estados Unidos Título no Brasil                                                                                 |
| ---- | --- | --- | --- |
| 0083 | 083 | 01  | マサラタウン！あらたなるたびだち！ Masara Town! Setting Off on a New Journey! Pallet Party Panic Uma Festa de Arromba!                     |
| 0084 | 084 | 02  | ひこうせんはふこうせん！？ Blimp Accident!? A Scare in the Air Susto no Ar!                                                                |
| 0085 | 085 | 03  | なんごくポケモンとＧＳボール Southern Pokémon and the GS Ball Poké Ball Peril A Pokébola Misteriosa!                                       |
| 0086 | 086 | 04  | ラプラスをたすけろ！ Save Laplace! The Lost Lapras O Lapras Perdido!                                                                       |
| 0087 | 087 | 05  | オレンジリーグ！ナツカンジム！ Orange League! Natsukan Gym! Fit to be Tide Maré de Sorte!                                                  |
| 0088 | 088 | 06  | きえたポケモンたちのナゾ！ The Mystery of the Missing Pokémon! Pikachu Re-Volts A Revolta do Pikachu!                                      |
| 0089 | 089 | 07  | クリスタルのイワーク The Crystal Iwark The Crystal Onix O Onix de Cristal!                                                                 |
| 0090 | 090 | 08  | ピンクのポケモンじま The Island of Pink Pokémon In the Pink Tudo Rosa!                                                                     |
| 0091 | 091 | 09  | カブトのかせきのひみつ！ The Secret of the Kabuto Fossils! Shell Shock! A Revolta dos Fósseis!                                             |
| 0092 | 092 | 10  | おどる！ポケモンショーボート！ Dance! Pokémon Showboat! Stage Fight! Uma Briga Teatral!                                                    |
| 0093 | 093 | 11  | さよならコダック！またきてゴルダック？ Goodbye Koduck! Come Again Golduck? Bye Bye Psyduck Adeus Psyduck!                                  |
| 0094 | 094 | 12  | セイリングジョーイ！あらなみをこえて！ Sailing Joy! Cross the Raging Waves! The Joy of Pokémon Enfermeira de Pokémon!                      |
| 0095 | 095 | 13  | ネーブルジム！ゆきやまのたたかい！ Navel Gym! Snowy Mountain Battle! Navel Maneuvers Manobras Radicais!                                    |
| 0096 | 096 | 14  | おおぐいカビゴン！だいパニック！ Gluttonous Kabigon! Huge Panic! Snack Attack Fome de Snorlax!                                             |
| 0097 | 097 | 15  | ゆうれいせんとゆうれいポケモン！ Ghost Ship and Ghost Pokémon! A Shipful of Shivers Fantasmas Camaradas!                                   |
| 0098 | 098 | 16  | おニャースさまのしま！？ Lord Nyarth's Island!? Meowth Rules! O Rei Meowth!                                                                |
| 0099 | 099 | 17  | ストライクせんしのほこり The Strike Soldier's Pride Tracey Gets Bugged Um Novo Amigo Para o Tracey!                                        |
| 0100 | 100 | 18  | みなみのしまだよぜんいんしゅうごう！ It's a Southern Island! Everyone Assemble! A Way Off Day Off Mas Que Dia!                             |
| 0101 | 101 | 19  | してんのうカンナ！こおりのたたかい！！ Kanna of The Big Four! Ice Battle!! The Mandarin Island Miss Match Batalha Errada na Ilha Mandarim! |
| 0102 | 102 | 20  | ニドランのこいものがたり Nidoran's Love Story Wherefore Art Thou, Pokémon? Onde Estás Pokémon?!                                            |
| 0103 | 103 | 21  | だいへいげんのコイルたち！ Coil on the Prairie! Get Along, Little Pokémon Vai Nessa Pokémon!                                               |
| 0104 | 104 | 22  | ちかどうのかいぶつ！？ Monster in the Sewers!? The Mystery Menace A Ameaça Misteriosa!                                                     |
| 0105 | 105 | 23  | ユズジム！タイプバトル３VS３！！ Yuzu Gym! Type Battle 3 VS 3!! Misty Meets Her Match Misty Encontra um Par!                               |
| 0106 | 106 | 24  | ピカチュウＶＳニャース！？ Pikachu VS Nyarth!? Bound For Trouble Arranjando Encrenca!                                                      |
| 0107 | 107 | 25  | リザードン！きみにきめた！！ Lizardon! I Choose You!! Charizard Chills Fica Frio Charizard!                                                |
| 0108 | 108 | 26  | ひけしたいけつ！ゼニガメＶＳカメール Firefighting Showdown! Zenigame VS Kameil The Pokémon Water War A Guerra de Água Pokémon!             |
| 0109 | 109 | 27  | もえよ！カビゴン！！ Burn! Kabigon!! Pokémon Food Fight! A Batalha Pela Comida Pokémon!                                                    |
| 0110 | 110 | 28  | タッグバトル！さいごのジム！！ Tag Battle! The Final Gym!! Pokémon Double Trouble Pokémon, Encrenca em Dobro!                              |
| 0111 | 111 | 29  | コイキング！しんかのひみつ！！ Koiking! The Secret of Evolution!! The Wacky Watcher! O Observador Maluco!                                  |
| 0112 | 112 | 30  | ニョロモとカスミ Nyoromo and Kasumi The Stun Spore Detour O Caso dos Esporos Paralizantes!                                                 |
| 0113 | 113 | 31  | ウィナーズカップ！フルバトル６ＶＳ６！！ Winner's Cup! Full Battle 6 VS 6!! Hello, Pummelo! Alô Pumello!                                   |
| 0114 | 114 | 32  | ファイナルバトル！カイリューとうじょう！！ Final Battle! Enter Kairyu!! Enter The Dragonite Que Venha o Dragonite!                         |
| 0115 | 115 | 33  | さよならラプラス！ Goodbye Laplace! Viva Las Lapras Viva Las Lapras!                                                                       |
| 0116 | 116 | 34  | マルマインだいばくは！？ Big Marumine Explosion!? The Underground Round Up O Rodeio Subterrâneo!                                           |
| 0117 | 117 | 35  | かえってきたマサラタウン！ Back in Masara Town! A Tent Situation O Circo Está Armado!                                                      |
| 0118 | 118 | 36  | ライバルたいけつ！サトシＶＳシゲル！！ Rival Showdown! Satoshi VS Shigeru!! The Rivalry Revival Revivendo as Rivalidades!                  |

#### 3ª Temporada - Pokémon: A Jornada Johto
| #    | ##  | ### | Título no Japão Título nos Estados Unidos Título no Brasil |
| ---- | --- | --- | --- |
| 0119 | 119 | 01  | ワカバタウン！はじまりをつげるかぜのふくまち！ Wakaba Town! The Town Where Winds Telling of a Beginning Blow! Don't Touch That 'dile Com o Totodile Não se Brinca! |
| 0120 | 120 | 02  | ルーキーのチコリータ！ The Rookie's Chicorita! The Double Trouble Header Um Desempate com Encrencas em Dobro!                                                      |
| 0121 | 121 | 03  | げきとつ！ヘラクロスＶＳカイロス！！ Fierce Battle! Heracross VS Kailios!! A Sappy Ending Uma História Melosa!                                                     |
| 0122 | 122 | 04  | ドンファンのたに！ The Valley of Donfan! Roll On, Pokémon! Pokémon na Trilha das Pedras!                                                                           |
| 0123 | 123 | 05  | ホーホーとあやしいもり！ Hoho and the Mysterious Forest! Illusion Confusion! Confusão de Ilusões!                                                                  |
| 0124 | 124 | 06  | キレイハナのバトルダンシング！ Kireihana's Battle Dancing! Flower Power O Poder Floral!                                                                            |
| 0125 | 125 | 07  | イトマル！だいそうさせん！！ Itomaru! The Great Investigation!! Spinarak Attack O Caso do Aracnídeo Negro!                                                         |
| 0126 | 126 | 08  | ブルーのかれいなせいかつ！？ Bulu's Magnificent Life!? Snubbull Snobbery Esnobando os Esnobes!                                                                     |
| 0127 | 127 | 09  | オドシシ！まぼろしのもり！？ Odoshishi! Forest of Illusions!? The Little Big Horn O Pequeno Grande Chifre!                                                         |
| 0128 | 128 | 10  | いじっぱりのチコリータ！！ The Stubborn Chicorita!! The Chikorita Rescue O Resgate de Chikorita!                                                                   |
| 0129 | 129 | 11  | ヌオーとＧＳボール！？ Nuoh and the GS Ball!? Once in a Blue Moon Era Uma Vez um Luar Azul!                                                                        |
| 0130 | 130 | 12  | レディバのふえ！ Rediba's Flute! The Whistle Stop O Apito da Parada!                                                                                               |
| 0131 | 131 | 13  | ハピナスのハッピーナース！ Happinas the Happy Nurse! Ignorance is Blissey A Ignorância é uma Blissey!                                                              |
| 0132 | 132 | 14  | だいピンチ！マダツボミのとう！ Big Crisis! Madatsubomi Tower! A Bout With Sprout Pequenos Brotos, Grandes Encrencas!                                               |
| 0133 | 133 | 15  | キキョウジム！おおぞらのたたかい！！ Kikyō Gym! Sky Battle!! Fighting Flyer with Fire Ash Ganha a Insígnea Zephir!                                                 |
| 0134 | 134 | 16  | なきむしマリル！ Crybaby Maril! For Crying Out Loud Essa é Pra Chorar!                                                                                             |
| 0135 | 135 | 17  | ばくそう！オタチ＆トゲピー！！ Rampage! Otachi and Togepy!! Tanks a Lot! Um Tanque Fora de Controle!                                                               |
| 0136 | 136 | 18  | リザードンのたに！またあうひまで！！ The Valley of Lizardon! Until We Meet Again!! Charizard's Burning Ambitions O Desejo Ardente de Charizard!                    |
| 0137 | 137 | 19  | だいパニック！キマワリコンテスト！！ Big Panic! Kimawari Contest!! Grin to Win! Sorrir Pra Vencer!                                                                 |
| 0138 | 138 | 20  | チコリータはごきげんななめ！？ Chicorita is in a Bad Mood!? Chikorita's Big Upset Chikorita, a Temperamental!                                                      |
| 0139 | 139 | 21  | ハネッコはねた！だいそうげんのたたかい！！ Hanecco Hopped! Battle on the Prairie!! Foul Weather Friends Não Há Tempo Ruim!                                         |
| 0140 | 140 | 22  | なぞのスーパーヒーロー！グライガーマンとうじょう！！ The Mysterious Superhero! Enter Gligerman!! The Superhero Secret O Segredo do Super-Herói!                    |
| 0141 | 141 | 23  | メリープとまきばのしょうじょ Merriep and the Pasture Girl Mild 'n Wooly Mansos e Fofinhos!                                                                         |
| 0142 | 142 | 24  | バトルしようぜ！ハッサムＶＳヘラクロス！！ Let's Battle! Hassam VS Heracros!! Wired for Battle! Mania de Batalha!                                                  |
| 0143 | 143 | 25  | ヒノアラシ！ゲットだぜ！！ Hinoarashi! Catch It!! Good 'Quil Hunting A Temporada de Caça!                                                                          |
| 0144 | 144 | 26  | ヒワダタウン！ヤドンのいど！！ Hiwada Town! Yadon Well!! A Shadow of a Drought A Ameaça de Uma Seca!                                                               |
| 0145 | 145 | 27  | クヌギダマとボングリのみ！うらやまのたたかい！！ Kunugidama and the Bonguri Fruit! Backyard Battle!! Going Apricorn! Colhendo Poké-Bolas!                          |
| 0146 | 146 | 28  | ヒワダジム！もりのバトルフィールド！！ Hiwada Gym! Forest Battlefield!! Gettin' The Bugs Out Exterminando Insetos!                                                 |
| 0147 | 147 | 29  | ウバメのもり！カモネギをさがせ！！ Ubame Forest! Search for Kamonegi!! A Farfetch'd Tale Uma História Exagerada!                                                   |
| 0148 | 148 | 30  | ソーナンスとポケモンこうかんかい！！ Sonansu and the Pokémon Swap Meet!! Tricks of the Trade Os Truques do Negócio!                                                |
| 0149 | 149 | 31  | もえろゼニガメだん！ほのおのように！！ Burn, Zenigame Squad! Like a Fire!! The Fire-ing Squad! Os Soldados do Fogo!                                                |
| 0150 | 150 | 32  | ウパーがいっぱい！ Lots of Upah! No Big Woop! As Aparências Enganam!                                                                                               |
| 0151 | 151 | 33  | プリンＶＳブルー！ Purin VS Bulu! Tunnel Vision Males Que Vem Pra Bem!                                                                                             |
| 0152 | 152 | 34  | ダークポケモン・デルビル Dark Pokémon - Delvil Hour of the Houndour A Hora do Houndour!                                                                            |
| 0153 | 153 | 35  | ワニノコはだれのもの！？サトシＶＳカスミ！ Who Gets to Keep Waninoko!? Satoshi VS Kasumi! The Totodile Duel Duelando Pelo Totodile!                                |
| 0154 | 154 | 36  | エアームドＶＳヒノアラシ！はがねのつばさ！！ Airmd VS Hinoarashi! Steel Wing!! Hot Matches! Batalhas Quentes!                                                      |
| 0155 | 155 | 37  | おどれワニノコ！あいのステップを！！ Dance, Waninoko! Dance the Steps of Love!! Love, Totodile Style Amor ao Estilo Totodile!                                      |
| 0156 | 156 | 38  | いろちがいのヨルノズク！ゲットだぜ！！ A Differently Colored Yorunozuku! Catch It!! Fowl Play! Cérebro de Ave!                                                     |
| 0157 | 157 | 39  | リングマでドッキリ！！ Ringuma Shock!! Forest Grumps Trabalhando em Equipe!                                                                                        |
| 0158 | 158 | 40  | キリンリキ！エスパーポケモンのむら！ Kirinriki! The Village of Esper Pokémon! The Psychic Sidekicks! Os Amigos Psíquicos!                                          |
| 0159 | 159 | 41  | ポケモンうらない！？だいらんせん！ Pokémon Fortune-Telling!? Battle Royal! The Fortune Hunters Escrito nas Estrelas!                                               |

#### 4ª Temporada - Pokémon: Campeões da Liga Johto
| #    | ##  | ### | Título no Japão Título nos Estados Unidos Título no Brasil |
| ---- | --- | --- | --- |
| 0160 | 160 | 01  | コガネジム！スピード＆パワー！？ Kogane Gym! Speed & Power!? A Goldenrod Opportunity Uma Oportunidade Dourada!                                                              |
| 0161 | 161 | 02  | ミルタンク！リベンジバトル！！ Miltank! Revenge Battle!! A Dairy Tale Ending Tudo Claro Como o Leite!                                                                       |
| 0162 | 162 | 03  | ラジオとうのたたかい！じくうをこえて！！ Battle at the Radio Tower! Surpass Spacetime!! Air Time! Nas Ondas do Rádio!                                                       |
| 0163 | 163 | 04  | むしとりたいかい！しぜんこうえんでゲットだぜ！！ Bug Catching Tournament! Capture a Pokémon at the Nature Park!! The Bug Stops Here O Bicho Vai Pegar!                      |
| 0164 | 164 | 05  | ウソッキーはどこにいる！？ Where is Usokkie!? Type Casting Madeira de Lei!                                                                                                  |
| 0165 | 165 | 06  | こだいポケモンパーク！アルフのいせき！！ Ancient Pokémon Park! Ruins of Alph!! Fossil Fools O Parque dos Pokéssauros!                                                       |
| 0166 | 166 | 07  | ポッポやのでんしょポッポ！ The Carrier Poppo of the Poppo Store! Carrying On! Mantendo a Tradição!                                                                          |
| 0167 | 167 | 08  | ズバットのやかた！きけんなめいろ！！ Zubat's Mansion! A Dangerous Labyrinth!! Hassle in the Castle Confusão no Castelo!                                                     |
| 0168 | 168 | 09  | カポエラーＶＳフシギダネ！かくとうたいけつ！！ Kapoerer VS Fushigidane! Hand to Hand Showdown!! Two Hits and a Miss Uma Questão de Honra!                                   |
| 0169 | 169 | 10  | ジャングルのさんびき！おんせんバトル！！ The Three of the Jungle! Battle in the Hot Springs!! A Hot Water Battle Pela Vereda Tropical!                                      |
| 0170 | 170 | 11  | アズマオウ！フィッシングバトル！！ Azumao! Fishing Battle!! Hook, Line, and Stinker Anzol, Isca e Pescaria!                                                                 |
| 0171 | 171 | 12  | さよならロコン！ポケモンビューティーコンテスト！！ Goodbye Rokon! Pokémon Beauty Contest!! Beauty and the Breeder A Beleza Põe a Mesa!                                      |
| 0172 | 172 | 13  | ツボツボＶＳマダツボミ Tsubotsubo VS Madatsubomi A Better Pill to Swallow O Remédio Bombástico!                                                                             |
| 0173 | 173 | 14  | ブラッキー！やみよのたたかい！！ Blacky! Battle During a Dark Night!! Power Play! O Jogo do Poder!                                                                          |
| 0174 | 174 | 15  | レディアン！かぜのたにをこえて！！ Redian! Pass Through the Valley of the Wind!! Mountain Time A Montanha Tempestuosa!                                                      |
| 0175 | 175 | 16  | ソーナンスのむら！？ Village of Sonans!? Wobbu-Palooza! O Festival dos Wobbuffets!                                                                                          |
| 0176 | 176 | 17  | めざせメタモンマスター！イミテふたたび！！ Aim to Be a Metamon Master! Imite, Once Again!! Imitation Confrontation Confronto Entre Imitações!                               |
| 0177 | 177 | 18  | ニャースとブルーとグランブル！？ Nyarth, Bulu and Granbulu!? The Trouble With Snubbull A Encrenca com Snubbull!                                                             |
| 0178 | 178 | 19  | アリアドス！にんぽうバトル！！ Ariados! Battle of Ninja Arts!! Ariados, Amigos Ariados, Amigos!                                                                             |
| 0179 | 179 | 20  | はばたけヤンヤンマ！あしたのそらへ！！ Flap, Yanyanma! Fly to Tomorrow's Sky!! Wings 'N' Things Asas à Vista!                                                               |
| 0180 | 180 | 21  | ポポッコ！くさポケモンバトル！！ Popocco! Grass Pokémon Battle!! The Grass Route Onde a Grama é Mais Verde!                                                                 |
| 0181 | 181 | 22  | ピカチュウとピチュー！ Pikachu and Pichu! The Apple Corp! Uma Horta de Amigos!                                                                                              |
| 0182 | 182 | 23  | ヘルガーとトゲピー！ Hellgar and Togepy! Houndoom's Special Delivery Entrega Especial Houndoom!                                                                             |
| 0183 | 183 | 24  | やけたとう！マツバとうじょう！！ The Burned Tower! Matsuba Appears!! A Ghost of a Chance Sem Nenhuma Chance!                                                                |
| 0184 | 184 | 25  | エンジュジム！ゴーストバトル！！ Enjū Gym! Ghost Battle!! From Ghost to Ghost De Fantasma Pra Fantasma!                                                                     |
| 0185 | 185 | 26  | イーブイ５しまい！おちゃかいでバトル！！ The Five Sisters of Eievui! Battle at the Tea Convention!! Trouble's Brewing Chá de Encrencas!                                     |
| 0186 | 186 | 27  | ヤミカラス！うばわれたバッジ！！ Yamikarasu! The Stolen Badges!! All That Glitters! Tudo Que Reluz é Confusão!                                                              |
| 0187 | 187 | 28  | テッポウオのそら！ Teppouo's Sky! The Light Fantastic Luzes Fantásticas! |
| 0188 | 188 | 29  | ヒメグマのひみつ！ Himeguma's Secret! UnBEARable Insuportável! |
| 0189 | 189 | 30  | こおったヒマナッツのなぞ！！ The Mystery of the Frozen Himanuts!! Moving Pictures Visita ao Vale do Sol!                                                                    |
| 0190 | 190 | 31  | ここほれウリムー！おんせんをさがせ！！ Dig Here Urimoo! Search for the Hot Spring!! Spring Fever Febre da Primavera!                                                        |
| 0191 | 191 | 32  | フリーザーＶＳプリン！ふぶきのなかで！！ Freezer VS Purin! In the Middle of a Snowstorm!! Freeze Frame A Foto Legendária!                                                   |
| 0192 | 192 | 33  | ウインディとほのおのいし！ Windie and the Fire Stone! The Stolen Stones! As Pedras Roubadas!                                                                                |
| 0193 | 193 | 34  | ノコッチはのこっちない！？ There Aren't Any Nokocchi Here!? The Dunsparce Deception Quem Espera Sempre Alcança!                                                             |
| 0194 | 194 | 35  | ソーナンス！そうなんす？ Sonans! Is That So? The Wayward Wobbuffet O Rebelde Wobbuffet!                                                                                     |
| 0195 | 195 | 36  | タケシたおれる！あぶないキャンプ！！ Takeshi Collapses! A Dangerous Camp!! Sick Daze Estou Dodói!                                                                           |
| 0196 | 196 | 37  | オーダイルＶＳカメックス！すもうバトル！！ Ordile VS Kamex! Sumo Battle!! Ring Masters Gigantes do Ringue!                                                                  |
| 0197 | 197 | 38  | ポケモンとはなせます！？ポケモンのことばポケモンのきもち！ You Can Speak with Pokémon!? The Words and Feelings of Pokémon! The Poké Spokesman O Poké-Intérprete!            |
| 0198 | 198 | 39  | ゴルバットＶＳかめんのじょおうムサシ！いせきのたたかい！！ Golbat VS the Masked Queen Musashi! The Battle in the Ruins!! Control Freak! Fanáticos Pelo Controle!            |
| 0199 | 199 | 40  | ドーブルのきせき！！あさひのなかでかがやいて！ The Miracle of Doble!! Shining in the Morning Sun! The Art of Pokémon A Arte dos Pokémon!                                    |
| 0200 | 200 | 41  | ニドリーノニドリーナ！タケシのバラいろのひび！？ Nidorino and Nidorina! Takeshi's Rose Colored Days!? The Heartbreak of Brock O Inconsolável Brock!                         |
| 0201 | 201 | 42  | さよならチコリータ！？でんきのラビリンス！ Goodbye Chicorita!? The Electric Labyrinth! Current Events Um Dia Eletrizante!                                                   |
| 0202 | 202 | 43  | ベイリーフはどこへいった！？ハーブばたけでつかまえて！ Where Did Bayleaf Go!? Capture at the Herb Garden! Turning Over A New Bayleef Reconquistando Bayleef!                |
| 0203 | 203 | 44  | ネイティうらない！みらいよちのしんぴ！！ Naty Fortune Teller! The Mystery of Telling the Future!! Doin' What Comes Natu-rally Tudo Chega Natu-Ralmente!                     |
| 0204 | 204 | 45  | ポケモンききゅうだいレース！あらしをこえて！！ The Big Pokémon Balloon Race! Exceed the Storm!! The Big Balloon Blow-Up Um Dia de Balonista!                                |
| 0205 | 205 | 46  | ムチュールにもうむちゅう！！スーパースターはポケモンがおすき？ Muchul is Daydreaming!! Do Superstars Like Pokémon? The Screen Actor's Guilt Um Beijo Doce Demais!           |
| 0206 | 206 | 47  | なみのりサイドンをおえ！？みずうみのたたかい！ Follow the Surfing Saidon!? The Battle at the Lake! Right On, Rhydon! A Procura de Rhydon!                                   |
| 0207 | 207 | 48  | カクレオンはどこにいる！？みえないポケモンにだいこんらん！ Where's Kakureon!? Huge Chaos Created By the Invisible Pokémon! The Kecleon Caper Cadê os Kecleons?!             |
| 0208 | 208 | 49  | みずポケモンぎらいのジョーイさん！？カスミのいかり！ The Nurse Joy Who Hates Water Pokémon!? Kasumi's Anger! The Joy of Water Pokémon A Enfermeira Joy dos Pokémon de Água! |
| 0209 | 209 | 50  | せいぼミルタンク！さばくのひみつ！ Mother Miltank! The Desert's Secret! Got Miltank? A Miltank!                                                                             |
| 0210 | 210 | 51  | かがやきのとうだい！アサギシティのたたかい！！ Radiance Lighthouse! Battle at Asagi City!! Fight for the Light! Um Farol Sem Igual!                                         |
| 0211 | 211 | 52  | タンバジム！まっこうしょうぶかくとうたいけつ！！ Tanba Gym! Wrestling Match!! Machoke, Machoke Man! A Grande Batalha!                                                       |

#### 5ª Temporada - Pokémon: Master Quest
| #    | ##  | ### | Título no Japão Título nos Estados Unidos Título no Brasil |
| ---- | --- | --- | --- |
| 0212 | 212 | 01  | うずまきれっとう！あらたなるちょうせん！！ A Chain of Whirlpool Islands! A Renewed Challenge!! Around the Whirlpool Enrolados nos Redemoinhos!                          |
| 0213 | 213 | 02  | ポッポとデカポッポ！まだみぬそらへ！！ Poppo and the Enormous Poppo! Towards the As Yet Unseen Sky!! Fly Me to the Moon Voando Até a Lua!                               |
| 0214 | 214 | 03  | たびだてうみへ！チョンチーぎょうれつ！！ Set Out to the Sea! Line of Chonchie!! Takin' It on the Chinchou Uma Parada Eletrizante!                                       |
| 0215 | 215 | 04  | サニーゴでアミーゴ！おうがんとうのたいけつ！！ Sunnygo the Amigo! Showdown on Ōgan Isle!! A Corsola Caper! O Corsola Selvagem!                                          |
| 0216 | 216 | 05  | マンタインとちんぼつせん！！なぞのポケモンのひみつ！ Mantain and the Sunken Ship!! The Secret of the Mysterious Pokémon! Mantine Overboard! Mantine ao Mar!             |
| 0217 | 217 | 06  | オクタンとテッポウオ！うずまきカップよせん！！ Okutank and Teppouo! Whirlpool Cup Preliminaries!! Octillery The Outcast O Octillery Solitário!                          |
| 0218 | 218 | 07  | うずまきカップ！みずのコロシアムでだいバトル！！ Whirlpool Cup! A Big Battle in the Water Colosseum!! Dueling Heroes Duelo Entre Heróis!                                |
| 0219 | 219 | 08  | サトシVSカスミ！うずまきカップさいごのたたかい！！ Satoshi VS Kasumi! The Final Battle in the Whirlpool Cup!! The Perfect Match! A Partida Perfeita!                    |
| 0220 | 220 | 09  | ディグダのむらをまもれ！おとしあなだいさくせん！？ Protect the Digda Village! The Big Pitfall Strategy!? Plant It Now... Diglett Later Diglett, o Buraqueiro!           |
| 0221 | 221 | 10  | ぎんいろのはねのでんせつ！ぎんがんとうのたたかい！！ The Legend of Silver Wings! Battle at Gingan Isle!! Hi Ho Silver... Away! Uma Ilha Muito Brilhante!                |
| 0222 | 222 | 11  | なぞのポケモンＸ！！ Mysterious Pokémon X!! The Mystery is History O Mistério Já Era!                                                                                   |
| 0223 | 223 | 12  | とらわれのルギア！ Captive Lugia A Parent Trapped! Uma Armadilha Pro Papai!                                                                                             |
| 0224 | 224 | 13  | ルギアとのやくそく！ The Promise with Lugia! A Promise is a Promise Promessa é Divida!                                                                                  |
| 0225 | 225 | 14  | とべホーホーごう！アサギをめざし！！ Fly Flight Hoho! Head for Asagi!! Throwing in the Noctowl Asas ao Vento!                                                           |
| 0226 | 226 | 15  | アサギジム！ＶＳハガネール！！ Asagi Gym! VS Haganeil!! Nerves of Steelix! A Força de Steelix!                                                                          |
| 0227 | 227 | 16  | さよならフシギダネ！オーキドていのぼうけん！！ Farewell Fushigidane! Adventure at Dr. Okido's!! Bulbasaur... the Ambassador! Bulbassaur... o Embaixador!                |
| 0228 | 228 | 17  | エーフィとサクラ！エンジュシティふたたび！！ Eifie and Sakura! Enju City Once Again!! Espeon, Not Included Cadê o Espeon?!                                              |
| 0229 | 229 | 18  | スイクンとミナキ！ホウオウのでんせつ！！ Suicune and Minaki! The Legend of Houou!! For Ho-Oh the Bells Toll! Que Toquem os Sinos!                                       |
| 0230 | 230 | 19  | ポケモンライドでつっぱしれ！！ Run Quickly Along the Pokémon Ride!! Extreme Pokémon! Pokémon ao Extremo!                                                                |
| 0231 | 231 | 20  | めいたんていジュンサー！きえたタマゴのなぞ！！ Famous Detective Junsar! The Mystery of the Egg that Disappeared!! An EGG-sighting Adventure! Oventura a Vista!          |
| 0232 | 232 | 21  | タマゴ、かえる Egg, Hatch Hatching a Plan Criando um Plano! |
| 0233 | 233 | 22  | ロケットだんとデリバード！ Rocket-dan and Delibird! Dues and Don'ts Quem Deve, Paga!                                                                                    |
| 0234 | 234 | 23  | きりのなかのキュウコン！ The Kyukon in the Fog! Just Waiting On a Friend Esperando um Amigo!                                                                            |
| 0235 | 235 | 24  | バルキーとからておうノブヒコ！ Balkie and the Karate King Nobuhiko! A Tyrogue Full of Trouble Um Tyrogue Cheio de Problemas!                                            |
| 0236 | 236 | 25  | ネイティオのだいよげん！ Natio's Big Prediction! Xatu the Future Xatu, o Vidente!                                                                                       |
| 0237 | 237 | 26  | ワタルとあかいギャラドス！ Wataru and the Red Gyarados! Talkin' 'Bout an Evolution Evolução, Eis a Questão!                                                             |
| 0238 | 238 | 27  | あかいギャラドスのいかり！ Red Gyarados's Anger! Rage of Innocence A Fúria da Inocência!                                                                                |
| 0239 | 239 | 28  | イノムーとふゆのヤナギ！ Inomoo and Yanagi of the Winter! As Cold as Pryce Tão Frio Quanto o Gelo!                                                                      |
| 0240 | 240 | 29  | チョウジジム！こおりのたたかい！ Chōji Gym! Ice Battle! Nice Pryce, Baby! O Pryce é Legal, Pessoal!                                                                     |
| 0241 | 241 | 30  | キレイハナとラフレシア！そうげんのへいわ！ Kireihana and Ruffresia! Peace in Meadow! Whichever Way the Wind Blows Onde Quer Que o Vento Sopre!                          |
| 0242 | 242 | 31  | マグカルゴ！あついこころでゲットだぜ！！ Magcargot! Getting the Hot Heart!! Some Like it Hot Quanto Mais Quente Melhor!                                                 |
| 0243 | 243 | 32  | ポケモンまほうでだいへんしん！？ A Huge Transformation with Pokémon Magic!? Hocus Pokémon Uma Bruxa das Arábias!                                                        |
| 0244 | 244 | 33  | サンダーとクリスタル！みずうみのひみつ！ Thunder and the Crystal! Secret of the Lake! As Clear as Crystal Tão Claro Quanto um Cristal!                                  |
| 0245 | 245 | 34  | ふたごのププリンＶＳプリン！うたうポケモンコンサート！ Pupurin Twins VS Purin! Singing Pokémon Concert! Same Old Song and Dance Vamos Cantar, Pessoal!                  |
| 0246 | 246 | 35  | ヤドンのさとり！サトシのさとり！ Yadon's Comprehension! Satoshi's Comprehension! Enlighten Up! Iluminem Tudo!                                                           |
| 0247 | 247 | 36  | にせオーキド！？ポケモンせんりゅうたいけつ！！ False Okido!? Pokémon Senryū Confrontation!! Will the Real Oak Please Stand Up? Quem é o Verdadeiro Professor Carvalho?! |
| 0248 | 248 | 37  | ピィとピッピとながれぼし！ Py and Pippy and the Shooting Star! Wish Upon a Star Shape Um Desejo Sob as Estrelas!                                                        |
| 0249 | 249 | 38  | ニョロゾのしんか！ Nyorozo's Evolution! Outrageous Fortunes Fortunas Ultrajantes!                                                                                       |
| 0250 | 250 | 39  | バトルパーク！ＶＳカメックス・リザードン・フシギバナ！ Battle Park! VS Kamex - Lizardon - Fushigibana! One Trick Phony! Um Truque Falso!                                |
| 0251 | 251 | 40  | ニョロトノのチアリーディング！ Nyorotono's Cheerleading! I Politoed Ya So! Eu, Politoed, Sim Senhor!                                                                    |
| 0252 | 252 | 41  | こおりのどうくつ！ The Ice Cave! |
| 0253 | 253 | 42  | イブキとミニリュウ！ Ibuki and Miniryu! Beauty is Skin Deep A Beleza Está Além da Pele!                                                                                 |
| 0254 | 254 | 43  | フスベジムのりゅうのきば！ Fusube Gym's Dragon's Fang! Fangs for Nothin' Presas à Solta!                                                                                |
| 0255 | 255 | 44  | カイリュー！げきりんはつどう！ Kairyu! Activate Imperial Rage! Great Bowls of Fire! Cuspindo Fogo Adoidado!                                                             |
| 0256 | 256 | 45  | フスベジム！さいごのバッジ！！ Fusube Gym! The Final Badge!! Better Eight Than Never Melhor Oito Que Nenhum!                                                            |
| 0257 | 257 | 46  | ソーナノ！？ジムバッジとソーナンス！！ Sohnano!? Gym Badges and Sonans!! Why? Wynaut! A Grande Roubada!                                                                 |
| 0258 | 258 | 47  | リュウグウジム！みずのなかでバトルだぜ！ Ryūgū Gym! Battle in the Water! Just Add Water Batalha Sub-Aquática!                                                           |
| 0259 | 259 | 48  | ラプラスのうた！ Laplace's Song! Lapras of Luxury O Lapras de Luxo! |
| 0260 | 260 | 49  | タマゴをまもれ！あらしのなかでうまれたいのち！ Protecting the Egg! The Life Born in a Storm! Hatch Me If You Can Pegue-me se Puder!                                     |
| 0261 | 261 | 50  | エンテイとおんせんのなかまたち！ Entei and Friends of the Hot Spring! Entei at Your Own Risk Entei, Eu Quero Você!                                                      |
| 0262 | 262 | 51  | ヤドキング！おうじゃのしるし！ Yadoking! King's Symbol! A Crowning Achievement A Coroação!                                                                              |
| 0263 | 263 | 52  | ナナコとエレキッド！ Nanako and Elekid! Here's Lookin' at You, Elekid A Amizade de Elekid!                                                                              |
| 0264 | 264 | 53  | ヨーギラスがんばる！ Yogiras Does Its Best! You're a Star, Larvitar! Você é um Astro, Larvitar!                                                                         |
| 0265 | 265 | 54  | ふしぎのくにのアンノーン！ Unknown of the Country of Mystery! Address Unown! Quem é Esse Unown?!                                                                        |
| 0266 | 266 | 55  | バンギラスとヨーギラス！ Bangiras and Yogiras! Mother of All Battles A Mãe de Todas as Batalhas!                                                                        |
| 0267 | 267 | 56  | ニューラとせいなるほのお！ Nyula and the Sacred Flame! Pop Goes The Sneasel A Chama Que Nunca Se Apaga!                                                                 |
| 0268 | 268 | 57  | シロガネリーグかいまく！シゲルふたたび！ Shirogane League Opening! Shigeru Again! A Claim to Flame! Uma Chama Para a Fama!                                              |
| 0269 | 269 | 58  | よせんリーグ！マグマラシほのおのバトル！！ League Preliminaries! Battle of the Magmarashi Flame!! Love, Pokémon Style Amor ao Estilo Pokémon!                           |
| 0270 | 270 | 59  | メガニウムＶＳフシギダネ！くさタイプのいじ！ Meganium VS Fushigidane! Spirit of the Grass Types! Tie One On! Essa dá Empate!                                            |
| 0271 | 271 | 60  | けっしょうトーナメント！フルバトル６ＶＳ６！！ Tournament Finals! Full Battle 6 VS 6!! The Ties That Bind Os Empates Que Amarram!                                       |
| 0272 | 272 | 61  | ライバルたいけつ！カメックスＶＳリザードン！！ Rival Confrontation! Kamex VS Lizardon!! Can't Beat the Heat! Não dá Para Vencer o Calor!                                |
| 0273 | 273 | 62  | バシャーモふたたび！ハヅキとのたたかい！！ Bursyamo Returns! Battle Against Hazuki!! Playing with Fire! Brincando Com Fogo!                                             |
| 0274 | 274 | 63  | フルバトルのはてに！それぞれのみち！！ To the End of the Full Battle! Each One's Way! Johto Photo Finish A Última Foto da Liga Johto!                                   |
| 0275 | 275 | 64  | サヨナラ…そして、たびだち！ Goodbye...and Then, Setting Off! Gotta Catch Ya Later! A Gente se vê Depois!                                                                |
| 0276 | 276 | 65  | ピカチュウとのわかれ…！ Parting with Pikachu...! Hoenn Alone! Sozinho em Hoenn!                                                                                         |

### 2ª Série: Avançado

#### 6ª Temporada - Pokémon: Avançado
| #    | ##  | ### | Título no Japão Título nos Estados Unidos Título no Brasil |
| ---- | --- | --- | --- |
| 0277 | 001 | 01  | 新たなる大地！新たなる冒険！！ A New Land! A New Adventure!! Get the Show on the Road! Tudo Começa na Estrada!                                                           |
| 0278 | 002 | 02  | 古代ポケモンと謎の軍団！ Ancient Pokémon and the Mysterious Teams! A Ruin with a View O Portal da Ruína!                                                                 |
| 0279 | 003 | 03  | トウカジム！ＶＳヤルキモノ！ Touka Gym! VS Yarukimono! There's no Place Like Hoenn Não Há Lugar Como Hoenn!                                                              |
| 0280 | 004 | 04  | スバメがいっぱい 危険がいっぱい！トウカの森でゲットだぜ！！ A Lot of Subame, A Lot of Danger! Capture in Touka Woods!! You Never Can Taillow Não se Pode Com um Taillow! |
| 0281 | 005 | 05  | ジグザグマと短パン小僧！ハルカはじめてのバトル！！ Jiguzaguma and the Short-pantsed Boy! Haruka's First Battle!! In the Knicker of Time! No Limite do Tempo!             |
| 0282 | 006 | 06  | ロケット団！みだれひっかきでサヨウナラ！！ Rocket-dan! A Fury Swipes Goodbye!! A Poached Ego! O Ego Roubado!                                                             |
| 0283 | 007 | 07  | キモリの森！巨大樹を守れ！！ Forest of Kimori! Protect the Gigantic Tree!! Tree's a Crowd Três é Demais!                                                                 |
| 0284 | 008 | 08  | ハブネークＶＳキモリ！必殺のはたく攻撃！！ Habunake VS Kimori! The Strike Offensive of Certain Kills!! A Tail with a Twist O Treecko é um Treco!                         |
| 0285 | 009 | 09  | 怪奇！キノココ屋敷の謎！？ Bizarre! Mystery of the Kinococo Mansion!? Taming of the Shroomish Domando um Shroomish!                                                      |
| 0286 | 010 | 10  | 史上最強のペリッパー現る！！ The Greatest Pelipper Show in History!! You Said a Mouthful! Tem Bico Pra Tudo!                                                             |
| 0287 | 011 | 11  | グラエナとポチエナ！進化の神秘！！ Graena and Pochiena! Mystery of Evolution!! A Bite to Remember Uma Mordida de Lembrança!                                              |
| 0288 | 012 | 12  | ハスボーとフラワーショップの三姉妹！ Hassboh and the Three Sisters of the Flower Shop! The Lotad Lowdown O Pequeno Lotad!                                                |
| 0289 | 013 | 13  | ポケモンコンテスト！アゲハントの華麗なバトル！！ Pokémon Contest! Agehunt's Magnificent Battle!! All Things Bright and Beautifly! Tudo Lindo e Brilhante!                |
| 0290 | 014 | 14  | ダブルバトルとダブルでケムッソ！？ Double Battle & Double Kemusso!? All in a Day's Wurmple Muito Trabalho Por um Wurmple!                                                |
| 0291 | 015 | 15  | 勉強します！ポケモントレーナーズスクール！！ Try to Study! Pokémon Trainer's School!! Gonna Rule The School! Mandando no Pedaço!                                         |
| 0292 | 016 | 16  | カナズミジム！ノズパスの秘密兵器！！ Kanazumi Gym! Nosepass's Secret Weapon!! The Winner by a Nosepass Por Uma Cauda de Vantagem!                                        |
| 0293 | 017 | 17  | デボンコーポレーション！アクア団の影！！ Devon Corporation! Shadow of Aqua-dan!! Stairway to Devon A Caminho de Devon!                                                   |
| 0294 | 018 | 18  | ハギ老人とキャモメのピーコちゃん！ Old Man Hagi and the Camome Peeko-chan! On a Wingull and a Prayer! O Roubo dos Sete Mares!                                            |
| 0295 | 019 | 19  | 脱出！サメハダーの島！！ Escape! Samehader Island!! Sharpedo Attack! O Ataque do Sharpedo!                                                                               |
| 0296 | 020 | 20  | 脱出！ムロジム！波乗りジムリーダー・トウキ登場！ Muro Gym! Enter Touki the Surfing Gym Leader! Brave the Wave Domando as Ondas!                                          |
| 0297 | 021 | 21  | 脱出！ケムッソＶＳケムッソ！どっちがどっち！？ Kemusso VS Kemusso! Which is Which!? Which Wurmple's Which? Quem é Quem?!                                                 |
| 0298 | 022 | 22  | ダイゴ、ココドラ、ボスゴドラ！ Daigo, Cokodora, Bossgodora! A Hole Lotta Trouble Um Buraco Cheio de Problemas!                                                           |
| 0299 | 023 | 23  | 海辺の暴れ者、ヘイガニ登場！ Roughneck of the Sea, Heigani Enters! Gone Corphishin' Pegando um Corphish!                                                                 |
| 0300 | 024 | 24  | 走れサトシ！キバニアの川を越え！ Run Satoshi! Cross the Kibanha River! A Corphish Out of Water Como um Corphish Fora D'água!                                             |
| 0301 | 025 | 25  | 秘密の池！ミズゴロウがいっぱい！？ Secret Pond! Full of Mizugorou!? A Mudkip Mission A Missão Mudkip!                                                                    |
| 0302 | 026 | 26  | コノハナ族の襲撃！！ Attack of the Konohana Family! Turning Over a Nuzleaf O Encontro com os Nuzleaf!                                                                    |
| 0303 | 027 | 27  | マグマ団ＶＳアクア団！ひみつきちの戦い！ Magma-dan VS Aqua-dan! Secret Base Battle! A Three Team Scheme! Um Trabalho de Equipe!                                          |
| 0304 | 028 | 28  | アゲハントとドクケイル！進化の果てに！ Agehunt & Dokucale! The Final Evolution! Seeing is Believing! Ver Pra Crer!                                                       |
| 0305 | 029 | 29  | ヤミラミでドッキリ！ The Startling Yamirami! Ready, Willing, and Sableye Pronto Pra o Que Der e Vier!                                                                    |
| 0306 | 030 | 30  | バトルガールとアサナン！嵐の中で！ Asanan and the Battle Girl! In a Storm! A Meditite Fight! Um Desafio da Pesada!                                                       |
| 0307 | 031 | 31  | ムロジム再戦！波乗りバトルフィールド！ Muro Gym Rematch! Surfing Battlefield! Just One of the Geysers Um Gêiser Já Chega!                                                |
| 0308 | 032 | 32  | すてられ船！しのびよる影！！ The Abandoned Ship! The Creeping Shadow!! Abandon Ship! Abandonar o Navio!                                                                  |
| 0309 | 033 | 33  | ハルカにライバル！特訓ポケモンコンテスト！！ A Rival For Haruka! Intensive Pokémon Contest Training!! Now That's Flower Power! O Poder Floral!                           |
| 0310 | 034 | 34  | はじめてのポケモンで大パニック！！ The Great First Pokémon Panic!! Having a Wailord of a Time Cadê o Meu Torchic?!                                                       |
| 0311 | 035 | 35  | ハルカ！ポケモンコンテスト初挑戦！！ Haruka! The First Pokémon Contest Challenge!! Win, Lose or Drew! Vencer ou Perder, Empatar Nunca!                                   |
| 0312 | 036 | 36  | 海の博物館を守れ！マグマ団の襲撃！！ Protect the Ocean Museum! Attack of Magma-dan!! The Spheal of Approval A Pedra Misteriosa!                                          |
| 0313 | 037 | 37  | 美女と野獣！？ダーテングとジョーイさん！ Beauty and the Beast!? Dirteng and Joy-san! Jump for Joy! O Poder da Amizade!                                                   |
| 0314 | 038 | 38  | プラスルとマイナン！山の灯台！！ Prasle and Minun! The Mountain Lighthouse!! A Different Kind of Misty! O Brilho da Confiança!                                           |
| 0315 | 039 | 39  | 歌う！ポケモンからくり屋敷！！ Sing! Pokémon Trick House!! A Poké-BLOCK Party! A Gincana Maluca!                                                                         |
| 0316 | 040 | 40  | キンセツジム！テッセンの電撃バトル！！ Kinsetsu Gym! Tessen's Electric Shock Battle!! Watt's with Wattson? Com Carga Total!                                              |

#### 7ª Temporada - Pokémon: Desafio Avançado
| #    | ##  | ### | Título no Japão Título nos Estados Unidos Título no Brasil |
| ---- | --- | --- | --- |
| 0317 | 041 | 01  | キモリの新技！！スイカ畑のタネマシンガン！ Kimori's New Technique!! Watermelon Field's Seed Machine Gun! What You Seed is What You Get Você Colhe o Que Semeia!            |
| 0318 | 042 | 02  | バルビートとイルミーゼ！愛のダンス！ Barubeat and Illumise! Dance of Love! Love at First Flight Amor à Primeira Voada!                                                     |
| 0319 | 043 | 03  | 飛べ、タツベイ！明日にむかって！！ Fly Tatsubay! Towards the Future!! Let Bagons Be Bagons Voe Bagon!                                                                      |
| 0320 | 044 | 04  | カスミ登場！トゲピーとまぼろしの王国！！ Enter Kasumi! Togepy and the Mirage Kingdom!! The Princess and the Togepi A Princesa e o Togepi!                                  |
| 0321 | 045 | 05  | 蜃気楼の彼方に！トゲピーの楽園！ Other Side of the Mirage! Togepy's Paradise! A Togepi Mirage! A Miragem de Togepi!                                                        |
| 0322 | 046 | 06  | かちぬきファミリー！４ＶＳ４！！ Kachinuki Family! 4 VS 4!! Candid Camerupt! O Fervoroso Camerupt!                                                                         |
| 0323 | 047 | 07  | エネコとアロマテラピー！ Eneco and Aromatherapy! I Feel Skitty! O Skitty!                                                                                                  |
| 0324 | 048 | 08  | ザングースＶＳハブネーク！ライバル対決！！ Zangoose VS Habunake! Rival Confrontation!! ZigZag Zangoose! O Zigue-Zague de Zangoose!                                         |
| 0325 | 049 | 09  | マサトとマサト！アメタマを守れ！ Masato and Masato! Protect Ametama! Maxxed Out! Max ao Quadrado!                                                                          |
| 0326 | 050 | 10  | ポケモンコンテスト・ハジツゲ大会！！ Pokémon Contest - Hazitsuge Convention!! Pros and Con Artists Na Cidade de Fallarbor!                                                 |
| 0327 | 051 | 11  | ＶＳチャーレム！コンテストバトル！！ VS Charem! Contest Battle!! Come What May! Vamos Lá, May!                                                                             |
| 0328 | 052 | 12  | プラスルとマイナン！応援の道！？ Prasle and Minun! Road Assistance!? Cheer Pressure Pressão da Torcida!                                                                    |
| 0329 | 053 | 13  | エネコとねこのて！ドンメルの牧場！ Eneco & Cat's Paw! Meadow of Donmel! Game Winning Assist O Auxílio de Skitty!                                                           |
| 0330 | 054 | 14  | マグマ団ＶＳアクア団、再び！えんとつ山の戦い！！ Magma-dan VS Aqua-dan Again! Mt. Chimney Battle!! Fight for the Meteorite! Luta Pelo Meteorito!                           |
| 0331 | 055 | 15  | 新人ジムリーダー・アスナ！穴だらけのバトルフィールド！？ The New Gym Leader, Asuna! The Hole-Filled Battlefield!? Poetry Commotion! Confusão Poética!                      |
| 0332 | 056 | 16  | ヒートバッジ！燃えるバトルでゲットだぜ！！ Heat Badge! Win the Blazing Battle!! Going, Going, Yawn O Ataque Bocejo!                                                        |
| 0333 | 057 | 17  | パッチールがいっぱい！幸せさがして山の彼方に！？ Lots of Patcheel! Beyond the Mountain in Search of Happiness!? Going for a Spinda Procurando o Spinda!                    |
| 0334 | 058 | 18  | ハガネの谷を突破せよ！コータスＶＳハガネール！！ Breaking Through Valley of Steel! Cotoise VS Haganeil!! All Torkoal, No Play O Torkoal!                                   |
| 0335 | 059 | 19  | キンセツジムふたたび！ＶＳライボルト！！ Return to Kinsetsu Gym! VS Livolt!! Manectric Charge O Manectric!                                                                 |
| 0336 | 060 | 20  | エネコとエネコロロ！伝説のコーディネーター登場！！ Eneco and Enekororo! Enter the Legendary Pokémon Coordinator!! Delcatty Got Your Tongue O Delcatty Comeu a Sua Língua?! |
| 0337 | 061 | 21  | 仮面のコーディネーター・ファントム登場！！ Enter the Phantom Masked Coordinator!! Disaster of Disguise O Desastre do Disfarce!                                             |
| 0338 | 062 | 22  | シダケタウン！ポケモンコンテスト！！ Shidake Town! Pokémon Contest!! Disguise Da Limit No Limite do Disfarce!                                                              |
| 0339 | 063 | 23  | ソルロックとハスブレロ！聖なる森の伝説！ Solrock and Hasubrero! Legend of the Forest! Take the Lombre Home Lombre, o Senhor da Água!                                       |
| 0340 | 064 | 24  | チルットの空！ハルカの心！！ Sky of Tyltto! Spirit of Haruka!! True Blue Swablu O Swablu!                                                                                  |
| 0341 | 065 | 25  | ゴクリン撃退大作戦！！ The Great Gokulin Repelling Strategy!! Gulpin it Down Os Gulpins!                                                                                   |
| 0342 | 066 | 26  | 一触即発！バクオングＶＳジュプトル！！ Critical Situation! Bakuong VS Juptile!! Exploud and Clear! O Exploud!                                                              |
| 0343 | 067 | 27  | 踊るバトルだ！ルンパッパ！！ Dancing Battle! Runpappa!! Go Go Ludicolo! Vá,Vá Ludicolo!                                                                                    |
| 0344 | 068 | 28  | パパはアイドル！？いつわりのジムリーダー！！ Papa is Idol!? False Gym Leader!! A Double Dilemma Um Dilema Duplo!                                                           |
| 0345 | 069 | 29  | トウカジムの危機！家庭の危機！！ Touka Gym Crisis! Household Crisis!! Love, Petalburg Style! Amor ao Estilo de Petalburg!                                                  |
| 0346 | 070 | 30  | トウカジム戦！五つ目のバッジ！！ Touka Gym! The Fifth Badge!! Balance of Power Equilíbrio de Forças!                                                                       |
| 0347 | 071 | 31  | オーキド博士とオダマキ博士！秘密基地の戦い！！ Dr. Okido and Dr. Odamaki! Secret Base Battle!! A Six Pack Attack! O Ataque do Grupo dos Seis!                              |
| 0348 | 072 | 32  | タッグバトル！サトシＶＳハルカ！？ Tag Battle! Satoshi VS Haruka!? The Bicker the Better Quanto Mais Brigas Melhor!                                                        |
| 0349 | 073 | 33  | 禁断の森の王者！フシギバナ！！ King of the Forbidden Forest! Fushigibana!! Grass Hysteria! Histeria das Plantas!                                                           |
| 0350 | 074 | 34  | フシギダネとフシギダネ！モンスターボールを取り返せ！！ Fushigidane and Fushigidane! Regaining the Monster Balls!! Hokey Poké Balls! Pokébolas de Hokey!                    |
| 0351 | 075 | 35  | 対決！巨大ナマズンと釣り名人！！ Showdown! Fishing Master and the Giant Namazun!! Whiscash and Ash Whishcash e Ash!                                                        |
| 0352 | 076 | 36  | ヤジロンと霧の中の遺跡！ Yajilon and the Ruins in the Mist! Me, Myself and Time Eu, Eu Mesma e o Tempo!                                                                    |
| 0353 | 077 | 37  | 強敵！？ママさんコーディネーター登場！ Formidable Enemy!? Mother Coordinator Enters! A Fan with a Plan Uma Fã Com um Plano!                                                |
| 0354 | 078 | 38  | ポケモンコンテスト！ルイボス大会！！ Pokémon Contest! Ruibosu Tournament!! Cruisin' for a Losin' Aprendendo Com a Derrota!                                                 |
| 0355 | 079 | 39  | バネブーのさがしもの！？ Baneboo's Lost Object!? Pearls are a Spoink's Best Friend Pérolas São as Melhores Amigas de um Spoink!                                            |
| 0356 | 080 | 40  | 初挑戦！空中競技・ポケリンガ！！ Beginning Challenge! Sky Match - PokéRinger!! That's Just Swellow Esse é o Swellow!                                                       |
| 0357 | 081 | 41  | カゲボウズの館！ The Mansion of Kagebouzu! Take This House and Shuppet A Mansão e o Shuppet!                                                                               |
| 0358 | 082 | 42  | 森の格闘王！？ワカシャモＶＳキノガッサ！ The Fighting King of the Forest!? Wakasyamo VS Kinogassa! A Shroomish Skirmish A Luta na Floresta dos Shroomish!                  |
| 0359 | 083 | 43  | お天気研究所のポワルン！ Powalen of the Weather Institute! Unfair Weather Friends A Máquina Que Controla o Tempo!                                                          |
| 0360 | 084 | 44  | ヒワマキシティのフェザーカーニバル！！ Hiwamaki City's Feather Carnival!! Who's Flying Now? Quem Vai Voar Agora?!                                                          |
| 0361 | 085 | 45  | ヒワマキジム！大空の戦い！！ Hiwamaki Gym! Battle in the Sky!! Sky High Gym Battle! Batalha de Ginásio nas Alturas!                                                        |
| 0362 | 086 | 46  | 映画はバクーダに乗って！！ The Film's Riding on Bakuuda!! Lights, Camerupt, Action! Luz, Camerupt, Ação!                                                                   |
| 0363 | 087 | 47  | 神秘！宇宙から来たポケモン！？ Mystery! A Pokémon from Space!? Crazy as a Lunatone Louco Como um Lunatone!                                                                 |
| 0364 | 088 | 48  | バナナナマケロ園のカビゴン！！ Banana Namakero Garden and Kabigon!! The Garden of Eatin' O Parque da Comida!                                                               |
| 0365 | 089 | 49  | ピカチュウ、ロケット団に入る！？ Pikachu, Joining Rocket-dan!? A Scare to Remember! Um Susto Inesquecível!                                                                 |
| 0366 | 090 | 50  | ミナモシティ到着！ポロックとつばめがえし！ Arrival in Minamo City! Polocks and Swallow Return! Pokéblock, Stock, and Berry As Pokébarras!                                  |
| 0367 | 091 | 51  | ポケモンコンテスト！ミナモ大会！！ Pokémon Contest! Minamo Tournament!! Lessons in Lilycove Lições em Lilycove!                                                            |
| 0368 | 092 | 52  | あの三匹登場！審判学校の島！ Enter Those Three! Referee School Island! Judgment Day! Dia do Julgamento!                                                                    |

#### 8ª Temporada - Pokémon: Batalha Avançada
| #    | ##  | ### | Título no Japão Título nos Estados Unidos Título no Brasil                                                                                                   |
| ---- | --- | --- | --- |
| 0369 | 093 | 01  | パールルとバネブー！しんじゅをさがせ！ Pearlulu and Baneboo! Search for the Pearl! Clamperl of Wisdom Clampearl da Sabedoria!                                |
| 0370 | 094 | 02  | ジーランスと深海の秘宝！ Glanth and the Deep Sea Treasure! The Relicanth Really Can O Santuário do Relicanth!                                                |
| 0371 | 095 | 03  | ハンテールとサクラビス！進化の謎！ Huntail and Sakurabyss! The Riddle of Evolution! The Evolutionary War A Guerra Evolutiva!                                 |
| 0372 | 096 | 04  | 筋肉バトル！？ダブルバトル！！ Muscle Battle!? Double Battle!! Training Wrecks Malhando Muito!                                                               |
| 0373 | 097 | 05  | グラードンＶＳカイオーガ！（前編） Groudon VS Kyogre! (Part One) Gaining Groudon Ganhando Groudon!                                                           |
| 0374 | 098 | 06  | グラードンＶＳカイオーガ！（後編） Groudon VS Kyogre! (Part Two) The Scuffle of Legends A Luta das Lendas!                                                   |
| 0375 | 099 | 07  | フウとラン！宇宙センターの戦い！ Fu and Lan! Space Center Battle! It's Still Rocket Roll to Me! Ainda é Rocket Roll Pra Mim!                                 |
| 0376 | 100 | 08  | トクサネジム！ソルロックとルナトーン！ Tokusane Gym! Solrock and Lunatone! Solid as a Solrock Sólido Como um Solrock!                                        |
| 0377 | 101 | 09  | ゆれる島の戦い！ドジョッチＶＳナマズン！！ Shaking Island Battle! Dojoach VS Namazun!!                                                                       |
| 0378 | 102 | 10  | 海の男！四天王ゲンジ登場！！ Man of the Sea! Genji of The Big Four Appears!! Vanity Affair Caso de Vaidade!                                                  |
| 0379 | 103 | 11  | ドクター・モロボシの島！化石ポケモン現る！！ Island of Dr. Moroboshi! Fossil Pokémon Appear!! Where's Armaldo? Onde Está Armaldo?!                           |
| 0380 | 104 | 12  | イザベ島ポケモンコンテスト！ライバルに気をつけろ！！ Izabe Island Pokémon Contest! Beware of the Rival!! A Cacturne for the Worse O Pior de um Cacturne!     |
| 0381 | 105 | 13  | 巨大ネンドールを封印せよ！！ Seal the Giant Nendoll!! Claydol Big and Tall O Grande Claydol!                                                                 |
| 0382 | 106 | 14  | 恋するクチート！ハスブレロの花道！！ Falling in Love With Kucheat! Hasubrero's Flower Arrangement!! Once in a Mawile Uma Vez, Uma Mawile!                    |
| 0383 | 107 | 15  | ナックラーとビブラーバ！幻の湖！ Nuckrar and Vibrava! Lake of Illusion! Beg, Burrow and Steal Implorar, Cavar e Roubar!                                      |
| 0384 | 108 | 16  | アブソル！忍び寄るわざわいの影！！ Absol! Creeping Shadow of Disaster!! Absol-ute Disaster Absol-luto Desastre!                                              |
| 0385 | 109 | 17  | ユキワラシをつかまえろ！ Catch Yukiwarashi! Let it Snow, Let it Snow, Let it Snorunt! Deixe Nevar, Deixe Nevar, Deixa Snorunt!                               |
| 0386 | 110 | 18  | ラルトスを救え！急げマサト！ Rescue Ralts! Hurry Masato! Do I Hear a Ralts? Eu Ouvi um Ralts?!                                                               |
| 0387 | 111 | 19  | ルネジム！水のアーティスト・アダン！（前編） Rune Gym! Artist of Water - Adan! (Part One) The Great Eight Fate! A Oitava Insígnia!                           |
| 0388 | 112 | 20  | ルネジム！水のアーティスト・アダン！（後編） Rune Gym! Artist of Water - Adan! (Part Two) Eight Ain't Enough Oito Não é o Bastante!                          |
| 0389 | 113 | 21  | マッスグマ！友情のカタチ！？ Massuguma! The Shape of Friendship!? Showdown At Linoone A Revelação de Linoone!                                                |
| 0390 | 114 | 22  | まぼろし島のソーナノ！ Sohnano of Phantom Island! Who, What, When, Where, Wynaut? Quem, o Que, Quando, Onde, Wynaut?!                                        |
| 0391 | 115 | 23  | ころがれ！恋するドンファン！ Roll! Loving Donfan! Date Expectations Expectativas de Encontro!                                                                |
| 0392 | 116 | 24  | 混戦、混乱！ポケモンコンテスト・キナギ大会！（前編） Disorderly Melee! Pokémon Contest - Kinagi Convention! (Part One) Mean With Envy Um Pouco de Inveja!    |
| 0393 | 117 | 25  | 混戦、混乱！ポケモンコンテスト・キナギ大会！（後編） Disorderly Melee! Pokémon Contest - Kinagi Convention! (Part Two) Pacifidlog Jam Estrago em Pacifidlog! |
| 0394 | 118 | 26  | ハルカデリシャスで、ゴンベＧＥＴかも！！ With Haruka Delicious, Get Gonbe!! Berry, Berry Interesting Fruta, Fruta Interessante!                              |
| 0395 | 119 | 27  | ライバル登場！マサムネとダンバル！！ Rival Enters! Masamune and Dumbber!! Less is Morrison Morrison Não Tá Com Nada!                                         |
| 0396 | 120 | 28  | 怪盗バンナイとリボンカップ！！ Mysterious Thief Bannai & The Ribbon Cup!! The Ribbon Cup Caper O Sumiço da Taça!                                             |
| 0397 | 121 | 29  | サトシとハルカ！ホウエンでの熱きバトル！！ Satoshi and Haruka! Heated Battles of Hoenn!!                                                                     |
| 0398 | 122 | 30  | 開幕！グランドフェスティバル①！！ Begin! Grand Festival (1)!! Hi Ho Silver Wind! Hi Ho, Vento de Prata!                                                      |
| 0399 | 123 | 31  | 熱闘！グランドフェスティバル②！！ Fierce Fighting! Grand Festival (2)!! Deceit and Assist Fraude e Lance!                                                    |
| 0400 | 124 | 32  | 決戦！グランドフェスティバル③！！ Decisive Battle! Grand Festival (3)!! Rhapsody in Drew Rapsódia em Drew!                                                   |
| 0401 | 125 | 33  | サバイバルでいこう！ Let's Go With Survival! Island Time A Ilha do Tempo!                                                                                    |
| 0402 | 126 | 34  | サイユウシティ到着！長靴をはいたニャース！？ Arrival in Saiyu City! Nyarth in Boots!? Like a Meowth to a Flame De Meowth a Uma Chama!                        |
| 0403 | 127 | 35  | 予備選スタート！マサムネ登場！！ Start the Preliminaries! Masamune Appears!! Saved by the Beldum Salvo Pelo Beldum!                                          |
| 0404 | 128 | 36  | 開幕！サイユウ大会！！ Opening! Saiyu Tournament!! From Brags to Riches Da Vaidade à Riqueza!                                                                |
| 0405 | 129 | 37  | 決勝トーナメントへ！熱き戦いの日々！ To the Tournament Finals! Every Day a Heated Battle! Shocks and Bonds Choques e Bônus!                                  |
| 0406 | 130 | 38  | そして...負けられない戦いは続く！！ And... Continue the Battle That Cannot Be Lost!! A Judgment Brawl O Julgamento de Uma Disputa!                           |
| 0407 | 131 | 39  | ライバル対決！ＶＳマサムネ！！ Rival Battle! VS Masamune!! Choose It or Lose It! Escolha ou Perca!                                                           |
| 0408 | 132 | 40  | 最後の激闘！優勝への道！！ Conclusion of the Fierce Fighting! The Road to Championship!! At the End of the Fray No Fim da Luta!                              |
| 0409 | 133 | 41  | エニシダとバトルフロンティア！ Enishida and the Battle Frontier! The Scheme Team O Time do Esquema!                                                          |
| 0410 | 134 | 42  | オーキド研究所！全員集合！！ Okido Laboratory! All Members Assemble!! The Right Place and the Right Mime O Lugar Certo e o Mime Certo!                       |
| 0411 | 135 | 43  | オツキミやま！ピィとピッピとピクシーと！ Mt. Otsukimi! With Py, Pippi and Pixy! A Real Cleffa-Hanger Uma Verdadeira Ajuda do Cleffa!                         |
| 0412 | 136 | 44  | 初陣！バトルファクトリー！（前編） First Battle! Battle Factory! (Part One) Numero Uno Articuno Articuno, o Número Um!                                       |
| 0413 | 137 | 45  | 初陣！バトルファクトリー！（後編） First Battle! Battle Factory! (Part Two) The Symbol Life O Símbolo da Vida!                                               |
| 0414 | 138 | 46  | イワークの王国！！ The Kingdom of Iwark!! Hooked on Onix Obcecado Por Um Onix!                                                                               |
| 0415 | 139 | 47  | プリンの歌、パパの歌！ Purin's Song, Papa's Song! Rough, Tough Jigglypuff Bruto, Brigão, Jigglypuff!                                                         |
| 0416 | 140 | 48  | ライバル対決！ウインディをゲットかも！ Rival Confrontation! Get Windie! On Cloud Arcanine Acima das Nuvens, Arcanine!                                        |
| 0417 | 141 | 49  | コダックの憂鬱！ Koduck's Depression! Sitting Psyduck O Indefeso Psyduck!                                                                                    |
| 0418 | 142 | 50  | ニューラとバリヤード！どっちのレストラン！？ Nyula and Barrierd! Whose Restaurant!? Hail to the Chef! Salve o Chefe!                                         |
| 0419 | 143 | 51  | 進化！その神秘と奇跡！！ Evolution! That Mystery and Wonder!! Caterpie's Big Dilemma O Grande Dilema de Caterpie!                                            |
| 0420 | 144 | 52  | ポケモンコンテスト・ヤマブキ大会！！（前編） Pokémon Contest - Yamabuki Conference!! (Part One) The Saffron Con O Torneio de Saffron!                        |
| 0421 | 145 | 53  | ポケモンコンテスト・ヤマブキ大会！！（後編） Pokémon Contest - Yamabuki Conference!! (Part Two) A Hurdle for Squirtle Um Obstáculo Para Squirtle!            |
| 0422 | 146 | 54  | 格闘道場！サトシＶＳハルカ！ Fighting Dojo! Satoshi VS Haruka! Pasta La Vista!                                                                               |

#### 9ª Temporada - Pokémon: Batalha da Fronteira
| #    | ##  | ### | Título no Japão Título nos Estados Unidos Título no Brasil |
| ---- | --- | --- | --- |
| 0423 | 147 | 01  | エスパーＶＳゴースト！真夜中の決闘！？ Esper VS Ghost! Midnight Duel!? Fear Factor Phony Fator do Falso Medo!                                                                          |
| 0424 | 148 | 02  | マネネ登場！休息の館！ Enter Manene! Mansion of Rest! Sweet Baby James O Pequeno James!                                                                                                |
| 0425 | 149 | 03  | ミズゴロウとモココ！恋の特効薬！？ Mizugorou and Mokoko! Wonder Drug of Love!? A Chip Off the Old Brock Uma Lasca do Velho Brock!                                                      |
| 0426 | 150 | 04  | バトルアリーナ！格闘対決！！ Battle Arena! Fighting Showdown!! Wheel of Frontier Roda da Fronteira!                                                                                    |
| 0427 | 151 | 05  | そだて屋さんとポケモンのタマゴ！ Breeding House Practitioner and the Pokémon Egg! May's Egg-Cellent Adventure A Aventura do Ovo-Celente da May!                                        |
| 0428 | 152 | 06  | ライバルはサラリーマン！？ The Rival is a Salaryman!? Weekend Warrior Guerreiro de Fim de Semana!                                                                                      |
| 0429 | 153 | 07  | ハクリューの湖！ Hakuryu's Lake! On Olden Pond Em Cima da Velha Lagoa! |
| 0430 | 154 | 08  | バトルドーム！炎と水のフュージョン！！ Battle Dome! Fusion of Fire and Water!! Tactics Theatrics!! Táticas Teatrais!                                                                   |
| 0431 | 155 | 09  | ドッキリ！ビックリ！エレキッド！！ Startling! Frightening! Elekid!! Reversing the Charges Invertendo as Cargas!                                                                        |
| 0432 | 156 | 10  | ポケモンレンジャー登場！セレビィ救出作戦！ Pokémon Ranger Appears! Celebi Rescue Mission! The Green Guardian O Guardião Verde!                                                         |
| 0433 | 157 | 11  | ウソハチと忍者スクール！！ Usohachi and the Ninja School!! From Cradle to Save Do Berço Para a Luta!                                                                                   |
| 0434 | 158 | 12  | 時を超えるハルカ！！ Haruka Travels Through Time!! Time Warp Heals All Wounds A Dobra no Tempo Cura Todas as Feridas!                                                                  |
| 0435 | 159 | 13  | 熱闘バトルチューブ！ＶＳチューブクイーン・アザミ！！ Fierce Fighting at the Battle Tube! VS Tube Queen Azami!! Queen of the Serpentine! A Rainha da Serpentina!                        |
| 0436 | 160 | 14  | 優勝は誰の手に！？ポケモンオリエンテーリング！ Who Single-Handedly Has the Victory!? Pokémon Orienteering! Off the Unbeaten Path Fora do Caminho Inexplorado!                          |
| 0437 | 161 | 15  | ゴンベのデビュー戦！ハーリーと真剣勝負！！ Gonbe's Debut Battle! Harley and Taking the Game Seriously!! Harley Rides Again Harley se dá Bem de Novo!                                   |
| 0438 | 162 | 16  | ジュプトルＶＳトロピウス！草原の決闘！！ Juptile VS Tropius! Grassland Duel!! Odd Pokémon Out! O Fora do Pokémon!                                                                      |
| 0439 | 163 | 17  | ポケモンコンテスト！ユズリハ大会！！ Pokémon Contest! Yuzuriha Convention!! Spontaneous Combusken! Combusken Espontâneo!                                                               |
| 0440 | 164 | 18  | ジュカイン！復活の夜明け！！ Jukain! Dawn of Revival!! Cutting the Ties that Bind! Cortando os Laços das Amarras!                                                                      |
| 0441 | 165 | 19  | 激闘！バトルパレスでジャングルバトル！！ Fierce Fighting! Jungle Battle at the Battle Palace!! Ka Boom with a View! Uma Explosão de Opinião!                                           |
| 0442 | 166 | 20  | ウソハチキングとマネネクイーン！？ Usohachi King and Manene Queen!? King and Queen for a Day! Rei e Rainha Por um Dia!                                                                 |
| 0443 | 167 | 21  | 摩天楼の赤いイナズマ！ The Red Lightning of Skyscrapers! Curbing the Crimson Tide! Guiando a Maré Vermelha!                                                                            |
| 0444 | 168 | 22  | 大一番！ハルカＶＳタケシ！！ Decisive Game! Haruka VS Takeshi!! What I Did for Love! O Que Eu Fiz Por Amor!                                                                            |
| 0445 | 169 | 23  | ムチュールとルージュラ三姉妹！！ Muchul and Three Rougela Sisters!! Three Jynx and a Baby! Três Jynx e Um Bebê!                                                                        |
| 0446 | 170 | 24  | タワータイクーン、リラ登場！！ Enter the Tower Tycoon, Lila!! Talking a Good Game! Falando Sobre Um Bom Jogo!                                                                          |
| 0447 | 171 | 25  | バトルタワー！以心伝心バトル！！ Battle Tower! Telepathy Battle!! Second Time's the Charm! O Charme da Segunda Vez!                                                                    |
| 0448 | 172 | 26  | ポケモンレンジャー！デオキシス・クライシス！！(前編) Pokémon Ranger! Deoxys Crisis!! (Part 1) Pokémon Ranger - Deoxys' Crisis! (Part 1) Guarda Pokémon - A Crise do Deoxys! (1ª Parte) |
| 0449 | 173 | 27  | ポケモンレンジャー！デオキシス・クライシス！！(後編) Pokémon Ranger! Deoxys Crisis!! (Part 2) Pokémon Ranger - Deoxys' Crisis! (Part 2) Guarda Pokémon - A Crise do Deoxys! (2ª Parte) |
| 0450 | 174 | 28  | ウソッキー！黄金伝説！？ Usokkie! Gold Legend!? All That Glitters is Not Golden! Nem Tudo Que Reluz é Ouro!                                                                            |
| 0451 | 175 | 29  | ハーリー＆ロケット団！悪役同盟結成！？ Harley and Rocket-dan! Formation of a Villainous Alliance!? New Plot, Odd Lot! Nova Trama, Sorte Estranha!                                      |
| 0452 | 176 | 30  | ハルカＶＳムサシ！最後のコンテスト！！ Haruka VS Musashi! The Last Contest!! Going for Choke! Indo Para o Sufoco!                                                                      |
| 0453 | 177 | 31  | ロケット団解散！？それぞれの道！ Rocket-dan Dissolution!? Respective Roads! The Ole' Berate and Switch! O Grande Assalto!                                                              |
| 0454 | 178 | 32  | タケシ＆サトシ！タッグバトルでニビジムを守れ！！ Takeshi & Satoshi! Defend Nibi Gym in a Tag Battle!! Grating Spaces! Grades Espaciais!                                                |
| 0455 | 179 | 33  | バトルピラミッド！ＶＳレジロック！！ Battle Pyramid! VS Regirock!! Battling the Enemy Within! Batalhando com o Inimigo Interior!                                                       |
| 0456 | 180 | 34  | 驚異！巨大ケッキングの山！！ Marvel! Mountain of the Giant Kekking!! Slaking Kong! |
| 0457 | 181 | 35  | 開幕！ポケモンコンテスト・グランドフェスティバル！！ Raising the Curtain! Pokémon Contest - Grand Festival!! May, We Harley Drew'd Ya! May, Nós Estamos Torcendo Por Você!             |
| 0458 | 182 | 36  | ハルカＶＳハーリー！ダブルバトルでステージ・オン！！ Haruka VS Harley! Stage On with a Double Battle!! Thinning the Hoard! Passando Pelo Funil!                                        |
| 0459 | 183 | 37  | ハルカＶＳシュウ！最後の戦い！！ Haruka VS Shū! The Final Battle!! Channeling the Battle Zone! Canalizando a Zona de Batalha!                                                          |
| 0460 | 184 | 38  | エイパムと王様！ Eipam and the King! Aipom and Circumstance! Aipom e a Circunstância!                                                                                                  |
| 0461 | 185 | 39  | ペラップとポケモン漫才！ Perap and the Pokémon Comedian! Strategy Tomorrow - Comedy Tonight! Estratégia Amanhã, Comédia Esta Noite!                                                    |
| 0462 | 186 | 40  | 襲撃！はぐれマニューラ！！ Attack! The Stray Manyula!! Duels of the Jungle! Duelos da Selva!                                                                                           |
| 0463 | 187 | 41  | バトルピラミド再び! ＶＳレジスチル！！ Battle Pyramid Again! VS Registeel!! Overjoyed! Cheio de Alegria!                                                                               |
| 0464 | 188 | 42  | ハルカＶＳシュウ！ライバルよ永遠に！！ Haruka VS Shū! Rivals Forever!! The Unbeatable Lightness of Seeing! A Invencível Clareza de se Ver!                                             |
| 0465 | 189 | 43  | ポケモンセンターはおおいそがし！ The Pokémon Center is Very Busy! Pinch Healing! Um Conselho Saudável!                                                                                 |
| 0466 | 190 | 44  | 最初のポケモン！最後の戦い！！ First Pokémon! Final Battle!! Gathering the Gang of Four! Reunindo a Gangue dos Quatro!                                                                 |
| 0467 | 191 | 45  | 決戦！ＶＳレジアイス！！ Deciding Match! VS Regice!! Pace - The Final Frontier! Passo - A Fronteira Final!                                                                             |
| 0468 | 192 | 46  | サトシＶＳハルカ！ラストバトル！！ Satoshi VS Haruka! Last Battle!! Once More With Reeling! Mais Uma Vez Cambaleando!                                                                  |
| 0469 | 193 | 47  | 旅の終り、そして旅のはじまり！ End of a Journey, and Then the Start of a Journey! Home is Where the Start Is! O Lar é o Início de Tudo!                                                |

### 3ª Série: Diamante e Pérola

#### 10ª Temporada - Pokémon: Diamante e Pérola
| #    | ##  | ### | Título no Japão Título nos Estados Unidos Título no Brasil |
| ---- | --- | --- | --- |
| 0470 | 001 | 01  | 旅立ち！フタバタウンからマサゴタウンへ！ Setting Off! From Futaba Town to Masago Town! Following A Maiden's Voyage! Seguindo na Viagem de Estréia!            |
| 0471 | 002 | 02  | ピカチュウをさがせ！２０２番道路！ Find Pikachu! Route 202! Two Degrees of Separation! Dois Graus de Separação!                                               |
| 0472 | 003 | 03  | ライバルバトル！三対三！！ Rival Battle! Three VS Three!! When Pokémon Worlds Collide! Quando os Mundos Pokémon Colidem!                                      |
| 0473 | 004 | 04  | ポッチャマ対スボミー！ヒカリ初バトル！！ Pochama VS Subomie! Hikari's First Battle!! Dawn Of A New Era! O Amanhecer de Uma Nova Era!                          |
| 0474 | 005 | 05  | ナエトル！ゲットだぜ！！ Naetle! I'll Get You! Gettin' Twiggy With It! Engalhado em Confusões!                                                                |
| 0475 | 006 | 06  | 迷いの森！シンジふたたび！！ Bewilder Forest! Shinji Returns!! Different Strokes for Different Blokes! Duas Ações, Duas Reações!                              |
| 0476 | 007 | 07  | ポッチャマがんばる！！ Pochama Tries Its Hardest!! Like It or Lup It! A Grande Virada de Piplup!                                                              |
| 0477 | 008 | 08  | なぞのジムのグレッグル！ Gureggru of the Mysterious Gym! Gymbaliar! O Ginásio de Perna Curta!                                                                 |
| 0478 | 009 | 09  | ミミロルとあそぼう！？ Let's Play with Mimirol!? Setting the World on its Buneary! Meu Mundo Por um Buneary!                                                  |
| 0479 | 010 | 10  | ポケッチ入手困難！？ Can't Get the Pokétch!? Not on MY Watch Ya Don't! Na Moda do Poké-lógio!                                                                 |
| 0480 | 011 | 11  | ヒカリ！コンテストデビュー！！ Hikari! Contest Debut!! Mounting a Coordinator Assault! Montando Um Ataque de Coordenador!                                     |
| 0481 | 012 | 12  | コンテストバトル！ライバル対決！！ Contest Battle! Rival Confrontation!! Arrival of a Rival! A Chegada de Uma Rival!                                          |
| 0482 | 013 | 13  | ムックルがんばる！ Mukkuru Perseveres! A Staravia Is Born! Nasce um Staravia!                                                                                 |
| 0483 | 014 | 14  | タケシにおまかせ！！ Leave It to Takeshi!! Leave It To Brocko! Deixa Com o Brock!                                                                             |
| 0484 | 015 | 15  | クロガネジム！ヒョウタＶＳシンジ！！ Kurogane Gym! Hyouta VS Shinji!! Shapes of Things to Come! As Coisas São Como São!                                       |
| 0485 | 016 | 16  | ズガイドスＶＳピカチュウ！！ Zugaidos VS Pikachu!! A Gruff Act to Follow! Enfrentando um Grande Desafio!                                                      |
| 0486 | 017 | 17  | 古代ポケモン大進撃！！ Ancient Pokémon Rampage! Wild in the Streets! Selvagens nas Ruas!                                                                      |
| 0487 | 018 | 18  | クロガネジムふたたび！決戦ラムパルド！！ Return to Kurogane Gym! Decisive Match with Rampald!! O'er the Rampardos We Watched! O Rampardos que Nós Assistimos! |
| 0488 | 019 | 19  | パチリスゲットで・・・大丈夫！？ I'll Get Pachirisu... No Need to Worry!? Twice Smitten, Once Shy! Pegue-me se Puder!                                         |
| 0489 | 020 | 20  | ポケモンハンターＪ！ Pokémon Hunter J! Mutiny in the Bounty! Caçadora de Encrencas!                                                                           |
| 0490 | 021 | 21  | 最強のコイキングと最も美しいヒンバス！ The Strongest Koiking and the Most Beautiful Hinbass! Ya See We Want An Evolution! Queremos Uma Evolução!              |
| 0491 | 022 | 22  | パチリスＶＳエイパム！コンテストバトル！！ Pachirisu VS Eipam! Contest Battle!! Borrowing on Bad Faith! Emprestando Aos Maus!                                 |
| 0492 | 023 | 23  | 爆走ハガネール！ビッパの村を守れ！ Roaring Haganeil! Protect the Bippa Village!! Faced With Steelix Determination! Enfrentando o Cabeça Dura do Steelix!      |
| 0493 | 024 | 24  | 対決！サトシ対ピカチュウ！？ Showdown! Satoshi VS Pikachu!? Cooking up a Sweet Story! Preparando Uma Doce História!                                           |
| 0494 | 025 | 25  | 怪傑ロズレイドと花伝説！ The Gifted Roserade and the Flower Legend! Oh Do You Know the Poffin Plan! Ah, Você Sabe Fazer Poffins!                              |
| 0495 | 026 | 26  | ポケモンコンテスト！ソノオ大会！！ Pokémon Contest! Sonoo Tournament!! Getting the Pre-Contest Titters! Nervosismo de Pré-Torneio!                            |
| 0496 | 027 | 27  | 決戦！ポッチャマＶＳポッタイシ！！ Decisive Battle! Pochama VS Pottaishi!! Settling a Not-So-Old Score! Definindo um Placar de Velhos Amigos!                 |
| 0497 | 028 | 28  | フワンテと北風の使い！ Fuwante and the Messenger of the North Wind! Drifloon on the Wind! Drifloon ao Vento!                                                  |
| 0498 | 029 | 29  | サトシとヒカリ！タッグバトルで大丈夫！？ Satoshi and Hikari! Any Need to Worry in a Tag Battle!? The Champ Twins! Os Gêmeos Campeões!                         |
| 0499 | 030 | 30  | ハクタイの森！ミノムッチ進化作戦！！ Hakutai Forest! The Minomutchi Evolution Plan!! Some Enchanted Sweetening! Doces Encantamentos!                          |
| 0500 | 031 | 31  | ナエトル対ナエトル！スピード対決！！ Naetle VS Naetle! Speed Showdown!! The Grass-Type Is Always Greener! O Tipo Grama e Sempre Mais Verde!                   |
| 0501 | 032 | 32  | 琥珀の城のビークイン！ Beequen of the Amber Castle! An Angry Combeenation! Uma Combeenação Nervosa!                                                           |
| 0502 | 033 | 33  | スキです！ポケモンなりきり大会！！ I Like It! Pokémon Cosplay Convention!! All Dressed Up With Somewhere To Go! Vestido Para a Vitória!                       |
| 0503 | 034 | 34  | ブイゼル！最強への道！！ Buoysel! Road to Being the Strongest!! Buizel Your Way Out Of This! Todos Contra Buizel!                                             |
| 0504 | 035 | 35  | 四天王ゴヨウとドータクン！ Goyō of The Big Four and Dohtakun! An Elite Meet And Greet! A Tropa de Elite!                                                      |
| 0505 | 036 | 36  | シンオウ時空伝説！ The Sinnoh Space-Time Legend! A Secret Sphere of Influence! Uma Esfera Secreta de Influência!                                              |
| 0506 | 037 | 37  | ハクタイジム！ＶＳナタネ！！ Hakutai Gym! VS Natane!! The Grass Menagerie! O Doce Perfume de Gardênia!                                                        |
| 0507 | 038 | 38  | 爆誕！サイクリングロード！！ Explosive Birth! Cycling Road!! One Big Happiny Family! Com a Happiny Somos Uma Família Feliz!                                   |
| 0508 | 039 | 39  | ピカチュウのおるすばん！ Pikachu's Caretaking! Steamboat Willies! Duas Babás Quase Perfeitas!                                                                 |
| 0509 | 040 | 40  | チャンピオン・シロナ登場！ Enter Champion Shirona! Top-Down Training! Um Desafio de Elite!                                                                    |
| 0510 | 041 | 41  | ヒカリとノゾミとダブルパフォーマンス！！ Hikari, Nozomi and the Double Performance!! A Stand-Up Sit-Down! O Melhor Treinamento de Duplas!                     |
| 0511 | 042 | 42  | ラクライ訓練センター！ Rakurai Practice Center! The Electrike Company! A Companhia Electrike!                                                                 |
| 0512 | 043 | 43  | ムウマージ！悪夢からの脱出！！ Mumargi! Escape from a Nightmare!! Malice In Wonderland! Mismagius no País das Maravilhas!                                     |
| 0513 | 044 | 44  | 迷子のヒポポタスを助けろ！ Save the Lost Hippopotas! Mass Hip-Po-Sis! Hipótese Hipnótica!                                                                     |
| 0514 | 045 | 45  | ハンターＪ再び！タテトプスを守れ！！ Hunter J Returns! Protect Tatetops!! Ill-Will Hunting! O Dia da Caça!                                                    |
| 0515 | 046 | 46  | 迷路でシャッフル！みんなでハッスル！！ Shuffle in the Maze! Everyone Hustle!! A Maze-ing Race! A Corrida Labirintonária!                                      |
| 0516 | 047 | 47  | ミルとケーシィと水の底！ Miru, Casey and the Bottom of the Water! Sandshrew's Locker! Sandshrew na Mira!                                                      |
| 0517 | 048 | 48  | サトシとヒカリ！新たなる冒険に向かって！！ Satoshi and Hikari! Facing a New Adventure!!                                                                       |
| 0518 | 049 | 49  | ポケモンコンテスト！ヨスガ大会！！ Pokémon Contest! Yosuga Convention!! Dawn's Early Night! Um Dia Ruim Para Dawn!                                            |
| 0519 | 050 | 50  | 全員参加！タッグバトル！！ All Members Participate! Tag Battle!! Tag! We're It...! Batalha em Dupla! Aqui Vamos Nós!                                          |
| 0520 | 051 | 51  | ヒコザルＶＳザングース！運命のバトル！！ Hikozaru VS Zangoose! Destined Battle!! Glory Blaze! A Chama da Glória!                                              |
| 0521 | 052 | 52  | タッグバトル！ファイナル！！ Tag Battle! Final!! Smells Like Team Spirit! Tem Jeito de Espírito de Equipe!                                                    |

#### 11ª Temporada - Pokémon: Diamante e Pérola: Batalha Dimensional
| #    | ##  | ### | Título no Japão Título nos Estados Unidos Título no Brasil |
| ---- | --- | --- | --- |
| 0522 | 053 | 01  | ヒコザルの涙！ Hikozaru's Tears! Tears For Fears! Lágrimas de Chimchar! |
| 0523 | 054 | 02  | ナタネとサボネア！さよならは誰のため！？ Natane and Sabonea! Farewell to Whom!? Once There Were Greenfields Era Uma Vez, Nos Campos Verdejantes!                                                     |
| 0524 | 055 | 03  | エイパムとブイゼル！それぞれの道！！ Eipam and Buoysel! Respective Roads!! Throwing the Track Switch A Hora da Troca!                                                                                |
| 0525 | 056 | 04  | ミカルゲの要石！ Mikaruge's Keystone! The Keystone Pops! O Lacre Quebrado! |
| 0526 | 057 | 05  | ビーダルは知っていた！ Beadaru Knew! Bibarel Gnaws Best! A Greve de Bibarel! |
| 0527 | 058 | 06  | ダイノーズ！熱き魂！！ Dainose! Burning Spirit!! Nosing 'Round the Mountain! Evolução Debaixo do Nariz!                                                                                              |
| 0528 | 059 | 07  | レントラーの瞳！ Rentorar's Eyes! Luxray Vision! A Visão de Luxray! |
| 0529 | 060 | 08  | ズイの遺跡のアンノーン！ Unknown of the Zui Ruins! Journey to the Unown! Viagem ao Desconhecido! |
| 0530 | 061 | 09  | ポケモンコンテスト！ズイ大会！！ Pokémon Contest! Zui Convention!! Team Shocker! Choque de Rivais!                                                                                                   |
| 0531 | 062 | 10  | メイドカフェのミルタンク! Miltank of the Maid Café! Tanks for the Memories! Um Tanque Cheio de Preguiça!                                                                                             |
| 0532 | 063 | 11  | ウリムートリオと湯けむりバトル！！ The Urimoo Trio and the Hot Spring Battle!! Hot Springing a Leak! A Fonte Termal Secou!                                                                           |
| 0533 | 064 | 12  | グライオンとグライガー！風の迷路をぬけて！ Glion and Gliger! Escaping the Maze of Wind! Riding the Winds of Change! Voando Pelas Asas da Mudança!                                                    |
| 0534 | 065 | 13  | パチリスはカバルドンの口の中！？ Pachirisu is in Kabaldon's Mouth!? Sleight of Sand! Operação Resgate na Areia!                                                                                      |
| 0535 | 066 | 14  | ルカリオ！怒りのはどうだん！！ Lucario! Wave Bomb of Anger!! Lost Leader Strategy! Animando Uma Líder Derrotada!                                                                                     |
| 0536 | 067 | 15  | ヒカリはじめてのジムバトル！！ Hikari's First Gym Battle!! Crossing the Battle Line! Cruzando a Linha de Batalha!                                                                                    |
| 0537 | 068 | 16  | トバリジム！ルカリオ対ブイゼル！！ Tobari Gym! Lucario VS Buoysel!! A Triple Fighting Chance! Uma Chance Tripla!                                                                                     |
| 0538 | 069 | 17  | ステキファッション！その名はギンガ団！！ Lovely Fashion! Their Name is Galaxy-dan!! Enter Galactic! Entram os Galáticos!                                                                             |
| 0539 | 070 | 18  | シャンとしてリーシャン！ Pull Yourself Together, Lisyan! The Bells Are Singing! Que Toquem os Sinos!                                                                                                 |
| 0540 | 071 | 19  | ポケモンレンジャー！波導のリオル！！ （前編） Pokémon Ranger! The Wave-Guiding Riolu!! (Part 1) Pokémon Ranger and the Kidnapped Riolu! Part 1 Patrulheiro Pokémon e o Riolu Sequestrado! (1ª Parte) |
| 0541 | 072 | 20  | ポケモンレンジャー！波導のリオル！！ （後編） Pokémon Ranger! The Wave-Guiding Riolu!! (Part 2) Pokémon Ranger and the Kidnapped Riolu! Part 2 Patrulheiro Pokémon e o Riolu Sequestrado! (2ª Parte) |
| 0542 | 073 | 21  | さよならドクケイル！ Goodbye, Dokucale! Crossing Paths Destinos Cruzados! |
| 0543 | 074 | 22  | ピカチュウ！ライチュウ！進化への道！！ Pikachu! Raichu! The Path to Evolution!! Pika and Goliath! Pikachu e Golias!                                                                                  |
| 0544 | 075 | 23  | コンテストマスター・ミクリ登場！！ Enter Contest Master Mikuri!! Our Cup Runneth Over! Lições de um Mestre!                                                                                          |
| 0545 | 076 | 24  | レストラン七つ星！タッグバトルでフルコース！！ Seven Stars Restaurant! Tag Battle for a Full Course!! A Full Course Tag Battle! Batalha em Duplas Por Uma Refeição!                                  |
| 0546 | 077 | 25  | みんなライバル！ミクリカップ！！ Everyone's a Rival! Mikuri Cup!! Staging A Heroes' Welcome! Rivalidade a Mil!                                                                                       |
| 0547 | 078 | 26  | 激闘！それぞれのバトル！！ Fierce Fighting! Respective Battles!! Pruning a Passel of Pals!! Separando um Grupo de Amigos!                                                                            |
| 0548 | 079 | 27  | 決戦！ヒカリ対ハルカ！！ Decisive Match! Hikari VS Haruka!! Strategy With a Smile! Estratégia Com Sorriso!                                                                                           |
| 0549 | 080 | 28  | ヤンヤンマ！ゲット作戦！！ Yanyanma! Capture Operation!! The Thief That Keeps on Thieving Achado Não é Roubado!                                                                                      |
| 0550 | 081 | 29  | 灼熱のヒコザル！ The Scorching Hikozaru! Chim - Charred! Chim-Chama! |
| 0551 | 082 | 30  | ノモセ大湿原のグレッグル祭り！？ The Gureggru Festival of the Nomose Great Marsh!? Cream of the Croagunk Crop! A Nata dos Croagunk!                                                                  |
| 0552 | 083 | 31  | ノモセジム！ＶＳマキシマム仮面！！ Nomose Gym! VS Maximum Mask!! A Crasher Course in Power! Uma Montanha no Meio do Caminho!                                                                         |
| 0553 | 084 | 32  | ウラヤマさんちの大食いウリムー！ The Gluttonous Urimoo at Urayama House! Hungry For the Good Life! Famintos Por Uma Vida Boa!                                                                        |
| 0554 | 085 | 33  | グライガー！友情の翼！ Gliger! Wings of Friendship! Fighting Fear with Fear!! Enfrentando o Medo Com Medo!                                                                                           |
| 0555 | 086 | 34  | ヨスガコレクション！ポケモンスタイリストへの道！ Yosuga Collection! The Road to Becoming a Pokémon Stylist!! Arriving in Style! Chegando Com Estilo!                                                 |
| 0556 | 087 | 35  | コダックの通せんぼ！ The Koduck Roadblock! The Psyduck Stops Here! Os Psyduck Param Aqui! |
| 0557 | 088 | 36  | ポケモンサマースクール開講！！ Start of Pokémon Summer School!! Camping It Up! O Acampamento de Verão!                                                                                               |
| 0558 | 089 | 37  | 研究発表「湖の伝説」！ Research Presentation: "Legend of the Lake"! Up Close and Personable! O Próprio em Pessoa!                                                                                    |
| 0559 | 090 | 38  | 放課後はゴーストタイム It's Ghost Time After School Ghoul Daze! Quem Tem Medo de Fantasma! |
| 0560 | 091 | 39  | 最後の大勝負！ポケモントライアスロン！！ The Final Contest! Pokémon Triathlon!! One Team, Two Team, Red Team, Blue Team! Uma Equipe, Duas Equipes, Equipe Vermelha, Equipe Azul!                     |
| 0561 | 092 | 40  | 原点回帰だロケット団！？ Back to Basics, Rocket-dan!? A Lean Mean Team Rocket Machine! Equipe Rocket, Uma Poderosa Maquina de Luta Magra e Malvada!                                                  |
| 0562 | 093 | 41  | 踊るジムリーダー！メリッサ登場！！ Dancing Gym Leader! Enter Melissa!! Playing The Leveling Field! Jogando no Campo da Nivelação!                                                                    |
| 0563 | 094 | 42  | パチリスお熱です！２人でお留守番！？ Pachirisu Has a Fever! Two People Taking Care!? Doc Brock! Doutor Brock!                                                                                        |
| 0564 | 095 | 43  | ポケモンコンテスト！カンナギ大会！！ Pokémon Contest! Kannagi Tournament!! Battling The Generation Gap! Batalha de Geraçôes!                                                                         |
| 0565 | 096 | 44  | ギンガ団襲撃！！ -前編- Galaxy-dan Attacks!! -Part 1- Losing Its Lustrous! Perdendo o Brilho! |
| 0566 | 097 | 45  | ギンガ団襲撃！！ -後編- Galaxy-dan Attacks!! -Part 2- Double Team Turnover! É Tudo ou Nada! |
| 0567 | 098 | 46  | 浮かぶ未確認怪物！？ The Floating Unidentified Mysterious Animal!? If the Scarf Fits, Wear It! Se a Boia Servir, Use!                                                                                |
| 0568 | 099 | 47  | 四天王リョウ！出会いと別れの森！ Ryō of The Big Four! The Forest of Meeting and Separation! A Trainer and Child Reunion! O Experiente e os Amadores!                                                 |
| 0569 | 100 | 48  | ナエトル、ハヤシガメ…そしてドダイトス！ Naetle, Hayashigame...and Dodaitose! Aiding the Enemy! Ajudando o Inimigo!                                                                                   |
| 0570 | 101 | 49  | ライバルトレーナー・ジュン登場！！ Enter Rival Trainer Jun!! Barry's Busting Out All Over! Barry Botando Pra Quebrar!                                                                                |
| 0571 | 102 | 50  | ヨスガジム戦！ＶＳメリッサ！！ Yosuga Gym Match! VS Melissa!! Shield with a Twist! O Escudo! |
| 0572 | 103 | 51  | 混戦混乱ミオシティ！ Chaotic Melee in Mio City! Jumping Rocket Ship! Separados Até o Fim! |
| 0573 | 104 | 52  | クレセリアＶＳダークライ！ Cresselia VS Darkrai! Sleepless In Pre-Battle! Epidemia de Pesadelo! |

#### 12ª Temporada - Pokémon: Diamante e Pérola: Batalhas Galácticas
| #    | ##  | ### | Título no Japão Título nos Estados Unidos Título no Brasil                                                                                            |
| ---- | --- | --- | --- |
| 0574 | 105 | 01  | 羊羹とロトム！ Yōkan and Rotom! Get Your Rotom Running! Ligue o Seu Rotom!                                                                            |
| 0575 | 106 | 02  | ポケモンと仲良くなる方法！？ A Way to Befriend Pokémon!? A Breed Stampede! Uma Manada de Desobediência!                                               |
| 0576 | 107 | 03  | ラムパルドＶＳトリデプス！！ Rampald VS Torideps!! Ancient Family Matters! Casos de Família!                                                          |
| 0577 | 108 | 04  | ミオジム戦！はがねのバトル！！ Mio Gym Match! Steel Battle!! Dealing with Defensive Types! A Defesa é o Melhor Ataque!                                |
| 0578 | 109 | 05  | 迷子のホエルコ！ The Stray Hoeruko! Leading a Stray! Operação Wailmer!                                                                                |
| 0579 | 110 | 06  | ゲンとルカリオ！ Gen and Lucario! Steeling Peace of Mind! Problemaço Com o Pokémon de Aço!                                                            |
| 0580 | 111 | 07  | 鋼鉄島の遺跡！ The Ruins of Steel Island! Saving the World from Ruins! Salvando o Mundo da Ruína!                                                     |
| 0581 | 112 | 08  | ピカチュウ・ポッチャマ漂流記！ Pikachu-Pochama Drifting Chronicle! Cheers on Castaways Isle! Perdidos na Ilha Deserta!                                |
| 0582 | 113 | 09  | いたずらフィオネ！ The Mischievous Phione! Hold the Phione! Segure o Phione!                                                                          |
| 0583 | 114 | 10  | ポケモンコンテスト！アケビ大会！！ Pokémon Contest! Akebi Tournament!! Another One Gabites the Dust! Um Outro Gabite Fazendo Poeira!                  |
| 0584 | 115 | 11  | ワイルドジュンサーと相棒ペラップ！ Wild Junsar and Partner Perap! Stealing the Conversation! Roubando a Cena!                                         |
| 0585 | 116 | 12  | 吹雪の中のユキメノコ Yukimenoko in a Snowstorm! The Drifting Snorunt! A Tempestade de Neve!                                                           |
| 0586 | 117 | 13  | ロケット団解散！？ Rocket-dan Breakup!? Noodles! Roamin' Off! Macarrão?! Tô Fora!                                                                     |
| 0587 | 118 | 14  | ポケリンガ！天空大決戦！！ PokéRinger! Big Decisive Sky Battle!! Pursuing a Lofty Goal! A Grande Competição da Área!                                  |
| 0588 | 119 | 15  | 激突！マンムーＶＳボスゴドラ！！ Clash! Mammoo VS Bossgodora!! Trials and Adulations! Cuidando do Pequeno Gigante!                                    |
| 0589 | 120 | 16  | ふしぎないきものポケットモンスター！ The Mysterious Creatures, Pocket Monsters!                                                                       |
| 0590 | 121 | 17  | さびしがりやのユキカブリ！ The Lonely Yukikaburi! The Lonely Snover! O Snover Solitário!                                                              |
| 0591 | 122 | 18  | 進化！その時ポッチャマは！？ Evolution! This Time for Pochama!? Stopped in the Name of Love! Parado em Nome do Amor!                                  |
| 0592 | 123 | 19  | ポケモンコンテスト！タツナミ大会！！ Pokémon Contest! Tatsunami Tournament!! Old Rivals, New Tricks! Antigos Rivais, Novos Truques!                   |
| 0593 | 124 | 20  | ポケモンピンポン大会！エテボースがんばる！！ Pokémon Ping Pong Tournament! Eteboth Does Her Best!! To Thine Own Pokémon Be True! A Escolha Certa!     |
| 0594 | 125 | 21  | チェリンボ！けなげなバトル！？ Cherinbo! A Brave Battle!? Battling a Cute Drama! Uma Beleza de Batalha!                                               |
| 0595 | 126 | 22  | トレーナーズスクールのスズナ先生！ Miss Suzuna of the Trainers' School! Classroom Training! A Sala de Aula!                                           |
| 0596 | 127 | 23  | キッサキジム！氷のバトル！！ Kissaki Gym! Ice Battle!! Sliding Into Seventh! Deslizando Para a Sétima!                                                |
| 0597 | 128 | 24  | バトルピラミッド！シンジＶＳジンダイ！！ Battle Pyramid! Shinji VS Jindai!! A Pyramiding Rage! Uma Pirâmide de Fúria!                                 |
| 0598 | 129 | 25  | 復活のレジギガス！J再び！！ Resurrected Regigigas! J Returns!! Pillars of Friendship! Pilares de Amizade!                                             |
| 0599 | 130 | 26  | デンリュウ列車！ハンサム登場！！ Denryu Train! Enter Handsome!! Frozen on Their Tracks! A Encruzilhada!                                               |
| 0600 | 131 | 27  | フルバトル！シンジＶＳサトシ！！-前編- Full Battle! Shinji VS Satoshi!! -Part 1- Pedal to the Mettle! Ralar Pra Ganhar!                               |
| 0601 | 132 | 28  | フルバトル！シンジＶＳサトシ！！-後編- Full Battle! Shinji VS Satoshi!! -Part 2- Evolving Strategies! Evoluindo Estratégias!                          |
| 0602 | 133 | 29  | ユクシーの影！ Yuxie's Shadow! Uncrushing Defeat! Derrota Indolor!                                                                                    |
| 0603 | 134 | 30  | 森の王者！ モジャンボ！！ King of the Forest! Mojumbo!! Promoting Healthy Tangrowth! Um Problema na Floresta!                                         |
| 0604 | 135 | 31  | 全員参戦！ ポケモンハッスル！！ Everybody Participate! Pokémon Hustle!! Beating the Bustle and Hustle! A Gincana Pokémon!                             |
| 0605 | 136 | 32  | テンガン山の遺跡！ギンガ団の陰謀！！ Mt. Tengan Ruins! Galaxy-dan Conspiracy!! Gateway to Ruin! Portal Para a Ruína!                                  |
| 0606 | 137 | 33  | マリル・ポッチャマ・エレキッド！！ Maril, Pochama, Elekid!! Three Sides to Every Story! Os Três Lados da História!                                    |
| 0607 | 138 | 34  | ヒカリＶＳママ！親子対決！！ Hikari VS Mama! Parent-Child Showdown!! Strategy Begins at Home! A Estratégia Começa em Casa!                            |
| 0608 | 139 | 35  | オーキド博士を救出せよ！ニョロトノＶＳグレッグル！！ Rescue Dr. Okido! Nyorotono VS Guregguru!! A Faux Oak Finish! O Fim do Falso Professor Carvalho! |
| 0609 | 140 | 36  | ネイティ、 ネイティオ。。。不思議な森！ Naty, Natio... Mysterious Forest! Historical Mystery Tour! Uma Viagem Misteriosa e Histórica!                 |
| 0610 | 141 | 37  | タワータイクーン！その男、 クロツグ！！ Tower Tycoon! That Man, Kurotsugu!! Challenging a Towering Figure! Desafiando um Símbolo da Torre!            |
| 0611 | 142 | 38  | 史上最悪のトゲピー！ The Worst Togepy Ever! Where No Togepi Has Gone Before! Onde Nenhum Togepi Jamais Esteve!                                        |
| 0612 | 143 | 39  | ジョウトフェスタ！チコリータとワニノコ登場！！ Johto Festa! Enter Chicorita and Waninoko!! An Egg Scramble! A Disputa Por Um Ovo!                     |
| 0613 | 144 | 40  | ダンジョン攻略！？谷間の発電所！ Dungeon Capture!? The Valley Powerplant! Gone With the Windworks! Desaparecidos em Windworks!                        |
| 0614 | 145 | 41  | フカマル…ゲットだぜ！ Fukamaru...Got It! A Rivalry to Gible On! Uma Rivalidade Que Vale a Pena!                                                       |
| 0615 | 146 | 42  | ポケモンコンテスト！スイレン大会！！ Pokémon Contest! Suiren Tournament!! Dressed for Jess Success! Vestido para o Jess Sucesso!                      |
| 0616 | 147 | 43  | サトシとヒカリ！タッグバトル！！ Satoshi and Hikari! Tag Battle!! Bagged Then Tagged! Mirando no Alvo!                                                |
| 0617 | 148 | 44  | ムウマとヤミカラスとやみのいし！ Muma, Yamikarasu and the Dark Stone! Try for the Family Stone! A Pedra da Alegria!                                   |
| 0618 | 149 | 45  | ピカチュウポッチャマくっつかないで！！ Pikachu, Pochama, Keep Apart!! Sticking With Who You Know! Grudado em Quem Você Conhece!                       |
| 0619 | 150 | 46  | 赤い鎖！ギンガ団始動！！ The Red Chain! Activated by Galaxy-dan!! Unlocking the Red Chain of Events! Destrancando a Corrente Vermelha dos Eventos!    |
| 0620 | 151 | 47  | アグノム・ユクシー・エムリット！ Agnome, Yuxie, Emrit! The Needs of the Three! As Necessidades dos Três!                                              |
| 0621 | 152 | 48  | ディアルガとパルキア！最後の戦い！！ Dialga and Palkia! The Final Battle!! The Battle Finale of Legend! A Batalha Final da Lenda!                     |
| 0622 | 153 | 49  | 危険がいっぱい！コジロウの宝箱！！ Full of Danger! Kojirō's Treasure Chest!! The Treasure Is All Mine! O Tesouro é Todo Meu!                          |
| 0623 | 154 | 50  | エアバトルマスター登場！グライオンＶＳハッサム！！ The Air Battle Master Enters! Glion VS Hassam!! Mastering Current Events! O Senhor dos Eventos!    |
| 0624 | 155 | 51  | ダブルバタル！マンムーとヒノアラシ！！ Double Battle! Mammoo and Hinoarashi!! Double-Time Battle Training! Treino Para a Batalha Dupla!               |
| 0625 | 156 | 52  | フカマルとりゅうせいぐん！ Fukamaru and Meteor Shower! A Meteoric Rise to Excellence! Uma Ascensão Meteórica!                                         |
| 0626 | 157 | 53  | フカマル！ゲットだぜ！！ Fukamaru! Got It!! Gotta Get a Gible! Peguei um Gible!                                                                       |

#### 13ª Temporada - Pokémon: Diamante e Pérola: Vencedores da Liga Sinnoh
| #          | ##         | ###        | Título no Japão Título nos Estados Unidos Título no Brasil |
| ---------- | ---------- | ---------- | --- |
| 0627       | 158        | 01         | 爆走！ジバコイルＶＳメタグロス！！ Loud Roar! Jibacoil VS Metagross!! Regaining the Home Advantage! Ganhando Outra Vez a Vantagem em Casa!                                                  |
| 0628       | 159        | 02         | 唸れれいとうパンチ！ブイゼルＶＳバリヤード！！ Roaring Freezing Punch! Buoysel VS Barrierd!! Short and To the Punch! Curto e Grosso!                                                        |
| 0629       | 160        | 03         | 燃えよカビゴン！ポケスロンの王者！！ Get Fired Up, Kabigon! King of the Pokéthlon!! A Marathon Rivalry! Maratona de Rivalidade!                                                             |
| 0630       | 161        | 04         | 開幕！ポケモンコンテスト・アサツキ大会！！ The Curtain Rises! Pokémon Contest - Asatsuki Tournament!! Yes in Dee Dee, It's Dawn! Isso Dee Dee, é a Dawn!                                    |
| 0631       | 162        | 05         | ダブルバトル！ＶＳプラスル・マイナン！！ Double Battle! VS Prasle & Minun!! Playing the Performance Encore! Brincando de Marcar Pontos!                                                     |
| 0632       | 163        | 06         | 爆進化！ゴウカザル！！ Explosive Evolution! Goukazaru!! Fighting Ire with Fire! Fogo Contra Fogo!                                                                                           |
| 0633       | 164        | 07         | ポッチャマはぐれる！ Pochama Goes Astray! Piplup, Up and Away! Piplup Pra Cima e Além! |
| 0634       | 165        | 08         | 四天王オーバとジムリーダー・デンジ！ Ōba of The Big Four and the Gym Leader Denzi! Flint Sparks the Fire! Flint Brilha no Fogo!                                                             |
| 0635       | 166        | 09         | 発進！ナギサタワー！！ Liftoff! Nagisa Tower!! The Fleeing Tower of Sunyshore! A Torre dos Sentimentos de Sunyshore!                                                                        |
| 0636       | 167        | 10         | 海辺のポケモンスクール！ The Beach Pokémon School! Teaching the Student Teacher! Ensinando o Aluno Professor!                                                                               |
| 0637       | 168        | 11         | 飛べシェイミ！空の彼方へ！！ Fly, Shaymin! Far into the Sky!! Keeping In Top Forme! Mantendo a Boa Forma!                                                                                   |
| 0638       | 169        | 12         | ポケモンレンジャー！ヒードラン救出作戦！！ Pokémon Ranger! Heatran Rescue Mission!! Pokémon Ranger: Heatran Rescue! Patrulheiro Pokémon, o Resgate do Heatran!                              |
| 0639       | 170        | 13         | 四天王キクノ！カバルドンＶＳドダイトス！！ Kikuno of The Big Four! Kabaldon VS Dodaitose!! An Elite Coverup! Um Disfarce de Elite!                                                          |
| 0640       | 171        | 14         | トゲキッス舞う！王女さまのポケモンコンテスト！！ Togekiss Dance! The Princess's Pokémon Contest!! Dawn of a Royal Day! O Amanhecer de um Dia Real!                                          |
| 0641       | 172        | 15         | トゲキッス！華麗なるバトル！！ Togekiss! The Magnificent Battle!! With the Easiest of Grace! Cheia de Graça!                                                                                |
| 0642       | 173        | 16         | メタモン・へんしんバトル！本物はドッチ～ニョ！？ Metamon - Transformation Battle! Which One is the Real One!? Dealing With a Fierce Double Ditto Drama! Lidando Com Uma Fera em Dose Dupla! |
| 0643       | 174        | 17         | グランドフェスティバル開幕！炎と氷のアート！！ The Grand Festival Begins! The Art of Flame and Ice!! Last Call—First Round! Última Chamada - Primeiro Round!                                |
| 0644       | 175        | 18         | マンムー、バチリス！決めろ氷のシャンデリア！！ Mammoo, Pachirisu! Decide on the Ice Chandelier!! Opposites Interact! Os Opostos Interagem!                                                  |
| 0645       | 176        | 19         | セミファイナル！決勝へ進むのは！？ The Semi-Finals! Who is Heading to the Finals!? Coming Full Festival Circle! Está Chegando o Círculo do Festival Inteiro!                                |
| 0646       | 177        | 20         | 決着ライバル対決！ヒカリＶＳノゾミ！！ Decisive Rival Showdown! Hikari VS Nozomi!! A Grand Fight for Winning! Uma Grande Batalha Pela Vitória!                                              |
| 0647       | 178        | 21         | さよならロケット団！ニャースの恋！？ Goodbye Rocket-dan! Love of Nyarth!? For The Love Of Meowth! Pelo Amor de Meowth!                                                                      |
| 0648       | 179        | 22         | 電撃バトル！最後のバッジ！！ Electric Shock Battle! The Final Badge!! The Eighth Wonder of the Sinnoh World! A Oitava Maravilha do Mundo Sinnoh!                                            |
| 0649       | 180        | 23         | サトシＶＳケンゴ！それぞれの船出！！ Satoshi VS Kengo! Sailing for Respective Roads!! Four Roads Diverged in a Pokémon Port! Quatro Estradas Que Divergem em um Porto Pokémon!              |
| 0650       | 181        | 24         | トレジャーハンター・バクとヤジロン！ Treasure Hunter - Baku & Yajilon! Bucking the Treasure Trend! Descobrindo um Tesouro!                                                                  |
| 0651       | 182        | 25         | 熱戦前夜！サトシのポケモン大集合！！ Eve of Battle! Satoshi's Pokémon All Together!! An Old Family Blend! Uma Antiga Combinação de Família!                                                 |
| 0652       | 183        | 26         | 開幕！シンオウリーグ・スズラン大会！！ Raise the Curtain! Sinnoh League - Suzuran Tournament!! League Unleashed! Liga Descontrolada!                                                        |
| 0653       | 184        | 27         | シンオウリーグ三回戦！シンジ対ジュン！！ Sinnoh League Third Round! Shinji VS Jun!! Casting a Paul on Barry! A Vitória do Paul Sobre o Barry!                                               |
| 0654       | 185        | 28         | 恐怖のトリックルーム！ サトシ対コウヘイ！！ Trick Room of Terror! Satoshi VS Kōhei!! Working on a Right Move! Trabalhando o Movimento Certo!                                                |
| 0655       | 186        | 29         | ライバル決戦！サトシ対シンジ！！ Rival Decisive Battle! Satoshi VS Shinji!! Familiarity Breeds Strategy! Uma Estratégia Conhecida!                                                          |
| 0656       | 187        | 30         | 激闘フルバトル！サトシ対シンジ！！ Intense Fighting Full Battle! Satoshi VS Shinji!! A Real Rival Rouser! Um Rival de Arrasar!                                                              |
| 0657       | 188        | 31         | 決着ライバルバトル！サトシ対シンジ！！ Conclusion of Rival Battle! Satoshi VS Shinji!! Battling a Thaw in Relations! Quebrando o Gelo!                                                      |
| 0658       | 189        | 32         | シンオウリーグセミファイナル！ダークライが表示される！ Sinnoh League Semi-Final! Enter Darkrai!! The Semi-Final Frontier! A Fronteira da Semi-Final!                                        |
| 0659       | 190        | 33         | ポケモンドクター・タケシ！ Pokémon Doctor - Takeshi! The Brockster Is In! Deixa Comigo! |
| 0660       | 191        | 34         | 思い出はパール！友情はダイヤモンド！！ Memories are Pearls! Friendship is a Diamond!! Memories are Made of Bliss! Lembranças São Feitas de Alegrias!                                        |
| Especial 1 | Especial 1 | Especial 1 | ヒカリ・新たなる旅立ち！ Hikari - Setting Off on a New Journey! |
| Especial 2 | Especial 2 | Especial 2 | ニビジム・史上最大の危機！ Nibi Gym - The Greatest Crisis Ever! |

### 4ª Série: Branco e Preto

#### 14ª Temporada - Pokémon: Branco e Preto
| #    | ##  | ### | Título no Japão Título nos Estados Unidos Título no Brasil |
| ---- | --- | --- | --- |
| 0661 | 001 | 01  | イッシュ地方へ！ゼクロムの影！！ To the Isshu Region! Zekrom's Shadow!! In the Shadow of Zekrom! Na Sombra de Zekrom!                                                                                               |
| 0662 | 002 | 02  | アイリスとキバゴ！ Iris and Kibago! Enter Iris and Axew! Entram Iris e Axew! |
| 0663 | 003 | 03  | ミジュマル！メグロコ！危機一髪！！ Mijumaru! Meguroco! Close Call!! A Sandile Gusher of Change! Um Sandile Louco Pra Mudar!                                                                                         |
| 0664 | 004 | 04  | バトルクラブ！謎のポケモン現る！！ Battle Club! A Mysterious Pokémon Appears!! The Battle Club and Tepig's Choice! O Clube de Batalha e a Escolha de Tepig!                                                         |
| 0665 | 005 | 05  | サンヨウジム！ＶＳ バオップ、ヒヤップ、ヤナップ！！ Sanyou Gym! VS Baoppu, Hiyappu and Yanappu!! Triple Leaders, Team Threats! Três Líderes, Três Ameaças!                                                          |
| 0666 | 006 | 06  | 夢の跡地！ムンナとムシャーナ！！ The Dream Ruins! Munna and Musharna!! Dreams by the Yard Full! Muitos Sonhos! |
| 0667 | 007 | 07  | ツタージャ・ゲットでメロメロ！？ Tsutarja - Captured by Mad Love!? Snivy Plays Hard to Catch! Snivy Joga Duro! |
| 0668 | 008 | 08  | ダルマッカとヒヒダルマ！時計塔の秘密！！ Darumakka and Hihidaruma! The Secret of the Clock Tower!! Saving Darmanitan From the Bell! Salvando Darmanitan do Sino!                                                    |
| 0669 | 009 | 09  | ペンドラー暴走！キバゴを救え！！ The Out of Control Pendror! Rescue Kibago!! The Bloom Is on Axew! O Desabrochar de Axew!                                                                                           |
| 0670 | 010 | 10  | ライバルバトル！強敵プルリル！ Rival Battle! The Strong Opponent Pururill! A Rival Battle for Club Champ! Uma Batalha Para o Campeão do Clube!                                                                      |
| 0671 | 011 | 11  | イシズマイ！自分の家をとりもどせ！！ Ishizumai! Take Back Your House!! A Home for Dwebble! Um Lar Para Dwebble! |
| 0672 | 012 | 12  | ヤブクロン戦隊と秘密基地！？ The Yabukuron Squad and the Secret Base!? Here Comes the Trubbish Squad! Aí Vem o Esquadrão Trubbish!                                                                                  |
| 0673 | 013 | 13  | チラーミィはきれいずき！？ Chillarmy is a Neat Freak!? Minccino—Neat and Tidy! Um Minccino Arrumadinho! |
| 0674 | 014 | 14  | シッポウシティー！博物館で大冒険！！ Shippou City! The Big Adventure at the Museum!! A Night in the Nacrene City Museum! Uma Noite no Museu da Cidade de Nacrene!                                                   |
| 0675 | 015 | 15  | シッポウジム戦！VSジムリーダー・アロエ！！ Shippou Gym Battle! VS Gym Leader Aloe!! The Battle According to Lenora! A Batalha de Acordo Com Lenora!                                                                 |
| 0676 | 016 | 16  | 再戦シッポウジム！新技炸裂！！ The Shippou Gym Rematch! An Explosive New Move!! Rematch at the Nacrene Gym! A Revanche no Ginásio de Nacrene!                                                                       |
| 0677 | 017 | 17  | タマゴからかえったあばれん坊！ The Wild Child that Hatched From The Egg! Scraggy—Hatched to be Wild! Scraggy Nasceu Pra Ser Selvagem!                                                                               |
| 0678 | 018 | 18  | ヤグルマの森！クルミルとアーティ！！ Yaguruma Forest! Kurumiru and Arty!! Sewaddle and Burgh in Pinwheel Forest! Sewaddle e Burgh na Floresta Pinwheel!                                                             |
| 0679 | 019 | 19  | ソムリエ対決！イシズマイVSフタチマル！！ A Sommelier Showdown! Ishizumai VS Futachimaru!! A Connoisseur's Revenge! A Vingança de um Especialista!                                                                   |
| 0680 | 020 | 20  | ピカチュウVSメグロコVSコアルヒー！！ Pikachu VS Meguroco VS Koaruhie!! Dancing With the Ducklett Trio! Dançando com o Trio Ducklett!                                                                                |
| 0681 | 021 | 21  | スカイアローブリッジとゴチルゼル！ Skyarrow Bridge and Gothiruselle! The Lost World of Gothitelle! O Mundo Perdido de Gothitelle!                                                                                   |
| 0682 | 022 | 22  | ヒウンシティ！フシデパニック！！ Hiun City! Fushide Panic!! A Venipede Stampede! A Debandada dos Venipede! |
| 0683 | 023 | 23  | ロケット団VSプラズマ団！（前編） Rocket-dan VS Plasma-dan! (Part 1) |
| 0684 | 024 | 24  | ロケット団VSプラズマ団！（後編） Rocket-dan VS Plasma-dan! (Part 2) |
| 0685 | 025 | 25  | ヒウンジム戦！純情ハートの虫ポケモンバトル！！ The Hiun Gym Match! Purehearted Bug Pokémon Battle!! Battling For The Love of Bug-Types! Batalhando Por Amor aos Tipo Inseto!                                        |
| 0686 | 026 | 26  | かわいい顔に要注意！エモンガでシビレビレ！！ Beware of Cute Faces! Emonga Paralyzes!! Emolga the Irresistible! Emolga, a Irresistível!                                                                              |
| 0687 | 027 | 27  | エモンガＶＳツタージャ！ボルトチェンジで大混乱！！ Emonga VS Tsutarja! The Volt Change Chaos!! Emolga and the New Volt Switch! Emolga e o Novo Troca Elétrica!                                                      |
| 0688 | 028 | 28  | ヒトモシ屋敷のこわ～いお話！ The Scary Story of the Hitomoshi Mansion! Scare at the Litwick Mansion! Susto na Mansão de Litwick!                                                                                    |
| 0689 | 029 | 29  | ドラゴンマスターへの道！キバゴVSクリムガン！！ The Road to Become a Dragon Master! Kibago VS Crimgan!! The Dragon Master's Path! O Caminho de Uma Mestra de Dragões!                                                |
| 0690 | 030 | 30  | 消えたホタチ！ミジュマル最大の危機！！ The Missing Hotachi! Mijumaru's Biggest Crisis Ever!! Oshawott's Lost Scalchop! Oshawott Perde a Quera-Concha!                                                               |
| 0691 | 031 | 31  | 恋するモンメンは風に乗って！ The Monmen in Love Rides the Wind! Cottonee in Love! Um Cottonee Apaixonado! |
| 0692 | 032 | 32  | リグレーと未確認飛行物体！ Ligray and the UFO! A UFO for Elgyem! Um OVNI Para Elgyen! |
| 0693 | 033 | 33  | ライバルバトル！バニプッチ、ドッコラー参戦！！ Rival Battle! Vanipeti, Dokkorer Compete in a Battle!! Ash and Trip's Third Battle! Ash Contra Trip, a Terceira Batalha!                                             |
| 0694 | 034 | 34  | ガマダル、マッギョ！水辺の戦い！！ Gamagaru, Maggyo! Battle on the Waterfront!! Facing Fear with Eyes Wide Open! Enfrentando o Medo de Olhos Abertos!                                                               |
| 0695 | 035 | 35  | ドラゴンバスター登場！アイリスとドリュウズ！！ The Dragon Buster Appears! Iris and Doryuzu!! Iris and Excadrill Against the Dragon Buster! Iris e Excadrill Contra a Exterminadora de Dragões!                      |
| 0696 | 036 | 36  | ダンゴロ！ラスターカノン発射せよ！！ Dangoro! Let's Fire the Luster Cannon!! Gotta Catch A Roggenrola! Tenho Que Pegar o Roggenrola!                                                                                |
| 0697 | 037 | 37  | ソムリエ探偵デント！タブンネ失踪事件！！ Sommelier-Detective Dent! The Case of the Disappearing Tabunne!! Where Did You Go, Audino? Pra Onde Você Foi, Audino?!                                                     |
| 0698 | 038 | 38  | 化石復活！古代怪鳥アーケオス！！ Fossil Revival! Ancient Mysterious Bird Archeos!! Archeops In The Modern World! Archeops no Mundo Moderno!                                                                         |
| 0699 | 039 | 39  | 釣りソムリエ・デント登場！ The Fishing Sommelier - Dent Appears! A Fishing Connoisseur in a Fishy Competition! Um Especialista em Pescaria em Uma Competição de Pesca!                                              |
| 0700 | 040 | 40  | ゾロア・ザ・ムービー！ポケモンナイトの伝説！！ Zorua The Movie! The Legend of the Pokémon Knight!! Movie Time! Zorua in "The Legend of the Pokémon Knight"! Hora do Filme! Zorua em "A Lenda do Cavaleiro Pokémon!" |
| 0701 | 041 | 41  | 全員集合！ドンバトル！！ Everyone Gathers! Don Battle!! Reunion Battles In Nimbasa! Concentração de Batalhas em Nimbasa!                                                                                            |
| 0702 | 042 | 42  | 熱闘ドンバトル！ツタージャVSコマタナ！！ The Fiercely Fought Don Battle! Tsutarja VS Komatana!! Cilan Versus Trip, Ash Versus Georgia!                                                                              |
| 0703 | 043 | 43  | 白熱ドンバトル！エモンガVSダゲキ！！ Climactic Don Battle! Emonga VS Dageki!! The Club Battle Hearts of Fury: Emolga Versus Sawk! Corações Furiosos no Clube de Batalha: Emolga Versus Sawk!                        |
| 0704 | 044 | 44  | 決戦ドンバトル！サトシVSアイリス！！ Decisive Don Battle! Satoshi VS Iris!! Club Battle Finale: A Hero's Outcome! Grande Final no Clube de Batalha: Um Heróico Resultado!                                           |
| 0705 | 045 | 45  | ニャゴシエーター・ニャース！ズルズキン説得作戦！！ Nyagotiator Nyarth! Zuruzukin Persuasion Tactics!! Meowth's Scrafty Tactics! As Táticas do Meowth!                                                               |
| 0706 | 046 | 46  | チョロネコに御用心！ニャースとミジュマル！！ Beware of Choroneko! Nyarth and Mijumaru!! Purrloin: Sweet or Sneaky? Purrloin, Doce ou Bajulador?!                                                                    |
| 0707 | 047 | 47  | オーベムとダブランと夢泥棒！ Ohbem and Doublan and the Dream Thief! Beheeyem, Duosion, and the Dream Thief! Beheeyem, Duosion e o Ladrão de Sonhos!                                                                 |
| 0708 | 048 | 48  | ニャゴシエーター・ニャース！ツンベアーの森を突破せよ！！ Nyagotiator Nyarth! Break Through Tunbear Forest!! The Beartic Mountain Feud! Desavenças na Montanha de Beartic!                                           |
| 0709 | 049 | 49  | 激走！バトルサブウェイ！！（前編） Flat-out Run! Battle Subway!! (Part 1) Crisis From the Underground Up! Crise no Metrô de Nimbasa!                                                                                |
| 0710 | 050 | 50  | 激走！バトルサブウェイ！！（後編） Flat-out Run! Battle Subway!! (Part 2) Battle for the Underground! Batalha no Metrô!                                                                                             |

#### 15ª Temporada - Pokémon: Branco e Preto: Destinos Rivais
| #    | ##  | ### | Título no Japão Título nos Estados Unidos Título no Brasil |
| ---- | --- | --- | --- |
| 0711 | 051 | 01  | ジムリーダーはカリスマモデル！カミツレ登場！！ The Gym Leader is a Charisma Model! Kamitsure Appears!! Enter Elesa, Electrifying Gym Leader! Elesa, a Eletrizante Líder de Ginásio!       |
| 0712 | 052 | 02  | ライモンジム！華麗なる電撃バトル！！ Raimon Gym! Magnificent Electric Shock Battle!! Dazzling the Nimbasa Gym! Ofuscando o Ginásio de Nimbasa!                                            |
| 0713 | 053 | 03  | サトシ、デントVSサブウェイマスター！ Satoshi, Dent VS Subway Masters! Lost at the Stamp Rally! Perdidos no Rally dos Selos!                                                               |
| 0714 | 054 | 04  | サトシVSチャンピオン・アデク！ Satoshi VS Champion Adeku! Ash Versus the Champion! Ash Desafia o Campeão!                                                                                 |
| 0715 | 055 | 05  | 虹の彼方へ！マラカッチでミュージカル！！ Over the Rainbow! Maracacchi Musical!! A Maractus Musical! O Musical de Maractus!                                                                |
| 0716 | 056 | 06  | メブキジカ！春夏秋冬勢揃い！！ Mebukijika! The Four Seasons Lineup!! The Four Seasons of Sawsbuck! As Quatro Estações de Sawsbuck!                                                        |
| 0717 | 057 | 07  | ズルッグとわがままゴチム！ Zuruggu and the Selfish Gothimu! Scraggy and the Demanding Gothita! Scraggy e Uma Exigente Gothita!                                                            |
| 0718 | 058 | 08  | アイリスとモノズ！育て屋修行！！ Iris and Monozu! Day Care Training!! The Lonely Deino! O Deino Solitário!                                                                                |
| 0719 | 059 | 09  | 快傑ア☆ギルダー VS フリージ男！ Kaiketsu A☆Gilder VS Freege Man! The Mighty Accelguard to the Rescue! O Poderoso Accelguardião em Ação!                                                   |
| 0720 | 060 | 10  | デントとポッド兄弟バトル！バオップVSヤナップ A Brotherly Battle between Dent and Pod! Baoppu VS Yanappu A Call for Brotherly Love! O Desejo de um Amor Fraternal!                         |
| 0721 | 061 | 11  | トルネロスVSボルトロスVSランドロス！（前編） Tornelos VS Voltolos VS Landlos! (Part 1) Stopping the Rage of Legends! Part 1 Acabando com a Fúria das Lendas! (1ª Parte)                   |
| 0722 | 062 | 12  | トルネロスVSボルトロスVSランドロス！（後編） Tornelos VS Voltolos VS Landlos! (Part 2) Stopping the Rage of Legends! Part 2 Acabando com a Fúria das Lendas! (2ª Parte)                   |
| 0723 | 063 | 13  | 地底のジム戦！VSヤーコン！！ Underground Gym Battle! VS Yakon!! Battling the King of the Mines! Batalhando Contra o Rei das Minas!                                                        |
| 0724 | 064 | 14  | バチュル、デンチュラ！電気石の洞穴！！ Bachuru, Dentula! The Electric Stone Cave!! Crisis at Chargestone Cave! Crise na Caverna da Rocha Elétrica!                                        |
| 0725 | 065 | 15  | 通信交換進化！シュバルゴとアギルダー！！ Trade Evolution! Chevargo and Agilder!! Evolution Exchange Excitement! A Emoção de Uma Troca Evolutiva!                                          |
| 0726 | 066 | 16  | 黒き英雄の遺跡！シンボラーとデスカーン！！ The Black Hero's Ruins! Symboler and Desukarn!! Explorers of the Hero's Ruin! Exploradores das Ruínas do Herói!                                |
| 0727 | 067 | 17  | ダブルバトル！ピカチュウ・ワルビルVSペンドラー・ガマゲロゲ！！ Double Battle! Pikachu & Waruvile VS Pendror & Gamageroge!! Battling the Bully! Batalhando Contra o Valentão!              |
| 0728 | 068 | 18  | アフロでGO！バッフロンはNO！！ Afro GO! Buffron NO!! Baffling the Bouffalant! Bouffalant, o Desorientado!                                                                                 |
| 0729 | 069 | 19  | フキヨセジムのエアバトル！挑戦者デント！？ Fukiyose Gym Air Battle! Challenger Dent!? Cilan Takes Flight! Cilan nas Alturas!                                                              |
| 0730 | 070 | 20  | フキヨセジム！VSフウロ空中決戦！！ Fukiyose Gym! VS Huuro, A Decisive Air Battle!! An Amazing Aerial Battle! Uma Incrível Batalha Aérea!                                                  |
| 0731 | 071 | 21  | 難関突破！天空の塔を登れ！！ Barrier Breakthrough! Climb the Tower of the Sky!! Climbing the Tower of Success! Escalando a Torre do Triunfo!                                              |
| 0732 | 072 | 22  | ドンナマイト開幕！ズルッグVSヤナッキー！！ The Donamite Gets Underway! Zuruggu VS Yanakkie!! The Clubsplosion Begins! Começa o Clube Explosão!                                            |
| 0733 | 073 | 23  | どんどん続くよドンナマイト！クリムガンVSキリキザン！！ Steadily Progressing Donamite! Crimgan VS Kirikizan!! Search for the Clubultimate! A Batalha Suprema do Clube Explosão!            |
| 0734 | 074 | 24  | 熱闘ドンナマイト！キリキザンVSエンブオー！！ The Fiercely Fought Donamite! Kirikizan VS Enbuoh!! A Clubsplosion of Excitement! Animação no Clube Explosão!                                |
| 0735 | 075 | 25  | 決戦ドンナマイト！ナゲキVSダゲキ！！ The Decisive Donamite Battle! Nageki VS Dageki!! Commanding the Clubsplosion Crown! Comandando o Clube Explosão!                                     |
| 0736 | 076 | 26  | キバゴ救出！アイアントの巣窟！！ Rescue Kibago! Aiant's Nest!! Battling the Leaf Thieves! Na Batalha Contra os Devoradores de Folhas!                                                     |
| 0737 | 077 | 27  | ネジ山の激闘！アバゴーラの奇跡!! (前編） The Fierce Fighting at Spiral Mountain! Abagoura's Miracle!! (Part 1) A Restoration Confrontation! Part 1 O Confronto da Restauração! (1ª Parte) |
| 0738 | 078 | 28  | ネジ山の激闘！アバゴーラの奇跡!! (後編） The Fierce Fighting at Spiral Mountain! Abagoura's Miracle!! (Part 2) A Restoration Confrontation! Part 2 O Confronto da Restauração! (2ª Parte) |
| 0739 | 079 | 29  | 炎のメモリー！ポカブVSエンブオー！！ Flaming Memories! Pokabu VS Enbuoh!! Evolution by Fire! No Fogo da Evolução!                                                                         |
| 0740 | 080 | 30  | ハチク登場！ウルガモスの聖なる山！！ Hachiku Appears! The Holy Mountain of Ulgamoth!! Guarding the Guardian of the Mountain! Protegendo o Guardião da Montanha!                           |
| 0741 | 081 | 31  | セッカジム戦！氷のバトルフィールド！！ Sekka Gym Battle! Ice Battlefield!! Caution: Icy Battle Conditions! Muita Atenção: As Condições Para a Batalha no Gelo!                            |
| 0742 | 082 | 32  | ポケモンソムリエ対決！テイスティングバトル！！ Pokémon Sommelier Showdown! Tasting Battle!! Clash of the Connoisseurs! Os Especialistas se Enfrentam!                                     |
| 0743 | 083 | 33  | テッシード研究所！アイリスとバイバニラ！！ Tesseed Research Institute! Iris and Baivanilla!! Crisis at Ferroseed Research! Crise na Pesquisa Ferrossed!                                   |
| 0744 | 084 | 34  | 映画対決！出撃イッシュ防衛隊！！ Movie Showdown! Sortie, Isshu Defense Group!! An Epic Defense Force! Uma Épica Força de Defesa!                                                          |
| 0745 | 085 | 35  | 激闘タチワキジム！VSホミカ！！(前編） Fierce Fighting at Tachiwaki Gym! VS Homika!! (Part 1) Rocking the Virbank Gym! Part 1 Um Show de Batalha no Ginásio de Virbank! (1ª Parte)         |
| 0746 | 086 | 36  | 激闘タチワキジム！VSホミカ！！(後編） Fierce Fighting at Tachiwaki Gym! VS Homika!! (Part 2) Rocking the Virbank Gym! Part 2 Um Show de Batalha no Ginásio de Virbank! (2ª Parte)         |
| 0747 | 087 | 37  | 歌えメロエッタ！愛の旋律！！ Sing, Meloetta! The Melody of Love!! All for the Love of Meloetta! Tudo Pelo Amor de Meloetta!                                                               |
| 0748 | 088 | 38  | ポッチャマVSヤナップ！華麗なるバトル！！ Pochama VS Yanappu! The Magnificent Battle!! Piplup, Pansage, and a Meeting of the Times! Piplup, Pansage, e um Grande Reencontro!               |
| 0749 | 089 | 39  | イワークの島でサバイバル！ Survival on the Island of Iwark! Expedition to Onix Island! Expedição na Ilha Onix!                                                                            |
| 0750 | 090 | 40  | ソムリエ探偵デント！消えたクマシュンの謎！！ Sommelier Detective Dent! The Mystery of the Missing Kumasyun!! The Mystery of the Missing Cubchoo! O Mistério do Cubchoo Desaparecido!      |
| 0751 | 091 | 41  | アイリスと暴れ者カイリュー！ Iris and the Roughneck Kairyu! Iris and the Rogue Dragonite! Iris e o Dragonite Durão!                                                                       |
| 0752 | 092 | 42  | ジュニアカップ開幕！カイリューVSツンベアー！！ The Junior Cup Gets Underway! Kairyu VS Tunbear!! Jostling for the Junior Cup! A Abertura da Copa Junior!                                  |
| 0753 | 093 | 43  | パワーバトル！アイリスVSヒカリ！ Power Battle! Iris VS Hikari! Battling Authority Once Again! Concedida a Permissão Para a Batalha!                                                       |
| 0754 | 094 | 44  | サトシ、アイリス、 シューティー！最後のバトル！！ Satoshi, Iris, and Shooty! The Last Battle!! Ash, Iris, and Trip: Then There Were Three! Ash, Iris e Trip, o Lugar dos Três é Aqui!     |
| 0755 | 095 | 45  | 別れと出会いのジュニアカップ！ The Junior Cup of Farewells and Meetings! Goodbye, Junior Cup - Hello Adventure! Adeus Copa Júnior - Olá Aventura!                                         |
| 0756 | 096 | 46  | セイガイハジム戦！マンタインVSダイケンキ！！ Seigaiha Gym Battle! Mantain VS Daikenki!! The Road to Humilau! A Estrada Para Humilau!                                                      |
| 0757 | 097 | 47  | ポケモン保育園は大騒ぎ！ワシボンとバルチャイ！ Pokémon Nursery School Uproar! Washibon and Valchai! Unrest at the Nursery! Agitação no Berçário!                                          |
| 0758 | 098 | 48  | メロエッタと海底の神殿！ Meloetta and the Undersea Temple! Meloetta e o Templo Submarino!                                                                                                 |
| 0759 | 099 | 49  | 霊獣フォルム総進撃！イッシュ最大の危機！！ The Reijuu Formes Advance! Isshu's Greatest Crisis!! Unova's Survival Crisis! A Maior Crise de Unova!                                          |

#### 16ª Temporada - Pokémon: Branco e Preto: Aventuras em Unova
| #    | ##  | ### | Título no Japão Título nos Estados Unidos Título no Brasil |
| ---- | --- | --- | --- |
| 0760 | 100 | 01  | 世界一華麗なポケモン！？チラチーノVSツタージャ！ The Most Magnificent Pokémon in the World!? Chillaccino VS Tsutarja! Beauties Battling for Pride and Prestige! Batalhando Por Orgulho e Prestígio! |
| 0761 | 101 | 02  | 大空と大地のタッグバトル！ The Tag Battle of the Sky and the Earth! A Surface to Air Tag Battle Team! Batalhas de Duplas Entre o Céu e a Terra!                                                     |
| 0762 | 102 | 03  | アイリス、竜の里へ帰る！ Iris Returns to the Village of Dragons! A Village Homecoming! Regressando Para a Vila dos Dragões!                                                                         |
| 0763 | 103 | 04  | ソウリュウジム！アイリスVSシャガ！！ Soryu Gym! Iris VS Shaga!! Drayden Versus Iris: Past, Present, and Future! Drayden Contra Íris: Passado, Presente e Futuro!                                    |
| 0764 | 104 | 05  | チーム・イーブイ出動せよ！ポケモンレスキュー隊！！ Team Eievui Moves Out! Pokémon Rescue Team!! Team Eevee and the Pokémon Rescue Squad! Equipe Eevee e o Esquadrão de Resgate Pokémon!             |
| 0765 | 105 | 06  | 開幕イッシュリーグヒガキ大会！サトシ対シューティー！！ The Isshu League Higaki Conference Gets Underway! Satoshi VS Shooty!! Curtain Up, Unova League! Abram as Cortinas, Liga Unova!               |
| 0766 | 106 | 07  | 熱闘!ライバルバトルを勝ちぬけ！！ Fierce Fighting! Win Out in the Rival Battle!! Mission: Defeat Your Rival! Missão: Derrote o Seu Rival!                                                           |
| 0767 | 107 | 08  | キバゴ迷子になる！ Kibago Gets Lost! Lost at the League! Perdido na Liga! |
| 0768 | 108 | 09  | ダゲキ登場！サトシ対ケニヤン！！ Dageki Appears! Satoshi VS Kenyan!! Strong Strategy Steals the Show! Estratégia Forte Rouba o Show!                                                                |
| 0769 | 109 | 10  | サトシ対コテツ！秘密兵器サザンドラ！！ Satoshi VS Kotetsu! Secret Weapon Sazandora!! Cameron's Secret Weapon! A Arma Secreta de Cameron!                                                            |
| 0770 | 110 | 11  | 決着イッシュリーグ！ピカチュウ対ルカリオ！！ Isshu League Conclusion! Pikachu VS Lucario!! A Unova League Evolution! Uma Evolução na Liga Unova!                                                    |
| 0771 | 111 | 12  | アララギ研究所！新たなる旅立ち！！ The Araragi Institute! A New Journey!! New Places... Familiar Faces! Lugares Novos... Rostos Familiares!                                                         |
| 0772 | 112 | 13  | トモダチ・・・その名はＮ！ A Friend...His Name is N! The Name's N! O Nome é N! |
| 0773 | 113 | 14  | 新ジムリーダー・チェレン！ The New Gym Leader - Cheren! There's a New Gym Leader in Town! Um Novo Líder de Ginásio na Cidade!                                                                       |
| 0774 | 114 | 15  | アクロマVSハンサム！プラズマ団の陰謀！！ Achroma VS Handsome! Plasma-dan's Conspiracy!! Team Plasma's Pokémon Power Plot! O Grande Plano Pokémon da Equipe Plasma!                                  |
| 0775 | 115 | 16  | 霧のサンギ牧場！デンリュウのあかり！！ The Foggy Sangi Ranch! Denryu's Light!! The Light of Floccesy Ranch! A Luz no Rancho Floccesy!                                                               |
| 0776 | 116 | 17  | N再び！ウォーグル救出作戦！！ N, Again! Operation Rescue Warrgle!! Saving Braviary! Salvando Braviary!                                                                                              |
| 0777 | 117 | 18  | 急げ！ポケモン湾岸救助隊！！ Hurry Up! The Pokémon Gulf Coast Rescue Squad!! The Pokémon Harbor Patrol! A Patrulha Portuária de Pokémon!                                                            |
| 0778 | 118 | 19  | 燃えよリザードン！VSカイリュー！ Burn, Lizardon! VS Kairyu! The Fires of a Red-Hot Reunion! Uma Reunião Acalorada!                                                                                  |
| 0779 | 119 | 20  | プラズマ団の野望！操られたポケモンたち！！ Plasma-dan's Ambition! The Controlled Pokémon!! Team Plasma's Pokémon Manipulation! Manipulação Pokémon da Equipe Plasma!                                |
| 0780 | 120 | 21  | Nの秘密…霧の彼方に！ N's Secret... To the Other Side of the Mist! Secrets From Out of the Fog! Segredos Além da Neblina!                                                                            |
| 0781 | 121 | 22  | ロケット団VSプラズマ団！ニャースとアクロマ！！ Rocket-dan VS Plasma-dan! Nyarth and Achroma!! Meowth, Colress and Team Rivalry! Meowth, Colress, e a Equipe Rivalidade!                             |
| 0782 | 122 | 23  | 白の遺跡！サトシ対Ｎ！！ The White Ruins! Satoshi VS N!! Ash and N: A Clash of Ideals! Ash e N: Um Choque de Ideais!                                                                                |
| 0783 | 123 | 24  | プラズマ団襲撃！復活の儀式！！ Plasma-dan Attacks! Ceremony of Revival!! Team Plasma and the Awakening Ceremony! Equipe Plasma e a Cerimônia do Despertar!                                          |
| 0784 | 124 | 25  | レシラム対Ｎ！理想と真実の彼方へ！！ Reshiram VS N! Beyond Truth and Ideals!! What Lies Beyond Truth and Ideals! O Que Existe Além da Verdade e dos Ideais!                                         |

##### Pokémon: Branco e Preto: Aventuras em Unova e Mais Além
| #          | ##         | ###        | Título no Japão Título nos Estados Unidos Título no Brasil |
| ---------- | ---------- | ---------- | --- |
| 0785       | 125        | 26         | さらばイッシュ！新たなる船出！！ Farewell, Isshu! Setting Sail Once Again!! Farewell, Unova! Setting Sail for New Adventures! Adeus, Unova! Içar Velas Para Novas Aventuras!     |
| 0786       | 126        | 27         | 甘いハニーミツには危険がいっぱい！ The Dangerously Sweet Honey! Danger, Sweet as Honey! Perigo, Doce Como o Mel!                                                                 |
| 0787       | 127        | 28         | ソムリエ探偵デント！大海原の密室！！ Sommelier Detective Dent! The Locked Room of the Ocean!! Cilan and the Case of the Purrloin Witness! Cilan e o Caso do Purrloin Testemunha! |
| 0788       | 128        | 29         | さらばミジュマル！？ホタチキングへの道！ Goodbye Mijumaru!? The Path to Being Hotachi King! Crowning the Scalchop King! Coroando o Rei Quebra-Concha!                            |
| 0789       | 129        | 30         | 幻影の島！霧の中のゾロアーク！！ Phantom Island! The Zoroark in the Fog!! The Island of Illusions! A Ilha das Ilusões!                                                           |
| 0790       | 130        | 31         | ロトムVSオーキド博士！ Rotom VS Dr. Okido! To Catch a Rotom! Pegar um Rotom! |
| 0791       | 131        | 32         | デコロラ諸島の海賊王！ The Pirate Kings of the Decolora Archipelago! The Pirates of Decolore! Os Piratas de Decolore!                                                            |
| 0792       | 132        | 33         | サトシとバタフリー！また会う日まで！！ Satoshi and Butterfree! Until the Day We Meet Again!! Butterfree and Me! Butterfree e Eu!                                                 |
| 0793       | 133        | 34         | サトシとアイリスが絶交！？別れの１本道！！ Satoshi and Iris's Severed Relationship!? The Path of Separation!! The Path That Leads to Goodbye! O Caminho Que Leva ao Adeus!       |
| 0794       | 134        | 35         | ジラーチにお願いを！七日間の奇跡！！ Wish on Jirachi! The Seven-Day Miracle!! Searching for a Wish! Em Busca de um Desejo!                                                       |
| 0795       | 135        | 36         | 光る円盤！オーベムたちの街!! Shining Flying Saucer! Ohbem's Town!! Capacia Island UFO! OVNI na Ilha Extensia!                                                                    |
| 0796       | 136        | 37         | パンジー登場！エリキテルとゴーゴート！！ Pansy Appears! Erikiteru and Gogoat!! The Journalist from Another Region! A Jornalista de Outra Região!                                 |
| 0797       | 137        | 38         | お宝の謎！無人島アドベンチャー！！ Mystery of the Treasure! Deserted Island Adventure!! Mystery on a Deserted Island! Mistério na Ilha Deserta!                                  |
| 0798       | 138        | 39         | イブキとアイリス！色ちがいクリムガン！！ Ibuki and Iris! The Different Colored Crimgan!! A Pokémon of a Different Color! Um Pokémon de Uma Cor Diferente!                        |
| 0799       | 139        | 40         | オンバーン登場！彗星と勇者の伝説！！ Onvern Appears! Legend of the Comet and the Hero!! Celebrating the Hero's Comet! Celebrando o Cometa Herói!                                 |
| 0800       | 140        | 41         | ゴーゴーゴーゴート！ GoGo Gogoat! Go, Go Gogoat! Vai, Vai Gogoat! |
| 0801       | 141        | 42         | エモンガ、ロケット団に入る！ Emonga Joins Rocket-dan! Team Rocket's Shocking Recruit! Recruta Chocante da Equipe Rocket!                                                         |
| 0802       | 142        | 43         | デントＶＳ氷の挑戦者！サンヨウジムの危機！！ Dent VS the Ice Challenger! The Crisis of Sanyou Gym!! Survival of the Striaton Gym! A Sobrevivência do Ginásio de Striaton!        |
| 0803       | 143        | 44         | ベストウイッシュ！また会う日まで！！ Best Wishes! Until the Day We Meet Again!! Best Wishes Until We Meet Again! Tudo de Bom Até o Nosso Próximo Encontro!                       |
| 0804       | 144        | 45         | オレの夢、ポケモンマスター！！ My Dream, Pokémon Master!! The Dream Continues! O Sonho Continua!                                                                                 |
| Especial 1 | Especial 1 | Especial 1 | デントとタケシ！ギャラドスのげきりん！！ Dent and Takeshi! Gyarados's Imperial Rage!!                                                                                            |
| Especial 2 | Especial 2 | Especial 2 | アイリスVSイブキ！ドラゴンマスターへの道！！ Iris VS Ibuki! The Road to Become a Dragon Master!!                                                                                 |

### 5ª Série: XY

#### 17ª Temporada - Pokémon: XY
| #          | ##         | ###        | Título no Japão Título nos Estados Unidos Título no Brasil |
| ---------- | ---------- | ---------- | --- |
| 0805       | 001        | 01         | カロス地方にやってきた！夢と冒険のはじまり！！ We've Arrived in the Kalos Region! The Beginning of Dreams and Adventures!! Kalos, Where Dreams and Adventures Begin! Kalos, Onde Sonhos e Aventuras Começam! |
| 0806       | 002        | 02         | メガシンカとプリズムタワー！ Mega Evolution and the Prism Tower! Lumiose City Pursuit! Perseguição na Cidade de Lumiose!                                                                                     |
| 0807       | 003        | 03         | ケロマツVSヤヤコマ！空中機動バトル！！ Keromatsu VS Yayakoma! Aerial Battle Maneuvers!! A Battle of Aerial Mobility! Uma Batalha de Mobilidade Aérea!                                                        |
| 0808       | 004        | 04         | ピカチュウとデデンネ！ほっぺすりすり！！ Pikachu and Dedenne! Cheek Rub!! A Shockingly Cheeky Friendship! Uma Amizade Chocantemente Fofa!                                                                    |
| 0809       | 005        | 05         | ハクダンジム戦！華麗なるビビヨンの舞バトル！！ The Hakudan Gym Battle! The Magnificent Viviyon's Dance Battle!! A Blustery Santalune Gym Battle! Uma Tempestuosa Batalha no Ginásio de Santalune!            |
| 0810       | 006        | 06         | 氷上決戦！ピカチュウVSビビヨン！！ Decisive Battle on the Ice! Pikachu VS Viviyon!! Battling on Thin Ice! Batalhando em Gelo Fino!                                                                           |
| 0811       | 007        | 07         | セレナにおまかせ！？激走サイホーンレース！ Leave it to Serena!? The Charging Sihorn Race! Giving Chase at the Rhyhorn Race! Caçada na Corrida de Rhyhorn!                                                    |
| 0812       | 008        | 08         | ポケモントリマーとトリミアン！ Pokémon Trimmer and Trimmien! Grooming Furfrou! Tosando Furfrou! |
| 0813       | 009        | 09         | ミアレジム攻略！シトロンの秘密！！ Subdue Miare Gym! Citron's Secret!! Clemont's Got a Secret! Clemont Tem um Segredo!                                                                                       |
| 0814       | 010        | 10         | ハリマロンVSメガメガニャース！！ Harimaron VS Mega Mega Nyarth!! Mega-Mega Meowth Madness! Loucuras de Mega-Mega Meowth!                                                                                     |
| 0815       | 011        | 11         | 竹林の追跡！ヤンチャムとゴロンダ！！ Pursuit in the Bamboo Forest! Yancham and Goronda!! The Bamboozling Forest! A Floresta de Bambus!                                                                       |
| 0816       | 012        | 12         | ポケモンバイヤーを捕まえろ！コフーライ偽装作戦！！ Capture the Pokémon Buyer! The Kofuurai Impersonation Plan!! To Catch a Pokémon Smuggler! Como Pegar um Contrabandista Pokémon!                           |
| 0817       | 013        | 13         | ニンフィアVSケロマツ！幼稚園は大さわぎ！！ Nymphia VS Keromatsu! Big Commotion in the Kindergarten!! Kindergarten Chaos! Caos no Jardim de Infância!                                                         |
| 0818       | 014        | 14         | ぶきみな雨宿り！ニャスパーは見ていた！！ The Mysterious Rain Shelter! Nyasper is Watching!! Seeking Shelter from the Storm! Buscando Abrigo da Tempestade!                                                   |
| 0819       | 015        | 15         | ハリマロンVSマフォクシー！ダイエットバトル！？ Harimaron VS Mahoxy! A Diet Battle!? An Appetite for Battle! Fome de Batalha!                                                                                 |
| 0820       | 016        | 16         | デデンネがピチューでピチューがデデンネで…！？ Dedenne is Pichu, Pichu is Dedenne...!? A Jolting Switcheroo! Uma Troca Eletrizante!                                                                           |
| 0821       | 017        | 17         | ケロマツ対ゲコガシラ！忍者バトル！！ Keromatsu VS Gekogashira! Ninja Battle!! A Rush of Ninja Wisdom! Um Surto de Sabedoria Ninja!                                                                           |
| 0822       | 018        | 18         | カビゴンを起こせ！パルファム宮殿でバトルです！ Wake Up Kabigon! Battle in Parfum Palace! Awakening the Sleeping Giant! Despertando o Gigante Adormecido!                                                     |
| 0823       | 019        | 19         | マダムＸの陰謀！恐怖のカラマネロ！！ Madame X's Plot! The Scary Calamanero!! A Conspiracy to Conquer! Uma Conspiração Para Conquistar!                                                                       |
| 0824       | 020        | 20         | 挑戦バトルシャトー！ビオラVSザクロ！！ Battle Chateau Challenge! Viola VS Zakuro!! Breaking Titles at the Chateau! Batalhando Por Títulos no Castelo!                                                        |
| 0825       | 021        | 21         | デビューです！セレナとフォッコでポケビジョン！！ Debut! Serena and Fokko on Pokévision!! A Pokévision of Things to Come! Uma Pokévisão do Futuro!                                                            |
| Especial 1 | Especial 1 | Especial 1 | ポケットモンスターXY特別編 最強メガシンカ ～Act I～ Pocket Monsters XY Special Episode: The Strongest Mega Evolution ~Act I~ Mega Evolution Special I                                                        |
| 0826       | 022        | 22         | 黄金のコイキングを釣り上げろ！！ Fish up the Golden Koiking!! Going for the Gold! Atrás do Ouro! |
| 0827       | 023        | 23         | オーロラの絆！アマルスとアマルルガ！！ The Bond of the Aurora! Amarus and Amaruruga!! Coming Back into the Cold! De Volta Para o Frio!                                                                       |
| 0828       | 024        | 24         | 海底の城！クズモーとドラミドロ！！ The Undersea Castle! Kuzumo and Dramidoro!! An Undersea Place to Call Home! Um Lugar Subaquático Pra Chamar de Lar!                                                       |
| 0829       | 025        | 25         | ショウヨウジム戦！ピカチュウ対チゴラス！！ Shōyō Gym Battle! Pikachu VS Chigoras!! Climbing the Walls! Escalando as Paredes!                                                                                 |
| 0830       | 026        | 26         | ペロッパフとペロリーム！！甘い戦いはあまくない！？ Peroppafu and Peroream!! The Sweet Battle isn't a Piece of Cake!? A Battle by Any Other Name! Um Doce de Batalha!                                         |
| 0831       | 027        | 27         | フラべべと妖精の花！ Flabebe and the Fairy Flower! To Find a Fairy Flower! Em Busca de Uma Flor-Fada! |
| 0832       | 028        | 28         | チャンピオン・カルネ登場！霧の中のメガサーナイト！！ Champion Carnet Appears! Mega Sirnight in the Mist!! The Bonds of Evolution! Os Elos da Evolução!                                                       |
| 0833       | 029        | 29         | ジャジャーン！ニセサトシ現る！！ Ta-da! Fake Satoshi Appears!! Heroes - Friends and Faux Alike! Heróis Amigos ou Inimigos?!                                                                                  |
| 0834       | 030        | 30         | コルニとルカリオ！メガシンカの秘密！！ Corni and Lucario! The Secret of Mega Evolution!! Mega Revelations! Mega Revelações!                                                                                  |
| 0835       | 031        | 31         | ルカリオVSバシャーモ！試練の洞窟！！ Lucario VS Bursyamo! The Cave of Trials!! The Cave of Trials! A Caverna das Provações!                                                                                  |
| 0836       | 032        | 32         | メガルカリオ対メガルカリオ！波導の嵐！！ Mega Lucario VS Mega Lucario! The Wave-Guiding Storm!! The Aura Storm! Uma Aura Furiosa!                                                                            |
| 0837       | 033        | 33         | 呼び合う心！波導のむこうへ！！ Hearts Calling to Each Other! To the Other Side of Wave-Guiding!! Calling from Beyond the Aura! Um Chamado Além da Aura!                                                      |
| 0838       | 034        | 34         | メガルカリオ対メガクチート！メガシンカの絆！！ Mega Lucario VS Mega Kucheat! The Bonds of Mega Evolution!! The Bonds of Mega Evolution! Os Elos da Mega Evolução!                                            |
| 0839       | 035        | 35         | 森のチャンピオン！ルチャブル登場！！ Champion of the Forest! Luchabull Appears!! The Forest Champion! O Caminho da Floresta!                                                                                 |
| 0840       | 036        | 36         | スカイバトル！？ルチャブル対ファイアロー！！ A Sky Battle!? Luchabull VS Fiarrow!! Battles in the Sky! Batalhas no Céu!                                                                                      |
| 0841       | 037        | 37         | うつしみの洞窟！鏡の国のサトシとサトシ！？ Reflection Cave! Mirror World Satoshi and Satoshi!? The Cave of Mirrors! A Caverna dos Espelhos!                                                                  |
| 0842       | 038        | 38         | 蠢く森のオーロット！ Ohrot of the Crawling Forest! Forging Forest Friendships! Forjando Amizades na Floresta!                                                                                                |
| 0843       | 039        | 39         | ポケモン・サマーキャンプ！ライバル三人組登場！！ Pokémon Summer Camp! Enter the Rival Trio!! Summer of Discovery! Verão de Descoberta!                                                                       |
| 0844       | 040        | 40         | セレナVSサナ！ポケビジョン対決！！ Serena VS Sana! Pokévision Showdown!! Day Three Blockbusters! Sucessos do Terceiro Dia!                                                                                   |
| 0845       | 041        | 41         | ポケエンテーリング！霧の中のＸ！ PokéEnteering! The X in the Mist! Foggy Pokémon Orienteering! Orientação Pokémon Nebulosa!                                                                                  |
| 0846       | 042        | 42         | チームバトル！殿堂入り決戦！！ Team Battle! Competing for the Hall of Fame!! Battling into the Hall of Fame! Batalhando Pelo Hall da Fama!                                                                   |
| 0847       | 043        | 43         | マスタータワー！メガシンカの歴史！！ Master Tower! The History of Mega Evolution!! Origins of Mega Evolution! Origens da Mega Evolução!                                                                      |
| 0848       | 044        | 44         | シャラジム戦！ピカチュウVSメガルカリオ！！ Shara Gym Match! Pikachu VS Mega Lucario!! Showdown at the Shalour Gym! Confronto no Ginásio de Shalour!                                                          |
| 0849       | 045        | 45         | シトロン対ユリーカ！？ニャオニクスできょうだいバトル！！ Citron VS Eureka!? A Sibling Battle for Nyaonix!! Splitting Heirs! Herdeiros Rivais!                                                                |
| 0850       | 046        | 46         | どじっこプクリンVS暴走ボーマンダ！！ The Clumsy Pukurin VS the Rampaging Bohmander!! The Clumsy Crier Quiets the Chaos! Trapalhadas Que Acalmam o Caos!                                                      |
| 0851       | 047        | 47         | セレナ、初ゲット！？ヤンチャムVSフォッコ！！ Serena's First Capture!? Yancham VS Fokko!! Dreaming a Performer's Dream! Sonhando um Sonho de Performer!                                                       |
| 0852       | 048        | 48         | シトロン、想い出のキャンパス！電撃の再会！！ Citron's Campus of Memories! An Electrifying Reunion!! A Campus Reunion! Reencontro no Campus!                                                                  |
| 0853       | 049        | 49         | 出動ラプラス防衛隊！ユリーカがんばる！！ Dispatch the Laplace Protection Team! Do Your Best, Eureka!! Bonnie for the Defense! Bonnie Para a Defesa!                                                          |

#### 18ª Temporada - Pokémon: XY: Desafio em Kalos
| #          | ##         | ###        | Título no Japão Título nos Estados Unidos Título no Brasil |
| ---------- | ---------- | ---------- | --- |
| Especial 2 | Especial 2 | Especial 2 | ポケットモンスターXY特別編 最強メガシンカ ～Act II～ Pocket Monsters XY Special Episode: The Strongest Mega Evolution ~Act II~ Mega Evolution Special II                                             |
| 0854       | 050        | 01         | 踊れヤンチャム、魅せろフォッコ！明日へのステップ！！ Dance, Yancham — Captivate, Fokko! The Dance for Tomorrow!! Pathways to Performance Partnering! Caminhos Para Parceria de Apresentação!         |
| 0855       | 051        | 02         | ルチャブルとダークルチャブル！ Luchabull and Dark Luchabull! When Light and Dark Collide! Quando Luz e Sombra Colidem!                                                                               |
| 0856       | 052        | 03         | 忍法対決！ゲコガシラ対ガメノデス！！ Ninja Arts Showdown! Gekogashira VS Gamenodes!! A Stealthy Challenge! Um Desafio Furtivo!                                                                       |
| 0857       | 053        | 04         | セレナの本気！激走メェークルレース！！ Serena's Earnest! The Wild Meecle Race!! A Race for Home! Uma Corrida Para Casa!                                                                              |
| 0858       | 054        | 05         | カラマネロ対マーイーカ！絆は世界を救う！！ Calamanero VS Maaiika! The Bonds that Would Save the World!! Facing the Grand Design! Encarando o Grande Plano!                                           |
| 0859       | 055        | 06         | 最弱のドラゴン！？ヌメラ登場！！ The Weakest Dragon!? Numera Appears!! A Slippery Encounter! Um Encontro Escorregadio!                                                                               |
| 0860       | 056        | 07         | デデンネがんばる！ヌメラのために！！ Do Your Best, Dedenne! Do it for Numera!! One for the Goomy! Ponto Para o Goomy!                                                                                |
| 0861       | 057        | 08         | バニプッチ・パニック！ホワイトアウトはこおりごおり！！ Vanipeti Panic! An Ice-Covered Whiteout!! Thawing an Icy Panic! Pânico Congelado!                                                             |
| 0862       | 058        | 09         | ヒヨクジム戦！ゲコガシラVSゴーゴート！！ Hiyoku Gym Battle! Gekogashira VS Gogoat!! The Green, Green Grass Types of Home! Os Tipos Planta Verdes de Casa!                                            |
| 0863       | 059        | 10         | サトシとセレナ初デート！？ 誓いの樹とプレゼント！！ Satoshi and Serena's First Date!? The Tree of Promises and the Presents!! Under the Pledging Tree! Sob a Árvore do Julgamento!                   |
| 0864       | 060        | 11         | 目指せカロスクイーン！セレナ、デビューです！！ Aim to be the Kalos Queen! Serena Makes Her Debut!! A Showcase Debut! Estreando na Exibição!                                                          |
| 0865       | 061        | 12         | 荒野の決闘！戦えヌメラ！！ Decisive Battle in the Badlands! Fight, Numera!! An Oasis of Hope! Um Oasis de Esperança!                                                                                 |
| 0866       | 062        | 13         | サイエンスの未来を守れ！電気の迷宮！！ Protect the Future of Science! The Electric Labyrinth!! The Future Is Now, Thanks to Determination! O Futuro Chegou, Graças a Determinação!                   |
| 0867       | 063        | 14         | 迷い道は分かれ道！？ムサシとソーナンス！！ A Fork in the Path of Indecision!? Musashi and Sonans!! A Fork in the Road! A Parting of the Ways! A Encruzilhada! Seguindo Caminhos Separados!           |
| 0868       | 064        | 15         | フォッコVSマフォクシー！華麗なるパフォーマーバトル！！ Fokko VS Mahoxy! A Splendid Performance Battle!! Battling with Elegance and a Big Smile! Batalhando Com Elegância e um Grande Sorriso!        |
| Especial 3 | Especial 3 | Especial 3 | ポケットモンスター XY 特別編 最強メガシンカ ～Act III～ Pocket Monsters XY Special Episode: The Strongest Mega Evolution ~Act III~ Mega Evolution Special III                                        |
| 0869       | 065        | 16         | カメール、ライチュウ登場！ヌメイルがんばる！！ Kameil and Raichu Appear! Good Luck Numeil!! Good Friends, Great Training! Bons Amigos, Grandes Treinos!                                              |
| 0870       | 066        | 17         | ミアレシティ捜査線！シトロイド対ブラック・シトロイド！！ The Miare City Investigation! Citroid VS Black Citroid!! Confronting the Darkness! Confrontando as Sombras!                                 |
| 0871       | 067        | 18         | ミアレジム戦！サトシVSシトロン！！ Miare Gym Battle! Satoshi VS Citron!! The Moment of Lumiose Truth! O Momento da Verdade em Lumiose!                                                               |
| 0872       | 068        | 19         | 狙われたメガシンカ！ガブリアスの絆！！ The Coveted Mega Evolution! Gaburias's Bonds!! Garchomp's Mega Bond! O Mega Elo de Garchomp!                                                                  |
| 0873       | 069        | 20         | 湿地帯の戦い！ヌメルゴン対フラージェス！！ Battle in the Wetlands! Numelgon VS Florges!! Defending the Homeland! Defendendo a Terra Natal!                                                           |
| 0874       | 070        | 21         | 決着！ヌメルゴン虹の彼方に！！ Conclusion! Numelgon, Somewhere Over the Rainbow!! Beyond the Rainbow! Além do Arco-Íris!                                                                             |
| 0875       | 071        | 22         | 運勢最悪？ユリーカ対ニャース！！ The Worst Luck? Eureka VS Nyarth!! So You're Having a Bad Day! Então, Você Está Tendo um Dia Ruim?!                                                                 |
| 0876       | 072        | 23         | こわいイエのおもてなし！ The Scary House's Hospitality! Scary Hospitality! Hospitalidade Assombrada!                                                                                                 |
| 0877       | 073        | 24         | ファッションショーでバトルです！タツベイVSシュシュプ！！ Battle at the Fashion Show! Tatsubay VS Shushupu!! A Fashionable Battle! Uma Batalha Elegante!                                              |
| 0878       | 074        | 25         | クノエジム戦！美しきフェアリーの罠！！ Kunoe Gym Battle! The Beautiful Fairy Trap!! Fairy-Type Trickery! Truques do Tipo Fada!                                                                       |
| 0879       | 075        | 26         | ライバルバトル３本勝負！明日に向かって！！ Three-Match Rival Battle! Towards the Future!! Rivals: Today and Tomorrow! Rivais Hoje e Amanhã!                                                          |
| 0880       | 076        | 27         | 風とタマゴとオンバット！ The Wind, the Egg and Onbat! A Not-So-Flying Start! Para o Alto Mas Não Muito Avante!                                                                                       |
| 0881       | 077        | 28         | 挑戦ポケモンスカイリレー！飛べ、オンバット！！ The Pokémon Sky Relay Challenge! Fly, Onbat!! A Relay in the Sky! Revezamento no Céu!                                                                 |
| 0882       | 078        | 29         | ピカチュウはスター！？映画デビュー！！ Pikachu Becomes a Star!? Its Movie Debut!! Lights! Camera! Pika! Luzes! Câmera! Pikachu!                                                                      |
| 0882       | 078        | 29         | How to ピカチュウ・ザ・ムービー！よーい！アクション！！ How to Pikachu The Movie! OK! Action!! How to Make a Pikachu Movie: Ready...Action! Como Fazer um Filme de Pikachu: Prontos... Ação!         |
| 0882       | 078        | 29         | 迅雷のヒーロー！スーパーピカチュウ！！ The Lightning-fast Hero! Super Pikachu!! Lightning Fast! Brave and Strong! Super-Pikachu! Rápido e Rasteiro! Bravo e Forte! Super-Pikachu!                    |
| 0882       | 078        | 29         | ピカチュウのドキドキNG大賞 Pikachu's Shocking Bloopers The Very Best of Super-Pikachu's Back-Slapping Bloopers! Os Mais Divertidos Micos de Gravação de Super-Pikachu!                               |
| 0883       | 079        | 30         | 激闘モンスターボール工場！ピカチュウVSニャース！！ Fierce Battle in the Monster Ball Factory! Pikachu VS Nyarth!! A Frenzied Factory Fiasco! Um Fiasco na Fábrica!                                   |
| 0884       | 080        | 31         | テールナーとヤンチャム！！魅せろ炎のパフォーマンス！！ Tairenar and Yancham!! A Captivating Fiery Performance!! Performing with Fiery Charm! Apresentando-se Com um Charme Impetuoso!                |
| 0885       | 081        | 32         | 時をかけるサトシ！ロトムの願い！！ Satoshi Leaps Through Time! Rotom's Wish!! Rotom's Wish! O Desejo de Rotom!                                                                                       |
| 0886       | 082        | 33         | パンプジンフェスティバル！さよならバケッチャ！？ The Pumpjin Festival! Farewell, Bakeccha!? A Festival Trade! A Festival Farewell? Um Festival de Trocas! Um Adeus no Festival?!                     |
| 0887       | 083        | 34         | 雪山をこえて！マンムーとユキノオー！！ Crossing the Snow Mountains! Mammoo and Yukinooh!! Over the Mountain of Snow! Sobre a Montanha de Neve!                                                       |
| 0888       | 084        | 35         | ハリマロン！はじめてのおつかい！！ Harimaron! Its First Errand!! Adventures in Running Errands! Aventuras Fazendo Tarefas!                                                                           |
| 0889       | 085        | 36         | 折れた小枝、折れた心！テールナーの強き思い！！ A Broken Twig and a Broken Heart! Tairenar's Strong Feelings!! Mending a Broken Spirit! Revitalizando um Espírito Enfraquecido!                       |
| 0890       | 086        | 37         | シャッターチャンスはファイヤー！伝説を撮れ！！ Photo Op on Fire! Snap the Legend!! A Legendary Photo Op! Uma Missão Fotográfica Lendária!                                                            |
| 0891       | 087        | 38         | ユリーカお世話です！甘えん坊のチゴラス！！ Eureka the Caretaker! The Spoiled Chigoras!! The Tiny Caretaker! A Pequena Cuidadora!                                                                     |
| 0892       | 088        | 39         | 追憶のトレイン！シトロンとホルビー！！ Memories of the Train! Citron and Horubee!! A Trip Down Memory Train! Viagem Pelo Túnel do Tempo!                                                             |
| 0893       | 089        | 40         | イーブイはひとみしり！？お花畑でつかまえて！！ The Eievui Who is Shy of Strangers!? Capture at the Flower Garden!! A Frolicking Find in the Flowers! Um Achado Surpreendente nas Flores!             |
| 0894       | 090        | 41         | タッグバトルは友情バトル！イーブイ初参戦！！ A Tag Battle is a Friendship Battle! Eievui's First Time in a Fight!! Tag Team Battle Inspiration! Inspiração de Batalha de Dupla!                      |
| 0895       | 091        | 42         | ハッピーダンスはクイズのあとで！？トライポカロン・ヒャッコク大会！！ The Happy Dance Comes After the Quiz!? The Hyakkoku TryPokaron Tournament!! A Performance Pop Quiz! Um Pop Quiz de Performance! |
| 0896       | 092        | 43         | カロスの危機！巨大日時計の戦い！！ The Crisis in Kalos! The Battle of the Giant Sundial!! Cloudy Fate, Bright Future! Destino Enevoado, Futuro Brilhante!                                            |
| 0897       | 093        | 44         | ヒャッコクジムのダブルバトル！ゴジカの未来予知！！ The Double Battle in the Hyakkoku Gym! Gojika's Future Sight! All Eyes on the Future! Todos Olhando Para o Futuro!                                |
| Especial 4 | Especial 4 | Especial 4 | ポケットモンスターXY特別編 最強メガシンカ ～Act IV～ Pocket Monsters XY Special Episode: The Strongest Mega Evolution ~Act IV~ Mega Evolution Special IV                                             |

#### 19ª Temporada - Pokémon: XYZ
| #          | ##         | ###        | Título no Japão Título nos Estados Unidos Título no Brasil |
| ---------- | ---------- | ---------- | --- |
| 0898       | 094        | 01         | Z爆誕！カロスに潜む者！！ Z's Explosive Birth! What Lurks in Kalos!! From A to Z! Do A ao Z! |
| 0899       | 095        | 02         | 熱血ハリボーグ！狙われたプニちゃん！！ Hot-blooded Hariborg! Puni-chan is Being Targeted!! Love Strikes! Eevee, Yikes! Se o Amor Bater, Eevee Vai Correr!                                           |
| 0900       | 096        | 03         | メガタブンネVSギガギガニャース！！ Mega Tabunne VS Giga Giga Nyarth!! A Giga Battle with Mega Results! Uma Batalha Gigante com Mega Resultados!                                                     |
| 0901       | 097        | 04         | シシコとカエンジシ！炎の旅立ち！！ Shishiko and Kaenjishi! A Fiery Journey!! A Fiery Rite of Passage! Um Impetuoso Rito de Passagem!                                                                |
| 0902       | 098        | 05         | ピカチュウ、プニちゃんの夢を見る！ Pikachu, Sees Puni-chan's Dream! Dream a Little Dream from Me! Sonhe um Sonho Por Mim!                                                                           |
| 0903       | 099        | 06         | ようこそ忍者村へ！英雄ゲッコウガの伝説！！ Welcome to the Ninja Village! The Legend of the Heroic Gekkouga!! The Legend of the Ninja Hero! A Lenda do Herói Ninja!                                  |
| 0904       | 100        | 07         | 忍者村決戦！ゲコガシラ対キリキザン！！ Decisive Battle in the Ninja Village! Gekogashira VS Kirikizan!! A Festival of Decisions! Um Festival de Decisões!                                           |
| 0905       | 101        | 08         | 踊れイーブイ！トライポカロン･デビュー！！ Dance, Eievui! Its TryPokaron Debut!! A Dancing Debut! Dança de Debutante!                                                                                |
| 0906       | 102        | 09         | ついの洞窟！動き出したZの謎！！ Terminus Cave! The Mystery of Z is Set in Motion!! Meeting at Terminus Cave! Encontro na Caverna Terminus!                                                          |
| 0907       | 103        | 10         | ユリーカとプニちゃん！ Eureka and Puni-chan! A Cellular Connection! Conexão Celular! |
| 0908       | 104        | 11         | オンバットとフラエッテ！風の中のめぐりあい！！ Onbat and Flaette! An Encounter in the Wind!! A Windswept Encounter! Um Encontro Com o Vento!                                                        |
| 0909       | 105        | 12         | サトシとセレナ！ダンスパーティでゲットだぜ！！ Satoshi and Serena! Catch One at the Dance Party!! Party Dancecapades! Festa Dançante!                                                               |
| 0910       | 106        | 13         | 最強メガバトル！ゲッコウガVSメガリザードン！！ The Strongest Mega Battle! Gekkouga VS Mega Lizardon!! A Meeting of Two Journeys! Um Encontro de Dois Caminhos!                                      |
| 0911       | 107        | 14         | 爆裂グランドフォース！ジガルデ捕獲作戦！！ The Explosive Ground Force! The Zygarde Capture Operation!! An Explosive Operation! Uma Operação Explosiva!                                              |
| 0912       | 108        | 15         | 荒野のブリガロン！木を植えるロボン！！ The Brigarron from the Wilderness! The Tree-planting Robon!! A Watershed Moment! Precisando de Água!                                                         |
| 0913       | 109        | 16         | マスタークラスへの試練！どうするセレナ！？ The Master Class Trial! What Will You Do, Serena!? Master Class Choices! As Escolhas da Classe Mestra!                                                   |
| 0914       | 110        | 17         | サンダーとオンバーン！怒りの雷撃！！ Thunder and Onvern! The Lightning of Anger!! An Electrifying Rage! Uma Raiva Elétrica!                                                                         |
| 0915       | 111        | 18         | レフトとライト！\揺れる心のカメテテ！！ Left and Right! The Kametete's Swaying Heart!! Unlocking Some Respect! Merecer Algum Respeito!                                                              |
| 0916       | 112        | 19         | マスタークラス開幕！火花散る乙女の激闘！！ The Master Class Begins! A Maidens' Fierce Fight Where Sparks Fly!! Master Class Is in Session! Classe Mestra Reunida!                                   |
| 0917       | 113        | 20         | エルVSセレナ！開け未来への扉！！ Elle VS Serena! Open the Door to the Future!! Performing a Pathway to the Future! Criando um Caminho Para o Futuro!                                                |
| 0918       | 114        | 21         | シトロンの花嫁！？ユリーカのシルブプレパニック！！ A Bride for Citron!? Eureka's S'il-vous-plaît Panic!! A Keeper for Keeps? A Pessoa Perfeita?!                                                    |
| 0919       | 115        | 22         | セレナ、サトシになる！最強ピカチュウ対決！！ Serena Becomes Satoshi! The Strongest Pikachu Showdown!! Battling at Full Volume! Batalhando no Volume Máximo!                                         |
| 0920       | 116        | 23         | サトシとアラン！ゲッコウガＶＳメガリザードンふたたび！！ Satoshi and Alan! Gekkouga VS Mega Lizardon Once Again!! The Synchronicity Test! O Teste de Sincronismo!                                   |
| 0921       | 117        | 24         | 森の呪いと白いボクレー！ The Forest's Curse and the White Bokurei! Making Friends and Influencing Villains! Fazendo Amigos e Influenciando Vilões!                                                  |
| 0922       | 118        | 25         | サトシ対チャンピオン・カルネ！VSメガサーナイト！！ Satoshi VS Champion Carnet! VS Mega Sirnight!! Championing a Research Battle! Patrocinando Uma Batalha de Pesquisas!                             |
| 0923       | 119        | 26         | ライバル対決！サトシVSショータ！！ Rival Showdown! Satoshi VS Shōta!! A Full-Strength Battle Surprise! Batalha Surpresa Com Força Total!                                                            |
| 0924       | 120        | 27         | エイセツジム戦！氷のバトルフィールド！！ Eisetsu Gym Battle! Battlefield of Ice!! All Hail the Ice Battlefield! Chegamos ao Campo de Gelo!                                                          |
| 0925       | 121        | 28         | 迷いの森・・・進化の夜明け！ The Bewildering Woods... The Dawn of Evolution! Seeing the Forest for the Trees! Vendo a Floresta Pelas Árvores!                                                       |
| 0926       | 122        | 29         | サトシゲッコウガVSメガユキノオー！発動巨大水手裏剣！！ Satoshi Gekkouga VS Mega Yukinooh! Unleash the Giant Water Shuriken!! A Real Icebreaker! Quebrando o Gelo!                                   |
| 0927       | 123        | 30         | メレシーを探せ！ヌメルゴンとデデンネ！！ Find Melecie! Numelgon and Dedenne!! A Diamond in the Rough! Um Diamante Bruto!                                                                            |
| 0928       | 124        | 31         | 爆熱の機巧フェスティバル！ The Explosive Heat at the Mechanical Festival! A Gaggle of Gadget Greatness! O Festival de Engenhoca!                                                                    |
| 0929       | 125        | 32         | カロスリーグ開幕！メガリザードン対決・X対Y！！ The Kalos League Begins! The Mega Lizardon Showdown: X VS Y!! A League of His Own! Sua Própria Liga!                                                 |
| 0930       | 126        | 33         | メガジュカイン対ライチュウ！経験値いただきます！！ Mega Jukain VS Raichu! I Received Some Experience Points!! Valuable Experience for All! Uma Experiência Valiosa Para Todos!                      |
| 0931       | 127        | 34         | 準決勝フルバトル！サトシ対ショータ！！ The Semifinal Full Battle! Satoshi VS Shōta!! Analysis Versus Passion! Análise Versus Paixão!                                                                |
| 0932       | 128        | 35         | ライバル決戦！サトシゲッコウガVSメガジュカイン！！ Decisive Rival Battle! Satoshi Gekkouga VS Mega Jukain!! A Riveting Rivalry! Uma Firme Rivalidade!                                               |
| 0933       | 129        | 36         | 激闘カロスリーグ！集え、すべての熱き想いよ！！ Fierce Fighting at the Kalos League! Gather, All of My Passion!! Kalos League Passion with a Certain Flare! Paixão Pela Liga Kalos Com Certo Charme! |
| 0934       | 130        | 37         | 決勝戦！サトシ対アラン！！ The Finals! Satoshi VS Alan!! Finals Not for the Faint-Hearted! A Final é Para os Fortes!                                                                                |
| 0935       | 131        | 38         | カロスリーグ優勝！サトシ頂上決戦！！ Kalos League Victory! Satoshi's Ultimate Match!! Down to the Fiery Finish! Um Final Ardente!                                                                   |
| 0936       | 132        | 39         | 襲撃フレア団！プリズムタワーのジガルデ！！ Flare-dan Attacks! The Zygarde at the Prism Tower!! A Towering Takeover! Aquisição de Uma Torre!                                                         |
| 0937       | 133        | 40         | 衝撃ジガルデ対ジガルデ！壊れゆく世界！！ The Shocking Zygarde VS Zygarde! The Collapsing World!! Coming Apart at the Dreams! Afastando-se dos Seus Sonhos!                                          |
| 0938       | 134        | 41         | 突撃ミアレジム！シトロイドよ永遠に！！ Siege of Miare Gym! Citroid Forever!! The Right Hero for the Right Job! O Herói Certo Para o Trabalho Certo!                                                 |
| 0939       | 135        | 42         | 進撃する巨石！カロス防衛線！！ The Advancing Megalith! The Kalos Line of Defense!! Rocking Kalos Defenses! Abalando as Defesas de Kalos!                                                            |
| 0940       | 136        | 43         | 反撃のジガルデ！カロス最終決戦！！ The Zygarde Counterattack! The Final Decisive Battle of Kalos!! Forming a More Perfect Union! Formando Uma União Perfeita!                                       |
| 0941       | 137        | 44         | はじまりはゼロ！シトロンの決断！！ Starting from Zero! Citron's Decision!! Battling With a Clean Slate! Batalhando Com um Novo Começo!                                                              |
| 0942       | 138        | 45         | サトシとラストバトル！セレナの選択！！ The Last Battle with Satoshi! Serena's Choice!! The First Day of the Rest of Your Life! O Primeiro Dia do Resto da Sua Vida!                                 |
| 0943       | 139        | 46         | さらばサトシゲッコウガ！クセロシキの逆襲！！ Farewell, Satoshi Gekkouga! Xerosicy's Counterattack!! Facing the Needs of the Many! Encarando a Necessidade de Muitos!                                |
| 0944       | 140        | 47         | 終わりなきゼロ！また逢う日まで！！ The Endless Zero! Until the Day We Meet Again!! Till We Compete Again! Até Nós Competirmos de Novo!                                                              |
| Especial 5 | Especial 5 | Especial 5 | XYZの伝説！ The Legend of XYZ! The Legend of X, Y, and Z! A Lenda de X, Y e Z! |
| Especial 6 | Especial 6 | Especial 6 | 最強の二人！シトロンとデン卜！！ The Strongest Duo! Citron and Dent!! |

### 6ª Série: Sol e Lua

#### 20ª Temporada - Pokémon: Sol e Lua
| #    | ##  | ### | Título no Japão Título nos Estados Unidos Título no Brasil |
| ---- | --- | --- | --- |
| 0945 | 001 | 01  | アローラ！はじめての島、はじめてのポケモンたち！！ Alola! The Starting Island, the Starter Pokémon!! Alola to New Adventure! Alola à Novas Aventuras!                         |
| 0946 | 002 | 02  | 守り神カプ・コケコ登場！挑戦、オレたちのZワザ！！ The Guardian Deity Kapu-Kokeko Appears! Challenge, Our Z-Move!! The Guardian's Challenge! O Desafio do Guardião!            |
| 0947 | 003 | 03  | よロトしく、ボク、ロトム図鑑ロト！ Hello, Roto, I'm the Rotom Pokédex, Roto! Loading the Dex! Carregando o Dex!                                                               |
| 0948 | 004 | 04  | モクロー登場！アローラでポケモンゲットだぜ！！ It's Mokuroh! Catching Pokémon in Alola!! First Catch in Alola, Ketchum-Style! A Primeira Captura em Alola, no Estilo Ketchum! |
| 0949 | 005 | 05  | アシマリ、がんバルーン！ Ashimari, Give it Your bALLoon! Yo, Ho, Ho! Go, Popplio! Bolhas, Bolhas! Vai Popplio!                                                                |
| 0950 | 006 | 06  | びりびりちくちくトゲデマル！ The Shocking and Prickly Togedemaru! A Shocking Grocery Run! Ida Eletrizante ao Mercado!                                                         |
| 0951 | 007 | 07  | 市場の風来坊ニャビー！ The Vagabond in the Market, Nyabby! That's Why the Litten is a Scamp! É Por Isso Que Litten é um Rebelde!                                              |
| 0952 | 008 | 08  | タマゴ係はだ〜れだ？ Who'll Be in Charge of the Egg? Lillie's Egg-xhilarating Challenge! O Desafio Ovocionante da Lílian!                                                     |
| 0953 | 009 | 09  | ぬしポケモンはデカグース！ The Leader Pokémon is Dekagoose! To Top a Totem! Para Derrotar um Totem!                                                                           |
| 0954 | 010 | 10  | 出るかZワザ！大試練への挑戦！！ Will the Z-Move Work! Challenge the Grand Trial!! Trial and Tribulation! Prova e Tribulação!                                                  |
| 0955 | 011 | 11  | サトシ、カキんちに行く！ Satoshi Visits Kaki! Young Kiawe Had a Farm! O Jovem Kiawe Tinha Uma Fazenda!                                                                        |
| 0956 | 012 | 12  | 課外授業はヒドイデ！？ The Extracurricular Lesson is Hidoide!? The Sun, the Scare, the Secret Lair! O Sol, o Medo, o Esconderijo Secreto!                                     |
| 0957 | 013 | 13  | アローラパンケーキ大レース！ The Big Alola Pancake Race! Racing to a Big Event! Correndo Para um Grande Evento!                                                               |
| 0958 | 014 | 14  | 勇気の結晶、リーリエとロコン！ The Crystal of Courage, Lilie and Rokon! Getting to Know You! Conhecendo-nos Melhor!                                                           |
| 0959 | 015 | 15  | 爪あとの丘、イワンコとルガルガン！！ The Clawed Hill, Iwanko and Lugarugan!! Rocking Clawmark Hill! Agitos na Colina da Marca de Garra!                                       |
| 0960 | 016 | 16  | 小さな三匹、大きな冒険！ A Small Trio on a Big Adventure!! They Might Not Be Giants! Aventuras Sem Treinadores!                                                               |
| 0961 | 017 | 17  | アローラ探偵ロトム！消えたクリスタルの謎！！ Alola Detective Rotom! The Mystery of the Missing Crystal!! Crystal-Clear Sleuthing! Uma Investigação Cristalina!                |
| 0962 | 018 | 18  | マジィ！？マオのお料理大作戦！ Really!? Mao's Great Cooking Operation! A Seasoned Search! Uma Busca Temperada!                                                                |
| 0963 | 019 | 19  | 電撃猛特訓！カプ・コケコとの再戦！！ Intense Electrifying Training! Rematch with Kapu-Kokeko!! A Guardian Rematch! Uma Revanche Com o Guardião!                               |
| 0964 | 020 | 20  | サトシとピカチュウ、二人の約束 Satoshi and Pikachu, the Promise between Them Partner Promises! Promessas Parceiras!                                                           |
| 0965 | 021 | 21  | ニャビー、旅立ちの時！ Nyabby, Time to Begin the Journey! One Journey Ends, Another Begins... Uma Jornada Termina e Outra Começa...!                                          |
| 0966 | 022 | 22  | スコップに要注意！！！ Beware of Shovels!!! A Shivering Shovel Search! Uma Busca Pela Pá... de Arrepiar!                                                                      |
| 0967 | 023 | 23  | 衝撃！ダグトリオ解散！？ Shocking! Dugtrio Split Up!? Getting the Band Back Together! Reunindo a Banda!                                                                       |
| 0968 | 024 | 24  | アローラ！はじめての授業参観！！ Alola! The First Visiting Day!! Alolan Open House! Portas Abertas de Alola!                                                                  |
| 0969 | 025 | 25  | クリスタル争奪戦！ロケット団対スカル団！！ Fighting for a Crystal! Rocket-dan VS Skull-dan!! A Team-on-Team Tussle! Uma Batalha Entre Equipes!                                |
| 0970 | 026 | 26  | さよならマーマネ！ Farewell, Mamane! So Long, Sophocles! Tchau, Chris! |
| 0971 | 027 | 27  | 出でよ！紅き眼差しルガルガン！！ Come Forth! The Red, Red Gaze of Lugarugan!! A Glaring Rivalry! Uma Rivalidade de Olhares!                                                   |
| 0972 | 028 | 28  | 熱闘ポケベース！ねらえ逆転ホームラン！！ The Fierce Pokébase Match! Aim for a Home Run to Turn the Tide!! Pulling Out the Pokémon Base Pepper! O Jogo de Pokémon Beisebol!    |
| 0973 | 029 | 29  | ネマシュの森であなたも寝ましゅ？ Are You Going to Have a Nap-masyu in the Nemasyu Forest Too? Lulled to La-La Land! No Mundo dos Sonhos!                                      |
| 0974 | 030 | 30  | リーリエ、ピカチュウをかわいがってあげてね Lilie, Take Good Care of Pikachu The Ol' Raise and Switch! A Troca dos Pokémon!                                                    |
| 0975 | 031 | 31  | ライチ登場！泣いて笑って、島クイーン！！ Lychee Appears! Laugh and Cry, Island Queen!! The Island Whisperer! A Encantadora da Ilha!                                           |
| 0976 | 032 | 32  | お宝発見！ムーランドサーチ！！ Treasure Found! Mooland Search!! Treasure Hunt, Akala Style! Caça ao Tesouro ao Estilo de Akala!                                               |
| 0977 | 033 | 33  | ヨワシ強し、池のぬし！ Yowashi the Powerhouse, Leader of the Lake! Big Sky, Small Fry! Grande Céu, Peixe Pequeno!                                                             |
| 0978 | 034 | 34  | 炎のバトル！ガラガラあらわる！！ Battle of Fire! Garagara Appears!! A Crowning Moment of Truth! A Hora Principal da Verdade!                                                  |
| 0979 | 035 | 35  | カレーなバトル！ラランテスの舞！！ A Beautiful Curry Battle! The Dance of Lalantes!! Currying Favor and Flavor! Desafios e Sabores!                                           |
| 0980 | 036 | 36  | ライチの大試練！一番ハードなポケモン勝負！！ Lychee's Grand Trial! The Hardest Pokémon Match!! Trials and Determinations! Provas e Determinações!                             |
| 0981 | 037 | 37  | イワンコといのちの遺跡の守り神！ Iwanko and the Guardian Deity of the Ruins of Life! Rising from the Ruins! Evolução nas Ruínas!                                              |
| 0982 | 038 | 38  | ミミッキュのばけのかわ！ Mimikkyu's Disguise! Mimikyu Unmasked! Milmikyu Desmascarado!                                                                                        |
| 0983 | 039 | 39  | 家出のマオとヤレユータン！ Mao Runs Away from Home and Yareyuutan! Mallow and the Forest Teacher! Lulú e a Lição na Floresta!                                                 |
| 0984 | 040 | 40  | アシマリ、オシャマリ、いかりのダダリン！ Ashimari, Osyamari, and the Anch-gry Dadarin! Balloons, Brionne, and Belligerence! Bolhas, Brionne e Batalha!                        |
| 0985 | 041 | 41  | ダッシュ！デンヂムシ Dash! Dendimushi Mounting an Electrifying Charge! Uma Corrida Eletrizante!                                                                               |
| 0986 | 042 | 42  | カントーでアローラ！タケシとカスミ！！ Alola at Kanto! Takeshi and Kasumi!! Alola, Kanto!                                                                                     |
| 0987 | 043 | 43  | ジムバトル！Ｚワザ対メガシンカ！！ Gym Battle! Z-Move VS Mega Evolution!! When Regions Collide! Quando Regiões se Enfrentam!                                                  |

#### 21ª Temporada - Pokémon: Sol e Lua: Ultra Aventuras
| #    | ##  | ### | Título no Japão Título nos Estados Unidos Título no Brasil |
| ---- | --- | --- | --- |
| 0988 | 044 | 01  | サトシのほしぐも！不思議な出会い！！ Satoshi and Hoshigumo! Mysterious Encounter!! A Dream Encounter! Um Encontro dos Sonhos!                                                  |
| 0989 | 045 | 02  | ほしぐもパニック！テレポートは突然に！！ Hoshigumo Panic! A Sudden Teleport!! Now You See Them, Now You Don't! Cadê? Sumiu!                                                    |
| 0990 | 046 | 03  | 変身メタモン、探すんだモン！ The Shapeshifting Metamon, Find that 'mon! Deceiving Appearances! As Aparências Enganam!                                                          |
| 0991 | 047 | 04  | グラジオとシルヴァディ！戒めの仮面！！ Glazio and Silvady! The Mask of Punishment!! A Masked Warning! Um Alerta Mascarado!                                                     |
| 0992 | 048 | 05  | ゼンリョクポーズでお泊まり会！ Full Force Pose at the Sleepover! Night of a Thousand Poses! A Noite das Mil Poses!                                                             |
| 0993 | 049 | 06  | リーリエとシルヴァディ、よみがえる記憶！ Lilie and Silvady, the Resurrected Memory! Mission: Total Recall! Missão: Lembranças!                                                 |
| 0994 | 050 | 07  | ザオボーの逆襲！さらわれたほしぐも！！ Sauboh's Counterattack! The Kidnapped Hoshigumo!! Faba's Revenge! A Vingança de Fábio!                                                  |
| 0995 | 051 | 08  | がんばリーリエ！決意の家出！！ Lively Lilie! A Determined Runaway!! Family Determination! Determinação em Família!                                                             |
| 0996 | 052 | 09  | 日輪の祭壇！ソルガレオ降臨！！ The Altar of the Sun! Solgaleo Descends!! Revealing the Stuff of Legend! Revelando a Lenda!                                                     |
| 0997 | 053 | 10  | 急げ！ルザミーネ救出大作戦！！ Hurry! The Great Lusamine Rescue Operation!! Rescuing the Unwilling! Resgatando a Teimosa!                                                      |
| 0998 | 054 | 11  | 輝けZパワーリング！超ゼンリョクの1000まんボルト！！ Shine, Z-Power Ring! Super Full-Force 10,000,000 Volts!! 10,000,000 Reasons to Fight! 10 Milhões de Motivos Para Batalhar! |
| 0999 | 055 | 12  | ありがとうソルガレオ！俺たちのほしぐも！！ Thank You, Solgaleo! Our Hoshigumo!! The Professors' New Adventure! A Nova Aventura dos Professores!                                |
| 1000 | 056 | 13  | 寝る子は強い、ネッコアラの秘密！ The Strong Sleeper, Nekkoara's Secret! Let Sleeping Pokémon Lie! O Pokémon Dorminhoco!                                                        |
| 1001 | 057 | 14  | ロトム、フォルムチェンジが止まらない！ Rotom, Can't Stop the Form Change! The Dex Can't Help It! O Rotom Está Fora de Controle!                                                |
| 1002 | 058 | 15  | 泣かないでヒドイデ！ Don't Cry, Hidoide! Fighting Back the Tears! Lutando Para Não Chorar!                                                                                     |
| 1003 | 059 | 16  | マオとスイレン、にがあまメモリーズ！ Mao and Suiren, the Bittersweet Memories! Tasting the Bitter with the Sweet! Provando o Azedo e o Doce!                                   |
| 1004 | 060 | 17  | リーリエ飛びます！ポケゾリジャンプ大会！！ Lilie Soars Through the Air! The PokéSled Jump Tournament!! Getting a Jump on the Competition! Com Vantagem na Competição!          |
| 1005 | 061 | 18  | 出動！僕らのウルトラガーディアンズ！！ Set Off! Our Ultra Guardians!! A Mission of Ultra Urgency! Uma Missão de Ultraurgência!                                                 |
| 1006 | 062 | 19  | 悪のニャースはアローラニャース！？ The Evil Nyarth is an Alolan Nyarth!? Acting True to Form! Agindo Como se Espera!                                                           |
| 1007 | 063 | 20  | 燃え上がれニャビー！打倒ガオガエン！！ Blaze, Nyabby! Overthrow Gaogaen!! Pushing the Fiery Envelope! Chegando ao Limite!                                                      |
| 1008 | 064 | 21  | サトシとナゲツケサル！友情のタッチダウン！！ Satoshi and Nagetukesaru! Touchdown of Friendship!!                                                                               |
| 1009 | 065 | 22  | イリマとイーブイまイリマす！！ Ilima and Eievui IliMake Their Entrance!! Turning Heads and Training Hard! Chamando a Atenção e Treinando Muito!                                |
| 1010 | 066 | 23  | スケッチでスマッシュ！激闘ポケピンポン！ Smash with Sketch! The Fierce Fighting Poké-Ping Pong! Smashing with Sketch! Smash Com Rascunho!                                      |
| 1011 | 067 | 24  | ピカピカだいすき！くるくるベベノム！！ Shining Love! Spinning Bevenom!! Love at First Twirl! Amor à Primeira Rodada!                                                           |
| 1012 | 068 | 25  | お仕事体験！ポケモンセンター24時！！ Work Experience! 24-Hour Pokémon Center!! Real Life...Inquire Within! Vida Real... Contrata-se!                                           |
| 1013 | 069 | 26  | 輝け星舟テッカグヤ！ The Shining Starship Tekkaguya! Rise and Shine, Starship! Hora de Acordar, Nave!                                                                          |
| 1014 | 070 | 27  | 牧場を守れ！逆襲の蒼き炎！！ Protect the Ranch! The Blue Flame's Counterattack!! The Young Flame Strikes Back! A Jovem Chama Volta a Atacar!                                   |
| 1015 | 071 | 28  | シズクモ、スイレンゲットだぜ！ Shizukumo, Get Suiren! Dewpider Ascending! Capturando a Vitória!                                                                                |
| 1016 | 072 | 29  | パンパカパーン！燃えよマオファミリー！！ Ta-ta-ta-dough! Fire it Up, Mao's Family!! Sours for the Sweet! Adoçando o Que é Azedo!                                               |
| 1017 | 073 | 30  | ロケット団の島めぐり！？Zリングをゲットせよ！！ Rocket-dan's Island-Visiting!? Get the Z-Ring!! Why Not Give Me a Z-Ring Sometime? Por Que Não Me Dá Uma Pulseira Z?!          |
| 1018 | 074 | 31  | ちょーワルおやじはしまキング！？ The Big Old Thug is an Island King!? Tough Guy Trials! Provas Para os Melhores!                                                               |
| 1019 | 075 | 32  | カプ・ブルル！ぐーたらモー特訓！！ Kapu-Bulul! Intense Lazy Training!! Some Kind of Laziness! Um Pouco de Preguiça!                                                            |
| 1020 | 076 | 33  | スーパー決戦！ピカチュウVSミミッキュ！！ Super Decisive Battle! Pikachu VS Mimikkyu!! A Battle Hand-Off! Uma Batalha Adiada!                                                   |
| 1021 | 077 | 34  | クチナシの大試練！ルガルガン覚醒！！ Kuchinashi's Grand Trial! Lugarugan Awakens!! Guiding an Awakening! Guiando o Autocontrole!                                               |
| 1022 | 078 | 35  | 激突ウルトラビースト！ドンドンバチバチ大作戦！！ Ultra Beast Clash! The Great Crackling Rumble Operation!! Twirling with a Bang! Girando e Brilhando!                          |
| 1023 | 079 | 36  | メテノとベベノム、星空に消えた約束！ Meteno and Bevenom, the Promise that Disappeared into the Starry Sky! Showering the World with Love! Enchendo o Mundo de Amor!            |
| 1024 | 080 | 37  | サンドの嵐！氷穴のダブルバトル！！ Sand's Storm! Ice Cave Double Battle!! Not Caving Under Pressure! Uma Aventura Cavernosa!                                                   |
| 1025 | 081 | 38  | アローラの若き炎！ロイヤルサトシ誕生！！ Alola's Young Fire! Royal Satoshi's Birth!! A Young Royal Flame Ignites! Uma Nova Chama Real!                                         |
| 1026 | 082 | 39  | ダンスダンスで進化せんか？ Dance Dance in Evolution? All They Want to Do is Dance Dance! A Dança da Evolução!                                                                  |
| 1027 | 083 | 40  | サトシ、ちいさくなる Satoshi Becomes Small Dummy, You Shrunk the Kids! Olha, Encolhi as Crianças!                                                                              |
| 1028 | 084 | 41  | 家族のカタチ、ベベノムのキモチ！ The Shape of Family, Bevenom's Feelings! The Shape of Love to Come! Um Mistério Artístico!                                                    |
| 1029 | 085 | 42  | トンデノボッテ、ツンデツンデ！ Leap and Climb, Tundetunde! The Long Vault Home! O Longo Salto de Volta Para Casa!                                                              |
| 1030 | 086 | 43  | ココにきめた！ポケモン湯けむりパラダイス！！ I Choose Here! Pokémon Hot Spring Paradise!! I Choose Paradise! Eu Escolho o Paraíso!                                             |
| 1031 | 087 | 44  | アローラの危機！かがやきを喰らう闇！！ A Crisis in Alola! The Darkness that Devours Radiance!! Filling the Light with Darkness! Enchendo a Luz Com Escuridão!                  |
| 1032 | 088 | 45  | ルナアーラ対UB:BLACK！満月の戦い！！ Lunala VS UB:BLACK! A Full Moon Battle!! Full Moon and Many Arms! A Escuridão Envolvente!                                                 |
| 1033 | 089 | 46  | 光と闇のプリズム、その名はネクロズマ！！ The Prism of Light and Darkness - Its Name is Necrozma!! The Prism Between Light and Darkness! O Prisma Entre a Luz e a Escuridão!    |
| 1034 | 090 | 47  | 未来へつなげ！かがやきさまの伝説！！ Connect to the Future! The Legend of the Radiant One!! Securing the Future! Protegendo o Futuro!                                          |
| 1035 | 091 | 48  | 大量発生チュウ！ピカチュウのたに！！ It's a Pikachu Outbreak! The Pikachu Valley!! A Plethora of Pikachu! Um Montão de Pikachu!                                                |
| 1036 | 092 | 49  | ククイ絶体絶命！もう一人のロイヤルマスク！！ Kukui's Desperate Situation! Another Royal Mask!! Turning the Other Mask! Um Encontro Real!                                       |

#### 22ª Temporada - Pokémon: Sol e Lua: Ultra Lendas
| #    | ##  | ### | Título no Japão Título nos Estados Unidos Título no Brasil |
| ---- | --- | --- | --- |
| 1037 | 093 | 01  | 勇者リリエルとアローラの杖！ The Hero Lilier and the Staff of Alola! Lillier and the Staff! Lílianete e o Bastão!                                                                  |
| 1038 | 094 | 02  | ゴーストポケモン大集合！みんなのお化け屋敷！！ Great Gathering of Ghost Pokémon! Everyone's Haunted House!! A Haunted House for Everyone! Uma Casa Mal-Assombrada Para Todo Mundo! |
| 1039 | 095 | 03  | ヴェラ火山、ゴローンゴローニャやまおとこ！ Wela Volcano, Golone, Golonya, and the Mountaineers! Sparking Confusion! Uma Perturbação Elétrica!                                      |
| 1040 | 096 | 04  | ロケット団とヌイコグマ！ Rocket-dan and Nuikoguma! Don't Ignore the Small Stufful! Em Busca de Stufful!                                                                            |
| 1041 | 097 | 05  | 匠のフクスロー！！！眠りのモクローzzz Fukuthrow the Artisan!!! Sleeping Mokuroh zzz No Stone Unturned! Não Deixar Pedra Sobre Pedra!                                               |
| 1042 | 098 | 06  | コンビ解散！？サトシとロトム Splitting Up the Combination!? Satoshi and Rotom Bright Lights, Big Changes! Holofotes Brilhantes e Grandes Mudanças!                                 |
| 1043 | 099 | 07  | イーブイどこいくの？あのコに会いにどこまでも！ Eievui, Where Are You Going? To Go Anywhere to Meet Up! We Know Where You're Going, Eevee! Sabemos Para Onde Está Indo, Eevee!      |
| 1044 | 100 | 08  | 風を断つ稲妻！その名はゼラオラ！！ The Lighting Bolt that Severs the Wind! Its Name is Zeraora!! Battling the Beast Within! Enfrentando a Criatura Inferior!                       |
| 1045 | 101 | 09  | 放て！友情のツインスパーキングギガボルト！！ Fire! The Twin Sparking Gigavolt of Friendship!! Parallel Friendships! Amizades Paralelas!                                            |
| 1046 | 102 | 10  | アローラでアローラ！ タケシとカスミ！！ Alola at Alola! Takeshi and Kasumi!! Alola, Alola!                                                                                         |
| 1047 | 103 | 11  | 岩をも砕く熱きハート！ライチとタケシ！！ A Passionate Heart That Can Smash Even Rock! Lychee and Takeshi!! Heart of Fire! Heart of Stone! Coração de Fogo, Coração de Pedra!       |
| 1048 | 104 | 12  | ポニ島の自由研究！しまキングをさがせ！！ Poni Island Research Project! Search for the Island King!! That's Some Spicy Island Research! Uma Pesquisa Apimentada!                    |
| 1049 | 105 | 13  | ルガルガン決戦！サトシVSグラジオ！！ Decisive Lugarugan Battle! Satoshi VS Glazio!! Showdown on Poni Island! Confronto na Ilha Poni!                                               |
| 1050 | 106 | 14  | 海あり谷あり！ポケモン進化大特訓！！ We Have a Sea and We Have a Valley! Great Intensive Pokémon Evolution Training!! Evolving Research! Pesquisa em Evolução!                     |
| 1051 | 107 | 15  | 走れカキ！己を超えて！！ Run Kaki! Surpass Yourself!! Run, Heroes, Run! Corram, Heróis, Corram!                                                                                    |
| 1052 | 108 | 16  | カプ・レヒレの霧の中で Inside Kapu-Rehire's Mist Memories in the Mist! Lembranças na Névoa!                                                                                        |
| 1053 | 109 | 17  | しまクイーン誕生！サトシの大試練！！ The Birth of an Island Queen! Satoshi's Grand Trial!! A Grand Debut! Uma Grande Estreia!                                                      |
| 1054 | 110 | 18  | ポケゴルフでホールインワン！ Hole in One at PokéGolf! Keeping Your Eyes on the Ball! De Olho na Bola!                                                                              |
| 1055 | 111 | 19  | アローラ上陸！タルタルメタルパニック！！ Arrival in Alola! Dripping Metal Panic!! Show Me the Metal! Um Banquete Metálico!                                                         |
| 1056 | 112 | 20  | 新種発見！メルタン、ゲットだぜ！！ Discovering a New Species! Get, Meltan! Got Meltan? Uma Amizade Forte Como Metal!                                                               |
| 1057 | 113 | 21  | 新番組！？小さなコイキングのメロディ A New Program!? Melody of the Small Koiking This Magik Moment! O Momento Mágiko!                                                              |
| 1058 | 114 | 22  | ビューティー・アンド・ニャース！ Beauty and Nyarth! Beauty is Only Crystal Deep! As Aparências Enganam!                                                                            |
| 1059 | 115 | 23  | 破壊の帝王グズマ！ Emperor of Destruction Guzma! The Dealer of Destruction! O Agente da Destruição!                                                                                |
| 1060 | 116 | 24  | リーリエと秘密の機巧姫！ Lilie and the Secret Mechanical Princess! The Secret Princess! A Princesa Secreta!                                                                        |
| 1061 | 117 | 25  | シェイミ、メルタン、ナギサ！迷子の探検隊！！ Shaymin, Meltan, Nagisa! The Lost Explorers!! Drawn with the Wind! E o Vento Carregou!                                                |
| 1062 | 118 | 26  | 最上階を目指せ！爆音のドラゴンジム！！ Aim for the Top Floor! The Explosive Dragon Gym!! Aiming for the Top Floor! O Mais Alto Degrau da Fama!                                     |
| 1063 | 119 | 27  | 超速のクワガノン！マーマネ覚醒！！ Super Fast Kuwagannon! The Awakening of Mamane!! A High-Speed Awakening! Um Despertar Veloz!                                                    |
| 1064 | 120 | 28  | スイレン、カイオーガを釣る！？ Suiren Fishes a Kyogre!? The One That Didn't Get Away! O Resgate de Kyogre!                                                                         |
| 1065 | 121 | 29  | マオ奮闘！森のポケモンカフェ！！ Mao's Valiant Effort! The Forest Pokémon Café!! A Recipe for Success! Uma Receita de Sucessos!                                                    |
| 1066 | 122 | 30  | 監視します！ロケット団アローラのすがた！！ You're Being Watched! Rocket-dan's Alola Forms!! Spying for the Big Guy! Espionando Para o Chefão!                                      |
| 1067 | 123 | 31  | Zワザを極めろ！灼熱のカキ合宿！！ Master the Z-Move! Kaki's Fierce Boot Camp!! A Fiery Training Camp Trick! Um Treinamento Incandecente!                                           |
| 1068 | 124 | 32  | 斬れ味バツグン！カミツルギ見参！！ Perfect Sharpness! Kamiturugi has Arrived!! Living on the Cutting Edge! Vivendo no Fio da Navalha!                                              |
| 1069 | 125 | 33  | サトシ、時を超えた出会い！ Satoshi, Encounter Beyond Time! A Timeless Encounter! Um Encontro Atemporal!                                                                            |
| 1070 | 126 | 34  | ピカチュウのドキドキ探検隊！ Pikachu's Exciting Expedition! Pikachu's Exciting Adventure! A Emocionante Aventura de Pikachu!                                                       |
| 1071 | 127 | 35  | グラジオとリーリエ！父の幻影を追って！！ Glazio and Lilie! Chasing a Father's Phantom!! Chasing Memories, Creating Dreams! Buscando Lembranças, Criando Sonhos!                    |
| 1072 | 128 | 36  | 開幕！アローラポケモンリーグ！！ The Curtain Rises! The Alola Pokémon League!! League Offenders and Defenders! Atacantes e Defensores da Liga!                                     |
| 1073 | 129 | 37  | 大乱闘！バトルロイヤル151！！ The Great Fray! Battle Royal 151!! Battle Royal 151! Batalha Real 151!                                                                               |
| 1074 | 130 | 38  | マオとスイレン！友情のゼンリョクバトル！！ Mao and Suiren! Super Full-Force Friendship Battle!! Battling Besties! Amigos de Batalha!                                               |
| 1075 | 131 | 39  | ムサシVSコジロウ！愛と真実のバトルフィールド！！ Musashi VS Kojirō! Battlefield of Truth and Love!! The Battlefield of Truth and Love! Batalhando Por Verdade e Amor!              |
| 1076 | 132 | 40  | ジュナイパーを攻略せよ！ Overcome Junaiper! Imitation Is the Sincerest Form of Strategy! Imitação é a Forma Mais Sincera de Estratégia!                                            |
| 1077 | 133 | 41  | 鳥上決戦！ブレイブバードVSゴッドバード！！ Bird Battle! Brave Bird VS God Bird!! Battling on the Wing! Batalhando nas Alturas!                                                     |
| 1078 | 134 | 42  | みんなゼンリョク！準決勝への道！！ Everyone's Fully Powered! The Road to the Semifinals!! The Road to the Semifinals! A Caminho das Semifinais!                                    |
| 1079 | 135 | 43  | 準決勝！カキVSグラジオ！！ The Semifinals! Kaki VS Glazio!! The Final Four! Os Finalistas!                                                                                         |
| 1080 | 136 | 44  | 燃え上がる炎！ライバルはひとりじゃない！！ Rising Fire! There's More Than One Rival!! Getting Down to The Ire! Cedendo a Ira!                                                      |
| 1081 | 137 | 45  | 無敗の帝王グズマ！ Undefeated Emperor Guzma! The Wisdom Not to Run!‎ Sabedoria Para Não Fugir!                                                                                      |
| 1082 | 138 | 46  | 決勝戦！最強ライバル対決！！ The Finals! The Strongest Rival Showdown!! Final Rivals! Rivais Finais!                                                                               |
| 1083 | 139 | 47  | 誕生！アローラの覇者！！ Birth! The Alola Champion!! Enter the Champion! Eis o Campeão!                                                                                            |
| 1084 | 140 | 48  | アクジキング襲来！Zワザ大決戦！！ Akuziking Invasion! The Great Z-Move Battle!! Z-Move Showdown! Confronto de Movimentos Z!                                                        |
| 1085 | 141 | 49  | ファイナルバトル！サトシ対ククイ！！ Final Battle! Satoshi VS Kukui!! Exhibition Unmasked! Exibição Desmascarada!                                                                  |
| 1086 | 142 | 50  | 燃える！みなぎる！！フルバトル！！！ Burn! Swell Up!! Full Battle!!! A Full Battle Bounty! Um Festival de Batalhas!                                                                |
| 1087 | 143 | 51  | 決着！ガオガエンVSニャヒート！！ Conclusion! Gaogaen VS Nyaheat!! Fiery Surprises! Surpresas Ardentes!                                                                             |
| 1088 | 144 | 52  | アローラ最強のZ！カプ・コケコVSピカチュウ！！ Alola's Strongest Z! Kapu-Kokeko VS Pikachu!! From Z to Shining Z! Movimentos de A a Z!                                              |
| 1089 | 145 | 53  | 太陽と月と、みんなの夢！ The Sun, the Moon, and Everyone's Dreams! Dreams of the Sun and Moon! Sonhando Com o Sol e a Lua!                                                         |
| 1090 | 146 | 54  | ありがとうアローラ！それぞれの旅立ち！！ Thank You, Alola! Respective Departures!! Thank You, Alola! The Journey Continues! Obrigado, Alola! E a Jornada Continua!                 |

### 7ª Série: Jornadas

#### 23ª Temporada - Pokémon: Jornadas
| #    | ##  | ### | Título no Japão Título nos Estados Unidos Título no Brasil |
| ---- | --- | --- | --- |
| 1091 | 001 | 01  | ピカチュウ誕生！ Pikachu is Born! Enter Pikachu! A Chegada de Pikachu!                                                                                              |
| 1092 | 002 | 02  | サトシとゴウ、ルギアでゴー！ Satoshi and Go, Let's Go by Lugia! Legend? Go! Friends? Go! Lendário, Sim! Amigos, Sim!                                                |
| 1093 | 003 | 03  | フシギソウってフシギだね？ Fushigisou, Isn't it Mysterious? Ivysaur's Mysterious Tower! A Torre Misteriosa de Ivysaur!                                              |
| 1094 | 004 | 04  | 行くぜガラル地方！ヒバニーとの出会い！！ Let's Go to the Galar Region! An Encounter with Hibanny!! Settling the Scorbunny! Acertando as Contas!                     |
| 1095 | 005 | 05  | カビゴン巨大化！？ダイマックスの謎！！ Kabigon Became Gigantic!? The Mystery of Daimax!! Mind-Boggling Dynamax! Dynamax Surpreendente!                              |
| 1096 | 006 | 06  | ポケモン大量ゲットだぜ！ミュウへの道！！ Catch a Lot of Pokémon! The Path to Mew!! Working My Way Back to Mew! Não Desistirei de Mew!                               |
| 1097 | 007 | 07  | 激闘のホウエン地方！挑戦バトルフロンティア！！ The Hoenn Region, Site of Fierce Fights! The Battle Frontier Challenge!! Serving Up the Flute Cup! A Copa da Flauta! |
| 1098 | 008 | 08  | 負けるなポッチャマ！シンオウ地方の流氷レース！！ Don't Lose, Pochama! The Drift Ice Race in the Sinnoh Region!! The Sinnoh Iceberg Race! A Corrida do Iceberg!      |
| 1099 | 009 | 09  | あの日の誓い！ジョウト地方のホウオウ伝説！！ The Promise We Made that Day! The Houou Legend of the Johto Region!! Finding a Legend! Encontrando Uma Lenda!          |
| 1100 | 010 | 10  | カイリューの楽園、ハクリューの試練！ The Kairyu Paradise and Hakuryu's Ordeal! A Test in Paradise! Um Teste no Paraíso!                                             |
| 1101 | 011 | 11  | コハルとワンパチと、時々、ゲンガー Koharu, Wanpachi, and Sometimes Gangar Too Best Friend...Worst Nightmare! Melhor Amigo.. Pior Pesadelo!                          |
| 1102 | 012 | 12  | ダイマックスバトル！最強王者ダンデ！！ Daimax Battle! Dande, The Greatest of Them All!! Flash of the Titans! Batalha de Titãs!                                      |
| 1103 | 013 | 13  | サトシ対ダンデ！最強への道！！ Satoshi VS Dande! The Road to the Strongest!! The Climb to Be the Very Best! A Batalha Para Ser o Melhor!                            |
| 1104 | 014 | 14  | 初イッシュ地方！遺跡でレイドバトル！！ First in the Isshu Region! The Raid Battle at the Ruins!! Raid Battle in The Ruins! Batalha de Reide nas Ruínas!             |
| 1105 | 015 | 15  | 雪の日、カラカラのホネはどこ？ Snow Day, Where is Karakara's Bone? A Snow Day for Searching! Procurando em um Dia de Neve!                                          |
| 1106 | 016 | 16  | 呪われたサトシ…！ Cursed Satoshi...! A Chilling Curse! Uma Maldição Assustadora!                                                                                    |
| 1107 | 017 | 17  | ヒバニー、炎のキック！明日に向かって！！ Hibanny, Use Your Flaming Kick! Face Tomorrow!! Kicking It from Here Into Tomorrow! Chutando Daqui Até Amanhã!             |
| 1108 | 018 | 18  | サトシ参戦！ポケモンワールドチャンピオンシップス！！ Satoshi Participates! The Pokémon World Championships!! Destination: Coronation! Destino, Coroação!            |
| 1109 | 019 | 19  | ワタシはメタモン！ I Am Metamon! A Talent for Imitation! Talento Pra Imitação!                                                                                      |
| 1110 | 020 | 20  | 夢へ向かってゴー！サトシとゴウ！！ Go Towards Your Dream! Satoshi and Go!! Dreams Are Made of These! Sonhos São Feitos Disso!                                       |
| 1111 | 021 | 21  | とどけ波導！サトシと不思議なタマゴ！！ Convey the Wave Guidance! Satoshi and the Mysterious Egg!! Caring for a Mystery! Em Busca de um Mistério!                    |
| 1112 | 022 | 22  | さよなら、ラビフット！ Goodbye, Rabbifoot! Goodbye, Friend! Adeus, Amigo!                                                                                           |
| 1113 | 023 | 23  | 大パニック！サクラギパーク！ A Massive Panic! Sakuragi Park! Panic in the Park! Pânico no Parque!                                                                   |
| 1114 | 024 | 24  | 休め！ロケット団！ Take a Break! Rocket-dan! A Little Rocket R & R! Relaxar e Repousar!                                                                             |
| 1115 | 025 | 25  | 命爆発バトルフェス！VSメガルカリオ！！ A Battle Festival Exploding With Life! VS Mega Lucario!! A Festival Reunion! Uma Reunião no Festival!                        |
| 1116 | 026 | 26  | はねろ！コイキング Jump! Koiking Splash, Dash, and Smash for the Crown! Nade, Pule e Conquiste a Vitória!                                                           |
| 1116 | 026 | 26  | かぶれ！ヤドキング Put it On! Yadoking Slowking's Crowning! Coroação de Slowking!                                                                                   |
| 1117 | 027 | 27  | 英雄伝説！ダンデ最強バトル！！ Legends of Heroes! Dande's Greatest Battle!! Toughing It Out! Resistindo!                                                            |
| 1118 | 028 | 28  | めそめそメッソン Sobbing Messon Sobbing Sobble! Sobble Chorão! |
| 1119 | 029 | 29  | パチパチやきもち！ワンパチのきもち Electrifying Jealousy! Wanpachi's Feelings There's a New Kid in Town! Uma Visita Inesperada!                                     |
| 1120 | 030 | 30  | いやいやピカチュウ、やれやれバリヤード The Reluctant Pikachu and the Exasperated Barrierd Betrayed, Bothered, and Beleaguered! Abandonado e Resgatado!              |
| 1121 | 031 | 31  | ヒンバスのきれいなウロコ Hinbass's Beautiful Scale The Cuteness Quotient! Excesso de Fofura!                                                                        |
| 1122 | 032 | 32  | セレビィ 時を超えた約束 Celebi: A Timeless Promise Time After Time! Uma Viagem Pelo Tempo!                                                                          |
| 1123 | 033 | 33  | ポケモン交換しませんか？ Would You Like To Do a Pokémon Trade? Trade, Borrow, and Steal! Trocar, Emprestar e Surrupiar!                                             |
| 1124 | 034 | 34  | 孤高の闘士サイトウ！オトスパスの脅威！！ The Solitary Fighter Saitou! The Threatening Otosupus!! Solitary and Menacing! Solitária e Ameaçadora!                     |
| 1125 | 035 | 35  | ピカチュウ、ゲットだぜ！！ Get Pikachu!! Gotta Catch a What?! Temos Que Pegar o Quê?!                                                                               |
| 1126 | 036 | 36  | サトシとゴウ、砂地獄から這い上がれ！ Satoshi and Go, Crawl Up From the Sand Hell! Making Battles in the Sand! Batalhando na Areia!                                  |
| 1127 | 037 | 37  | ただいま、はじめましてアローラ！ I'm Back, Nice to Meet You, Alola! That New Old Gang of Mine! A Minha Antiga Turma!                                                |
| 1128 | 038 | 38  | 奇跡の復元、化石のポケモン！ Miracle Restoration, the Fossil Pokémon! Restore and Renew! Restaurar e Renovar!                                                       |
| 1129 | 039 | 39  | サトシ対サイトウ！ 攻略たこがため！！ Satoshi VS Saitou! Conquer the Octopus Hold!! Octo-Gridlock at the Gym! Chave de Tentáculos no Ginásio!                       |
| 1130 | 040 | 40  | VSサンダー！伝説レイドバトル！！ VS Thunder! A Legendary Raid Battle!! A Crackling Raid Battle! Uma Batalha de Reide Eletrizante!                                   |
| 1131 | 041 | 41  | ピカチュウ アテレコ大作戦！ The Great Pikachu Dubbing Operation! Pikachu Translation Check... Traduzindo Pikachu!                                                   |
| 1131 | 041 | 41  | 半分、ヌマクロー。 Half a Numacraw Up to Your Neck! Até o Pescoço!                                                                                                  |
| 1132 | 042 | 42  | ソード&シールドⅠ 「まどろみの森」 Sword & Shield I - Slumbering Forest Sword and Shield, Slumbering Weald! Espada e Escudo: Arvoredo Adormecido!                    |
| 1133 | 043 | 43  | ソード&シールドⅡ 「ブラックナイト」 Sword & Shield II - Black Night Sword and Shield: The Darkest Day! Espada e Escudo: O Dia Mais Sombrio!                         |
| 1134 | 044 | 44  | ソード&シールドⅢ 「ムゲンダイナ」 Sword & Shield III - Mugendina Sword and Shield: "From Here to Eternatus!" Espada e Escudo: Daqui Até Eternatus!                  |
| 1135 | 045 | 45  | ソード&シールドⅣ 「最強の剣と盾」 Sword & Shield IV - The Ultimate Sword and Shield Sword and Shield... The Legends Awaken! Espada e Escudo: A Lenda Desperta!      |
| 1136 | 046 | 46  | バトル＆ゲット！ミュウツーの復活 Battle and Catch! The Revival of Mewtwo Getting More Than You Battled For! É Muito Mais do Que Você Esperava!                      |
| 1137 | 047 | 47  | ポケモンチャンピオン！大食い王決定戦！！ Pokémon Champion! The Battle of Big Eaters!! Crowning the Chow Crusher! Coroando o Comilão!                                |
| 1138 | 048 | 48  | ほぼほぼピカチュウ危機一髪！ A Close Call with Practically Pikachu! A Close Call... Practically! São Iguais... Praticamente!                                        |

#### 24ª Temporada - Pokémon: Jornadas de Mestre
| #    | ##  | ### | Título no Japão Título nos Estados Unidos Título no Brasil |
| ---- | --- | --- | --- |
| 1139 | 049 | 01  | コハルと不思議な不思議なイーブイ！ Koharu and the Mysterious, Mysterious Eievui! To Train, or Not to Train! Treinar, ou Não Treinar!                                                               |
| 1140 | 050 | 02  | ガラルの化石！がっちゃんこ！！ Galar Fossils! Stick 'Em Together!! A Pinch of This, a Pinch of That! Uma Pitada Disso, Uma Pitada Daquilo!                                                         |
| 1141 | 051 | 03  | カモネギ大いなる試練！ Kamonegi's Great Trials! Trials of a Budding Master! Desafios de um Mestre em Formação!                                                                                     |
| 1142 | 052 | 04  | 農業体験！ディグダはどこだ！？ Agricultural Experience! Where is Digda!? How Are You Gonna Keep 'Em Off of the Farm?! Como Afastar Pokémon de Uma Fazenda?!                                        |
| 1143 | 053 | 05  | 伝説ゲット！？水の守護神スイクンを探せ！！ Catch the Legend!? Find the Guardian of Water - Suicune!! Healing the Healer! Curando o Curandeiro!                                                     |
| 1144 | 054 | 06  | メッソン・イン・ポッシブル！ Messon in Possible! Sobble Spies a Stealthy Strategy! Luzes, Câmera, Reação!                                                                                          |
| 1145 | 055 | 07  | 君とルミナスメイズの森の物語！？ The Tale of You and Luminous Maze Forest!? The Tale of You and Glimwood Tangle! A Viagem Para o Bosque Glimwood!                                                  |
| 1146 | 056 | 08  | 四天王ガンピ！騎士道の館！！ Gampi of The Big Four! The Hall of Chivalry!! Searching for Chivalry! A Busca dos Cavaleiros!                                                                         |
| 1147 | 057 | 09  | 恋はコダック Love is Koduck Memories of a Warming Kindness! Lembranças de Uma Bondade Calorosa! |
| 1148 | 058 | 10  | パニック！ゴクリン球！！ Panic! Gokulin Ball!! A Rollicking Roll… Rolando Sem Parar... |
| 1148 | 058 | 10  | カモンカムカメカメレース！ Come on, Kamukame - The Turtle Race! Eyes on the Goal! De Olho no Objetivo!                                                                                             |
| 1149 | 059 | 11  | 迷子のサルノリ！トレーナーは誰だ！？ The Lost Sarunori! Who is the Trainer!? When a House is Not a Home! Quando Uma Casa Não é um Lar!                                                             |
| 1150 | 060 | 12  | めざせネギマスター！つらぬけ騎士道！！ Aim to Be a Scallion Master! Charge with Chivalry!! Beyond Chivalry… Aiming to be a Leek Master! Além da Cavalaria... Almejando ser um Mestre do Alho Poró! |
| 1151 | 061 | 13  | まるっとおまかせ！プラスルマイナン便利屋さん！！ Leave Everything to Us! Prasle Minun Handymen!! Searching for Service with a Smile! Resolvemos Tudo Sorrindo!                                     |
| 1152 | 062 | 14  | じめじめジメレオン Damp Jimereon Not Too Close for Comfort! Respeitando Espaços! |
| 1153 | 063 | 15  | 挑戦！ポケモンマリンアスレチック！！ Challenge! Pokémon Marine Athletics!! On Land, In the Sea, and to the Future! Na Terra, No Mar e Para o Futuro!                                               |
| 1154 | 064 | 16  | 嫌われたアブソル The Detested Absol Absol Absolved! Absol Absolvido! |
| 1155 | 065 | 17  | ドラゴンバトル！サトシVSアイリス！！ Dragon Battle! Satoshi VS Iris!! Thrash of the Titans! Embate de Titãs!                                                                                       |
| 1156 | 066 | 18  | フラベベの白い花 Flabebe's White Flower Under Color of Darkness! Uma Flor na Escuridão! |
| 1157 | 067 | 19  | 容疑者ピカチュウ！？ Suspect Pikachu!? Sleuths for Truth! Detetives Pela Verdade! |
| 1158 | 068 | 20  | ゴウにライバル！？ミュウへの道！！ A Rival for Go!? The Road to Mew!! Advice to Goh! Conselho Para o Goh!                                                                                          |
| 1159 | 069 | 21  | はじめてのおつかい見守りたいっ！ Watch Over My First Errand! Errand Endurance! Missão de Resistência!                                                                                              |
| 1160 | 070 | 22  | おねがい！モルペコゲットして！！ Please! Catch Morpeko!! Take My Thief! Please! Por Favor, Levem a Minha Ladra!                                                                                    |
| 1161 | 071 | 23  | レッツゴー！プロジェクト・ミュウ！！ Let's Go! Project Mew!! Leaping Toward the Dream! Saltando Para o Sonho!                                                                                      |
| 1162 | 072 | 24  | 地下迷宮シャッフルパニック！？ Shuffle Panic in the Underground Labyrinth!? Everybody's Doing the Underground Shuffle! Todos Trocados no Subsolo!                                                  |
| 1163 | 073 | 25  | ピカチュウ隊長！進めタイレーツ！！ Captain Pikachu! Advance, Tairetsu!! Grabbing the Brass Ring! Vivendo a Vida Como Capitão!                                                                      |
| 1164 | 074 | 26  | ダークライ 真夏の夜の夢 Darkrai - A Midsummer Night's Dream Nightfall? Nightmares! Pesadelos ao Anoitecer!                                                                                         |
| 1165 | 075 | 27  | クレセリア 真夏の夜の光 Cresselia - A Midsummer Night's Light A Midsummer Night's Light! A Luz de Uma Noite de Verão!                                                                              |
| 1166 | 076 | 28  | ゼンリョク！アローラ無人島レース！！ Full Power! Alola Deserted Island Race!! All Out, All of the Time! Ao Máximo, o Tempo Todo!                                                                   |
| 1167 | 077 | 29  | 超電磁ハイパークラスバトル！ Super Electromagnetic Hyper Class Battle! Ultra Excitement From the Shocking Start! Ultra-Animado com Começo Chocante!                                                |
| 1168 | 078 | 30  | 狙われたサクラギ研究所！ The Targeted Sakuragi Institute! Detective Drizzile! Detetive Drizzile!                                                                                                   |
| 1169 | 079 | 31  | 月と太陽、コハルとハルヒ Moon and Sun, Koharu and Haruhi Night and Day, You are the Ones! Noite e Dia, Vocês São os Escolhidos!                                                                    |
| 1170 | 080 | 32  | トライアルミッション！ウルガモス黄金の鱗粉！！ Trial Mission! Ulgamoth's Golden Scales!! Trial on a Golden Scale! O Desafio das Escamas Douradas!                                                  |
| 1171 | 081 | 33  | 激突！？青ポケマニア！ Clash!? Blue Poké Maniacs! Mad About Blue! Apaixonado por Azul! |
| 1172 | 082 | 34  | マホイップの甘〜いバトル！？ Mawhip's Sweet Battle!? The Sweet Taste of Battle! O Doce Sabor de Uma Batalha!                                                                                       |
| 1173 | 083 | 35  | お星さまになったピィ The Py That Became A Star Star Night, Star Flight! Estrela Noturna, Estrela Voadora!                                                                                          |
| 1174 | 084 | 36  | ルカリオナイト！メガ島大冒険！！ Lucarionite! Adventure on Mega Island!! An Adventure of Mega Proportions! Uma Aventura de Mega Proporções!                                                        |
| 1175 | 085 | 37  | ライバル対決！サトシVSサイトウ！！ Rival Showdown! Satoshi VS Saitou!! Battle Three With Bea! Terceira Batalha com a Bea!                                                                          |
| 1176 | 086 | 38  | メガシンカ対キョダイマックス Mega Evolution VS Kyodaimax A Battle of Mega Versus Max! Uma Batalha de Mega vs. Max!                                                                                 |
| 1177 | 087 | 39  | 氷の女王とグレイシア The Ice Queen and Glacia Breaking the Ice! Quebrando o Gelo! |
| 1178 | 088 | 40  | トライアルミッション！深海潜水調査団！！ Trial Mission! The Deep Sea Diver Research Team!! Looking Out for Number Two! Completando a Segunda Missão!                                               |
| 1179 | 089 | 41  | ディアルガ＆パルキア！時空大異変！！ Dialga & Palkia! The Space-Time Cataclysm!! The Gates of Warp! Os Portais de Distorção!                                                                       |
| 1180 | 090 | 42  | ディアルガ＆パルキア！時空大決戦！！ Dialga & Palkia! The Space-Time Showdown!! Showdown at the Gates of Warp! A Batalha nos Portais de Distorção!                                                 |

#### 25ª Temporada - Pokémon: Jornadas Supremas
| #          | ##         | ###        | Título no Japão Título nos Estados Unidos Título no Brasil |
| ---------- | ---------- | ---------- | --- |
| 1181       | 091        | 01         | ゴースト列車、出発だよ··· The Ghost Train Departs... The Spectral Express! O Expresso Espectral!                                                                                    |
| 1182       | 092        | 02         | ゲンガー頑張る！キョダイマックスへの道！！ Gangar Does Its Best! The Road to Kyodaimax!! The Winding Path to Greatness! O Caminho Tortuoso Para a Grandeza!                         |
| 1183       | 093        | 03         | 君の名はフランソワーズ Your Name is Françoise It's All in the Name! O Nome Diz Tudo!                                                                                                |
| 1184       | 094        | 04         | ヘラクロスロス、恋するカイロス The Heracros Loss and the Kailios in Love Suffering the Flings and Arrows! Se Roendo de Ciúme!                                                       |
| Especial 1 | Especial 1 | Especial 1 | サトシとゴウ！シンオウフェスにゴー！！ Satoshi and Go! Let's Go to the Sinnoh Fest!! The Arceus Chronicles (Part 1) As Crônicas de Arceus (Parte 1)                                 |
| Especial 2 | Especial 2 | Especial 2 | ヒードラン爆進！！ Rampaging Heatran!! The Arceus Chronicles (Part 2) As Crônicas de Arceus (Parte 2)                                                                               |
| Especial 3 | Especial 3 | Especial 3 | テンガン山の大熱戦！！ The Fierce Fighting at Mount Tengan!! The Arceus Chronicles (Part 3) As Crônicas de Arceus (Parte 3)                                                         |
| Especial 4 | Especial 4 | Especial 4 | 奇跡の輝き！シンオウ伝説！ Miraculous Radiance! The Legend of Sinnoh! The Arceus Chronicles (Part 4) As Crônicas de Arceus (Parte 4)                                                |
| 1185       | 095        | 05         | サラバ！さすらいのロケット団！ Farewell! The Wandering Rocket Gang! The Good, The Bad, and The Lucky! O Bem, o Mal e a Sorte!                                                       |
| 1186       | 096        | 06         | 宇宙にとどけ！デンリュウの光！！ Reach Out to Space! Denryu's Light!! Lighting the Way Home! Uma Luz Que Nos Guia!                                                                  |
| 1187       | 097        | 07         | ヤドキング！ カレーなる遭遇！！ Yadoking! Curry Encounter!! An Evolution in Taste! O Sabor de Uma Evolução!                                                                         |
| 1188       | 098        | 08         | ポケモンサーカス！ ブースターとサンダース Pokémon Circus! Booster and Thunders!! Out of Their Elements! Treinando com Elementos Desconhecidos!                                      |
| 1189       | 099        | 09         | スパイクタウンのマリィ！ Mary of Spike Town! Battling Turned Up to Eleven! Batalhando Além dos Limites!                                                                             |
| 1190       | 100        | 10         | 密着！ ダンデのスペシャルトレーニング！！ Close Contact! Dande's Special Training!! Meeting Up with the Monarch! Encontro com um Monarca!                                           |
| 1191       | 101        | 11         | スティック一本、バチンキー！ One Stick, Bachinkey! A One-Stick Wonder! Incrível Até com um Bastão!                                                                                  |
| 1192       | 102        | 12         | トライアルミッション！氷結のレイドバトル！！ Trial Mission! A Freezing Raid Battle!! Battling in the Freezing Raid! Uma Batalha de Reide Congelante!                                |
| 1193       | 103        | 13         | サトシとシトロン！友情大特訓！！ Satoshi and Citron! Great Friendship Training!! The Future is Now, Thanks to Strategy! O Futuro é Agora, Graças a Estratégia!                      |
| 1194       | 104        | 14         | ハイパークラス！VS四天王ドラセナ！！ Hyper Class! VS Dracaena of The Big Four!! Taking Two For The Team! Dois é Melhor do Que Um!                                                   |
| 1195       | 105        | 15         | イーブイとニンフィア! 出会いと再会！！ Eievui and Nymphia! Encounters and Reunions!! Reuniting for the First Time! Reunidos Pela Primeira Vez!                                      |
| 1196       | 106        | 16         | 新番組！ロケット団ないしょ王国ラジオ！！ A New Show! Rocket-dan's Covert Kingdom Radio!! Radio Lulled the Mischievous Stars! Entrando no Ar! Estrelas Travessas no Embalo da Rádio! |
| 1197       | 107        | 17         | 助けて、ワンパチのアニキ！ Help, Big Brother Wanpachi! Big Brother to the Rescue! Irmãozão ao Resgate!                                                                              |
| 1198       | 108        | 18         | ルカリオとゲッコウガ！運命の波導！！ Lucario and Gekkouga! The Wave Guidance of Destiny!! Catching the Aura of Fate! A Aura do Destino!                                             |
| 1199       | 109        | 19         | VSキバナ！マスターズエイトをかけた戦い！！ VS Kibana! Battle for Masters Eight!! Aim For The Eight! De Olho no Oitavo!                                                              |
| 1200       | 110        | 20         | 裏切りのバトルロイヤル！ The Battle Royale of Betrayal! Narrowing the Chaser Chase! Avançando Como Rastreador!                                                                      |
| 1201       | 111        | 21         | モーンとリーリエ、雪原の再会 Mohn and Lilie, Snowfield Reunion The Homecoming Crown! O Reencontro Triunfal!                                                                         |
| 1202       | 112        | 22         | 凱旋！ アローラチャンピオン！！ A Triumphant Return! The Alola Champion!! Helping the Hometown Hero! Ajudando o Herói da Vizinhança!                                                |
| 1203       | 113        | 23         | ラストミッション！ レジエレキ・レジドラゴをゲットせよ！！ The Last Mission! Catch Regieleki and Regidorago!! Chasing to the Finish! Perseguindo um Sonho!                           |
| 1204       | 114        | 24         | 炎の特訓バトル！サトシ対シンジ！！ Training Battle of Flames! Satoshi VS Shinji!! Friends, Rivals, Lend Me Your Spirit! Amigos e Rivais, me Emprestem sua Determinação!             |
| 1205       | 115        | 25         | 開幕！マスターズトーナメント！！ Opening! Masters Tournament!! Curtain Up! Fight the Fights! Abriram as Cortinas! Comecem as Batalhas!                                              |
| 1206       | 116        | 26         | チャンピオンの誇り！ワタルVSカルネ！！ Champions' Pride! Wataru VS Carnet!! Pride of a Champion! Orgulho de Campeões!                                                               |
| 1207       | 117        | 27         | VSシロナ！アイリスドラゴンマスターへの道！！ VS Shirona! Iris's Road to Dragon Master!! The Fiery Road to Mastership! O Caminho Incansável à Maestria!                              |
| 1208       | 118        | 28         | サトシ出陣！VSダイゴ！！ Satoshi Goes into Battle! VS Daigo!! Battling as Hard as Stone! Uma Batalha Dura Como Aço!                                                                 |
| 1209       | 119        | 29         | コハルとイーブイ しんかのきせき Koharu and Eievui - The Miracle of Evolution |
| 1210       | 120        | 30         | コハルとイーブイ、可能性は無限大！ Koharu and Eievui, the Possibilities are Endless! Infinite Possibilities! Possibilidades Infinitas!                                              |
| 1211       | 121        | 31         | 最高潮始動！サトシのマスターズトーナメント！！ The Climax Begins! Satoshi's Masters Tournament Experience!!                                                                         |
| 1212       | 122        | 32         | セミファイナルⅠ 「圧勝」 The Semifinals I: "Overwhelming Victory" It's... Champion Time! É... Hora do Campeão!                                                                      |
| 1213       | 123        | 33         | セミファイナルⅡ 「幻惑」 The Semifinals II: "Dazzle" Bewitch, Battle, and Bewilder! Encantar, Batalhar e Desnortear!                                                                |
| 1214       | 124        | 34         | セミファイナルⅢ 「武勇」 The Semifinals III: "Valor" Valor: A Strategic Part of Battling! Valor: Uma Parte Estratégica da Batalha!                                                  |
| 1215       | 125        | 35         | セミファイナルⅣ 「衝撃」 The Semifinals IV: "Impact" Whittle While You Work! Afunilando a Competição!                                                                               |
| 1216       | 126        | 36         | GO FOR DREAM！ゴウ、夢への道！！ GO FOR DREAM! Go's Road to Mew!! |
| 1217       | 127        | 37         | ゴウとエースバーン！はじまりの場所！！ Go and Aceburn! The Place of Beginnings!! Just a Scone's Throw From Here! A Apenas um Passo!                                                 |
| 1218       | 128        | 38         | 最高潮！決戦前夜サトシVSダンデ！！ Climax! The Night Before the Decisive Battle! Satoshi VS Dande!!                                                                                 |
| 1219       | 129        | 39         | ファイナルⅠ 「激流」 The Finals I: "Torrent" A Flood of Torrential Gains! Uma Enxurrada de Proporções Torrenciais!                                                                  |
| 1220       | 130        | 40         | ファイナルⅡ 「翻弄」 The Finals II: "Toy Around" Toying With Your Motions! Brincando Com Suas Emoções!                                                                              |
| 1221       | 131        | 41         | ファイナルⅢ 「最強」 The Finals III: "The Strongest" Paring Pokémon While Parrying! Cortando o Ritmo!                                                                               |
| 1222       | 132        | 42         | ファイナルⅣ 「相棒」 The Finals IV: "Partner" Partners in Time! Parceiros Para Sempre!                                                                                              |
| 1223       | 133        | 43         | プロジェクト・ミュウ Project Mew The Mew from Here! Uma Vista Maravilhosa! |
| 1224       | 134        | 44         | つかみとる未来！ Seize the Future! In the Palms of our Hands! E o Futuro Está Nas Nossas Mãos!                                                                                      |
| 1225       | 135        | 45         | ポケモン！きみにあえてよかった！！ Pokémon! I'm Glad I Got to Meet You!! Heroes Unite! Heróis Unidos!                                                                               |
| 1226       | 136        | 46         | サトシとゴウ！ 新たなるを旅立ち！！ Satoshi and Go! Embark on a New Journey!! This Could be the Starts of Something Big! Esse Pode Ser o Começo de Uma Coisa Maior!                 |
| Especial 5 | Especial 5 | Especial 5 | ポケットモンスター 遥かなる青い空 Pocket Monsters: The Distant Blue Sky Distant Blue Sky! Céu Azul Distante!                                                                        |

#### Especial - Pokémon: Mestre Pokémon
| #    | ##  | ### | Título no Japão Título nos Estados Unidos Título no Brasil                                                                               |
| ---- | --- | --- | --- |
| 1227 | 137 | 01  | はじまりのかぜ！むげんのみち！！ Winds of Beginning! The Endless Road!! The Road Most Traveled! Por Lugares Já Conhecidos!               |
| 1228 | 138 | 02  | サトシVSカスミ！うみべのいっきうち！！ Satoshi VS Kasumi! Seaside One-on-One!! A Fated Face-Off! Um Confronto Predestinado!              |
| 1229 | 139 | 03  | タケシとデントともりのまじょ！ Takeshi and Dent and the Forest Witch! Must Be Our Heroes and the Witch! Os Heróis e a Bruxa da Floresta! |
| 1230 | 140 | 04  | ツンベアーのためいき！ Tunbear's Sigh! Kindness Right on the Tic! O Suspiro de Beartic!                                                  |
| 1231 | 141 | 05  | もえよ！ゼニガメしょうぼうだん！！ Burn! The Zenigame Fire Brigade!! A Squad Worth of Passion! Um Esquadrão Apaixonante!                 |
| 1232 | 142 | 06  | そして、おなじ月をみている！ And We're Looking at the Same Moon! The Same Moon, Now and Forever! A Mesma Lua Agora e Sempre!             |
| 1233 | 143 | 07  | ラプラスにのって♪ Riding on Laplace♪ Ride, Lapras, Ride! Vamos, Lapras, Vamos!                                                           |
| 1234 | 144 | 08  | ジュペッタのさがしもの！ Juppeta's Search! Getting to the Heart of it All! Buscando o Coração das Coisas!                                |
| 1235 | 145 | 09  | 逆襲のロケット団！ Rocket-dan Strikes Back! Rocket Revengers! Vingadores Rocket!                                                         |
| 1236 | 146 | 10  | サトシとラティオス！ Satoshi and Latios! Ash and Latios! Ash e Latios!                                                                   |
| 1237 | 147 | 11  | 虹とポケモンマスター！ The Rainbow and the Pokémon Master! O Arco-Íris e o Mestre Pokémon!                                               |

### 8ª Série: Horizontes

#### 1ª Temporada - Pokémon: Horizontes
| #    | ##  | ### | Título no Japão Título nos Estados Unidos Título no Brasil                                                                                               |
| ---- | --- | --- | --- |
| 1238 | 001 | 01  | はじまりのペンダント 前編 The Pendant of Beginning, Part 1 The Pendant That Starts It All: Part One O Pingente Que Iniciou Tudo – Parte 1                |
| 1239 | 002 | 02  | はじまりのペンダント 後編 The Pendant of Beginning, Part 2 The Pendant That Starts It All: Part Two O Pingente Que Iniciou Tudo – Parte 2                |
| 1240 | 003 | 03  | ニャオハとなら、きっと As Long as I'm With Nyahoja, I'm Sure For Sure! Cause Sprigatito's with Me! Com Certeza! Porque Sprigatito Está Comigo!           |
| 1241 | 004 | 04  | ながれついた宝もの A Washed-Ashore Treasure The Treasure After the Storm! O Tesouro Após a Tempestade!                                                   |
| 1242 | 005 | 05  | みつけたよ、ホゲータ I Found You, Hogator Found You, Fuecoco! Achei Você, Fuecoco!                                                                       |
| 1243 | 006 | 06  | いにしえのモンスターボール The Ancient Monster Ball The Ancient Poké Ball! A Poké Bola Ancestral!                                                        |
| 1244 | 007 | 07  | 特訓！キャプテンピカチュウ Special Training! Captain Pikachu Special Training with Cap! Treinamento Especial com o Cap!                                  |
| 1245 | 008 | 08  | あかずの扉のひみつ The Secret of the Unopened Door The Door That Never Opens A Porta que Nunca Abre!                                                     |
| 1246 | 009 | 09  | パルデア到着！ Arrival in Paldea! Welcome to Paldea! Bem-Vindos a Paldea!                                                                                |
| 1247 | 010 | 10  | ネモとコルサと With Nemo and Colza Nemona and Brassius and... Noêmia e Brás e…                                                                           |
| 1248 | 011 | 11  | オリーヴァの森 Oliva's Forest Arboliva's Forest A Floresta de Aboliva!                                                                                   |
| 1249 | 012 | 12  | 私が選ぶ未来 The Future I Choose O Futuro Que Eu Escolhi!                                                                                                |
| 1250 | 013 | 13  | ピクニックは突然に A Sudden Picnic An Unexpected Picnic! Um Piquenique Inesperado!                                                                       |
| 1251 | 014 | 14  | とべ！カイデン！！ Fly! Kaiden!! Fly! Wattrel!! Voe, Wattrel!                                                                                            |
| 1252 | 015 | 15  | みえないヤツだ！何者なんじゃ？ Someone We Can't See! Whosawhatsit? Alguém Que Não Conseguimos Ver! Quemseráqueserá?                                      |
| 1253 | 016 | 16  | クワッスとなら、できるよ As Long as I'm With Kuwassu, I Can Do It Quaxly, We Can Do It Quaxly, Nós Vamos Conseguir!                                      |
| 1254 | 017 | 17  | カイデンとホゲータ 秘密の大特訓！ Kaiden and Hogator's Secret Big Training! Special Training Time! Hora do Treinamento Especial!                         |
| 1255 | 018 | 18  | そらとぶピカチュウ、どこまでも高く! Flying Pikachu, Soaring High! Flying Pikachu, Rising Higher and Higher! Pikachu Voador, Voe Alto e Mais Alto!        |
| 1256 | 019 | 19  | マホイップのホント Mawhip's Truth The Bittersweet Truth A Verdade Agridoce!                                                                              |
| 1257 | 020 | 20  | カブさんのバトル修行 Kabu's Battle Training Kabu's Battle Training! O Treinamento de Batalha do Kabu!                                                    |
| 1258 | 021 | 21  | ひとりぼっちのミブリム The Lonely Mibrim The Lonely Hatenna A Hatenna Solitária!                                                                         |
| 1259 | 022 | 22  | 激突！ガラルこうざん Clash! Galar Mine Charge! Galar Mine! Conflito na Mina de Galar!                                                                    |
| 1260 | 023 | 23  | 燃え上がるガラルファイヤー Burning Galar Fire Fiery Galarian Moltres O Enfurecido Moltres de Galar!                                                      |
| 1261 | 024 | 24  | 古城での再会 Reunion at the Old Castle Reunion at the Ancient Castle! Um Encontro no Antigo Castelo!                                                     |
| 1262 | 025 | 25  | 闇夜の強敵 Rivals in the Dark Night Rivals in the Dark of Night! Rivais na Calada da Noite!                                                              |
| 1263 | 026 | 26  | テラパゴスの冒険 Terapagos's Adventure Terapagos's Adventure! Aventuras de Terapagos!                                                                    |
| 1264 | 027 | 27  | 仲間といっしょなら As Long as I'm With My Friends As Long as I'm with My Friends Enquanto eu Estiver com Meus Amigos!                                    |
| 1265 | 028 | 28  | ぬすまれた宝もの The Stolen Treasure O Tesouro Roubado!                                                                                                  |
| 1266 | 029 | 29  | オリオとモンスターボール職人 Orio and the Monster Ball Craftsman Orla and the Poké Ball Smith Orla e a Fabricante de Poké Bolas!                         |
| 1267 | 030 | 30  | ズル～っとガチャンで謎ポケモン！？ The Slipping, Smashing Mystery Pokémon!? Slip and Crash! A Mystery Pokémon?! Escorrega e Cai! Um Pokémon Misterioso?! |
| 1268 | 031 | 31  | 白い霧の歌声 The Singing Voice in the White Mist Song Within the Mist A Canção da Névoa!                                                                 |
| 1269 | 032 | 32  | ラプラスの想い、仲間を想い Laplace's Memories of its Companions Lapras's Feelings for its Friends Os Sentimentos de Lapras, Pensando nos Amigos!         |
| 1270 | 033 | 33  | 咆吼の黒いレックウザ The Roaring Black Rayquaza Roar of the Black Rayquaza O Rugido do Rayquaza Preto!                                                   |
| 1271 | 034 | 34  | それぞれの旅立ち Respective Departures Seguindo Seu Caminho!                                                                                             |
| 1272 | 035 | 35  | 荒野のふたり フリードとキャップ A Duo in the Wilderness: Friede and Cap The Wild Pair, Friede and Cap! Uma Dupla Intensa, Friede e Cap!                  |
| 1273 | 036 | 36  | パフュートン仲良し大作戦！ Operation Perfuton Friendship! Mission: Find Oinkologne's Partner! Missão: Encontrar um Parceiro Para Oinkologne!             |
| 1274 | 037 | 37  | ホゲータ、ワルになる！？ Hogator, You're Becoming a Delinquent?! Fuecoco…Becomes a Crook?! Fuecoco... Se Tornou um Delinquente?!                         |
| 1275 | 038 | 38  | SOSはワッカネズミから？ SOS from Wakkanezumi? The SOS is from Tandemaus? Pedido de Socorro de Tandemaus?!                                                |
| 1276 | 039 | 39  | カヌチャンとこだわりのハンマー Kanuchan and its Special Hammer Tinkatink's Ideal Hammer O Martelo Ideal da Tinkatink!                                    |
| 1277 | 040 | 40  | さよなら、ニャオハ？ Farewell, Nyahoja? Farewell, Sprigatito? Adeus, Sprigatito?!                                                                        |
| 1278 | 041 | 41  | キョーレツかーちゃん現る！ Enter the Intense Mom! A Wild Mom Appears! Eis Que Surge Uma Mãe Muito Intensa!                                               |
| 1279 | 042 | 42  | 変身！海のヒーローイルカマン Transform! The Hero of the Sea, Irukaman! Transform! Hero of the Seas, Palafin Transforme-se! Herói dos Mares Palafin!      |
| 1280 | 043 | 43  | エクスプローラーズからの果たし状 A Letter of Challenge from the Explorers A Challenge from the Explorers Um Desafio dos Desbravadores!                   |
| 1281 | 044 | 44  | レックウザ捕獲計画 A Plan to Capture Rayquaza The Plan to Capture Rayquaza O Plano Pra Pegar Rayquaza!                                                   |
| 1282 | 045 | 45  | はるか、遠くまで To a Place Far, Far Away From So Far Away De Lá Longe...!                                                                               |

#### 2ª Temporada - Pokémon: A Busca por Laqua
| #    | ##  | ### | Título no Japão Título nos Estados Unidos Título no Brasil |
| ---- | --- | --- | --- |
| 1283 | 046 | 01  | ドキドキ! オレオレンジアカデミー How Thrilling! Orange Academy Welcome to Naranja Academy! Boas-Vindas à Academia Laranja!                                                                  |
| 1284 | 047 | 02  | リコとニャローテ、心をこめて Liko and Nyarote, Put All Your Heart Into It Put Your Heart Into It! Faça de Coração!                                                                          |
| 1285 | 048 | 03  | 輝け! 炎とアートのきらめき Shine! The Brilliance of Fire and Art Sparkle! The Glow of Flame and Art O Brilho das Chamas e da Arte!                                                          |
| 1286 | 049 | 04  | ドットとぐるみん Dot and Gurumin Dot and Nidothing Dot e Nidotina! |
| 1287 | 050 | 05  | 映えろテラスタル! ダンスダンスクワッス！！ Shine Terastal! Dance Dance Kuwassu!! Trending Terastallization! Dance, Dance, Quaxly! A Moda da Terastalização! Dance, Dance, Quaxly!           |
| 1288 | 051 | 06  | トゲトゲニャローテ！？ 不思議な花ばしら Thorny Nyarote!? The Mysterious Flower Pillar The Flower Tower A Torre de Flores!                                                                   |
| 1289 | 052 | 07  | カイデン、強風注意報！ Kaiden, High Wind Warning! Wattrel's High Wind Warning! Alerta de Vento Forte do Wattrel!                                                                            |
| 1290 | 053 | 08  | ミブリムとこの世ならざるもの Mibrim and the Unworldly Hatenna and the Otherworldly Hatenna e o Sobrenatural!                                                                                |
| 1291 | 054 | 09  | のめぐみ The Eternal Blessing The Treasure of Eternity O Tesouro da Eternidade! |
| 1292 | 055 | 10  | 対決！パルデア四天王 Confrontation! The Big Four of Paldea Showdown! The Paldea Elite Four Confronto! A Elite dos Quatro de Paldea!                                                         |
| 1293 | 056 | 11  | リコVSチリ！バトルの先に Liko VS Chili! Beyond the Battle Liko vs. Rika! Towards the Battle's End Liko vs. Kaya! Para Além da Batalha!                                                      |
| 1294 | 057 | 12  | わたしの知らないテラパゴス A Terapagos I Don't Know The Terapagos I Don't Know O Terapagos Que Não Conheço!                                                                                 |
| 1295 | 058 | 13  | 看板ポケモンはドドゲザン！？ The Signature Pokémon is Dodogezan!? Food Fit for a Kingambit! Comida à Altura de um Kingambit!                                                                |
| 1296 | 059 | 14  | おどれクワッス！碧きチャンプルステップ！！ Dance, Kuwassu! Blue Chanpuru Steps!! Dance, Quaxly! The Blue Medali Step! Dance, Quaxly! O Passinho Azul de Medali!                             |
| 1297 | 060 | 15  | はじめての雪！ホッホッゲー！！ The First Snow! Ho Ho Ga!! Roy and Fuecoco's First Snow! Rain e Fuecoco na Neve Pela Primeira Vez!                                                           |
| 1298 | 061 | 16  | 響け魂！ライムへの挑戦 Let Your Soul Resonate! A Challenge to Lime Resonating Spirits in a Challenge to Ryme! Espíritos Ressonantes! Um Desafio Para Citrina!                               |
| 1299 | 062 | 17  | ホゲータとぼくの歌 Me and Hogator's Song A New Song for Fuecoco Uma Nova Canção pro Fuecoco!                                                                                                |
| 1300 | 063 | 18  | 氷の戦い！冷たい瞳のグルーシャ Battle of Ice! The Cold-Eyed Grusha Ice Battle! Cold-Eyed Grusha Batalha de Gelo! O Olhar Frio de Grusha!                                                    |
| 1301 | 064 | 19  | ナッペ山、しのびよる影 Mount Napper, the Creeping Shadow The Approaching Shadow! A Sombra Iminente!                                                                                         |
| 1302 | 065 | 20  | リコとアメジオ Liko and Amethio Liko e Amethito! |
| 1303 | 066 | 21  | システム侵入！オレンジアカデミーの危機！！ System Invasion! Crisis at Orange Academy!! Infiltrating the System! Naranja Academy in Danger! Invadindo o Sistema! Academia Laranja em Perigo! |
| 1304 | 067 | 22  | 輝けテラスタル！リコVSロイ！！ Shine, Terastal! Liko VS Roy!! Shine on, Terastallization! Liko vs. Roy! Brilhe, Terastalização! Liko Contra Rain!                                           |
| 1305 | 068 | 23  | 新たなる空へ！ブレイブアサギ号！！ To a New Sky! Brave Asagi!! Into a New Sky! The Brave Olivine! Rumo a um Novo Céu! O Valente Olivine!                                                    |
| 1306 | 069 | 24  | ぼくがポケモンで、キミがぼく！？ I'm a Pokémon and You're Me!? Roy is Crocalor, and Crocalor is Roy! Rain é Crocalor e Crocalor é Rain!                                                     |
| 1307 | 070 | 25  | カヌチャンのハンマーは1日にしてならず Kanuchan's Hammer Wasn't Made in a Day Tinkatink's Hammer Wasn't Made in a Day O Martelo da Tinkatink Não Foi Construído em um Dia!                   |
| 1308 | 071 | 26  | てらす池の出会い Encounter at the Illuminating Pool Encounters at the Crystal Pool Encontros no Lago Cristalino!                                                                            |
| 1309 | 072 | 27  | 追跡！バサギリを探せ！！ Pursuit! The Search for Basagiri!! The Search for Kleavor! À Procura de Kleavor!                                                                                   |
| 1310 | 073 | 28  | 孤高の戦士バサギリ The Lone Warrior Basagiri Kleavor the Solitary Warrior Kleavor, o Guerreiro Solitário!                                                                                   |
| 1311 | 074 | 29  | ３人のエクスプローラーズ The Three Explorers Os Três Desbravadores! |
| 1312 | 075 | 30  | 託された未来、この世界の輝き The Entrusted Future, the Shine of This World The Wonders of the World! As Maravilhas do Mundo!                                                                |
| 1313 | 076 | 31  | ソーナノ？ソーダヨ！ Sohnano? It is So! Wynaut?! Wy-Yes! Aí sim, Alcim! |
| 1314 | 077 | 32  | ランドウ、故郷へ帰る Randou Returns Home Ludlow's Homecoming! O Retorno de Landau! |
| 1315 | 078 | 33  | 激闘エンテイ！炎のおたけび！！ Fierce Fighting Entei! War Cry of Flames!!! Entei's Fierce Battle Cry! O Grito de Batalha de Entei!                                                          |
| 1316 | 079 | 34  | オーバー・ザ・トップ Over the Top |
| 1317 | 080 | 35  | エリアゼロでオニイケポケモン！？ Totally Awesome Pokémon in Area Zero?! |
| 1318 | 081 | 36  | 大バトル！大地を穿つ炎 A Great Battle! The Earth-Piercing Flame |
| 1319 | 082 | 37  | 光り出した虹の先で At the End of the Shining Rainbow |
| 1320 | 083 | 38  | 明かされる真実？アメジオの決意！ The Truth Revealed? Amethio's Determination! |
| 1321 | 084 | 39  | 天と地が出会う処 Where Heaven and Earth Meet |
| 1322 | 085 | 40  | 到着！楽園ラクア Arrival! The Paradise of Laqua |
| 1323 | 086 | 41  | ライジングボルテッカーズVSエクスプローラーズ！ The Rising Volteccers VS The Explorers! |
| 1324 | 087 | 42  | 黒いレックウザの導き Guidance of the Black Rayquaza |
| 1325 | 088 | 43  | 激震の白いジガルデ Shockwaves from the White Zygarde |
| 1326 | 089 | 44  | 冒険の先に At the End of the Adventure |
| 1327 | 090 | 45  | 大空へ向かって、再び 前編 Once More, To the Skies, Part 1 |
| 1328 | 091 | 46  | 大空へ向かって、再び 後編 Once More, To the Skies, Part 2 |
| 1329 | 092 | 47  | ラクリウム・サインを追って Follow the Laqurium Signs |
| 1330 | 093 | 48  | ガチ推し！？ぐるみんファン対決！！ Super-Stans?! A Gurumin Fan Battle!! |
| 1331 | 094 | 49  | ポケモンセンターのお姉さん The Pokémon Center Lady |
| 1332 | 095 | 50  | ストロングスフィア The Strong Sphere |
| 1333 | 096 | 51  | 激突！ドラゴン爆走団 Clash! The Dragon Rampage Gang |
| 1334 | 097 | 52  | いたずらマッギョのイイ笑顔？ The Mischievous Maggyo's Great Smile? |
| 1335 | 098 | 53  | 再会のセルクルタウン！ Reunion in Cercle Town! |
| 1336 | 099 | 54  | 飛べないオリオと With a Flightless Orio |
| 1337 | 100 | 55  | 我らライジングボルテッカーズ！ We Are the Rising Volteccers! |
| 1338 | 101 | 56  | 闘え！テラスタル対メガシンカ！！ Fight! Terastal VS Mega Evolution!! |
| 1339 | 102 | 57  | 遺跡で出逢った騎士 The Knight Encountered in the Ruins |
| 1340 | 103 | 58  | 燃やせ、ぐるみん愛！ Burn, Gurumin Love! |

## Séries spin-offs

### Pokémon Crônicas (2002-04)
Pokémon Crônicas (Pokémon Chronicles) é uma série spin-off que reúne episódios especiais que, em sua maioria, foram exibidos no Japão sob o nome de Pocket Monsters Side Stories (ポケットモンスターサイドストーリー Poketto Monsutā Saido Sutōrī), que foi ao ar como parte do programa Weekly Pokémon Broadcasting Station e mostra as aventuras de vários personagens, sem a participação de Ash. No pacote também foi adicionado um especial de TV chamado The Legend of Thunder, um especial de 90 minutos que conta a história de Jimmy, Marina e Vicent e tem como protagonista o Pokémon Lendário Raikou, além de especiais de inverno do Pikachu e curtas dos irmãos Pichu. 
| #  | Título no Japão Título nos Estados Unidos Título no Brasil                                                                                         |
| -- | --- |
| 01 | ポケットモンスタークリスタル・ライコウ 雷の伝説 Pocket Monsters Crystal: Raikou - Legend of Thunder The Legend of Thunder! A Lenda do Trovão!      |
| 02 | ポケットモンスタークリスタル・ライコウ 雷の伝説 Pocket Monsters Crystal: Raikou - Legend of Thunder The Legend of Thunder! A Lenda do Trovão!      |
| 03 | ポケットモンスタークリスタル・ライコウ 雷の伝説 Pocket Monsters Crystal: Raikou - Legend of Thunder The Legend of Thunder! A Lenda do Trovão!      |
| 04 | デリバードのプレゼント Delibird's Present Delibird's Dilemma O Dilema de Delibird!                                                                 |
| 04 | ホワイトストーリー White Story Snorlax Snowman Snorlax, o Homem de Neve!                                                                           |
| 05 | タケシ！ニビジムをすくえ！ Takeshi! Save Nibi Gym! A Family That Battles Together Stays Together! Família Que Batalha Unida Permanece Unida!       |
| 06 | ハナダジムのリベンジマッチ Revenge Match at Hanada Gym Cerulean Blues Problemas em Cerulean!                                                       |
| 07 | がんばれ！前向きロケット団 Persevere! Look Forward, Rocket-dan We're No Angels! Não Somos Anjos!                                                   |
| 08 | オーキド邸だいけっせん！！ Huge Battle at Okido Residence!! Showdown at the Oak Corral Batalha no Laboratório Carvalho!                            |
| 09 | カスミ！ブルーバッジをゲットせよ!! Kasumi! Get the Blue Badge!! The Blue Badge of Courage A Insígnia Azul da Coragem!                              |
| 10 | ポケモン捜査網！オーキド博士をさがせ！！ A Pokémon Dragnet! Search for Dr. Okido!! Oaknapped! O Rapto do Professor Carvalho!                       |
| 11 | カスミ真剣勝負！命かけます！？ Kasumi's Earnest Struggle! Life or Death!? A Date With Delcatty Um Encontro Com Delcatty!                           |
| 12 | もうひとつのセレビィ伝説 Yet Another Legend of Celebi Celebi and Joy! Celebi e Joy!                                                                |
| 13 | ロケット団 愛と青春の原点 Rocket-dan: The Origin of Love and Youth Training Daze Dias de Treinamento!                                              |
| 14 | マサラタウン、ポケモントレーナーの旅立ち Masara Town, Pokémon Trainer's Journey Begins Journey to the Starting Line! Jornada ao Ponto de Partida!  |
| 15 | ポケモン研究者シゲルと復活のプテラ Pokémon Researcher Shigeru and Revival of Ptera Putting the Air Back in Aerodactyl! Ressuscitando o Aerodactyl! |
| 16 | カスミとラブカス！ラブバトル Kasumi and Lovecus! Love Battle! Luvdisc is a Many Splendored Thing! Luvdisc é a Coisa Mais Maravilhosa do Mundo!     |
| 17 | ナナコとリザードン！炎の猛特訓！ Nanako and Lizardon! Super Hard Training of Flame! Those Darn Electabuzz! Esses Electabuzz de Uma Figa!           |
| 18 | 天駆ける伝説 ヒロシとファイヤー！ The Heavenly Legend, Hiroshi and Fire! The Search for the Legend Em Busca da Lenda!                              |
| 19 | 出会いのミレニアムタウン The Millennium Town Meetup Of Meowth and Pokémon Meowth e os Pokémon!                                                     |
| 19 | アルバイトはたいへんニャース！？ Nyarth with a Part-Time Job!? Of Meowth and Pokémon Meowth e os Pokémon!                                          |
| 20 | ぼくたちピチューブラザーズ・風船騒動の巻 We are the Pichu Brothers - Balloon Disturbance Trouble in Big Town Problemas na Cidade Grande!           |
| 21 | 迷探偵ニャース参上！ Calling on Mysterious Detective Nyarth! Big Meowth, Little Dreams Grande Meowth e Pequenos Sonhos!                            |
| 21 | メイッコルリリは大迷惑？ Ruriri the Niece is a Great Nuisance? Big Meowth, Little Dreams Grande Meowth e Pequenos Sonhos!                          |
| 22 | クリスマスであそぼ! Let's Play on Christmas! Christmas Night Noite de Natal!                                                                       |
| 22 | 雪であそぼ！ Let's Play in the Snow! Kanga Games Jogos Kanga!                                                                                      |

### Mini-séries

#### Ligações da série principal

##### Pokémon Origins (2013)
Pokémon Origins, conhecidos no Japão como Pocket Monsters: The Origins (ポケットモンスターTHE ORIGIN, Poketto Monsutā Ji Orijin), é uma minissérie spin-off que, ao contrário do anime, apresenta as configurações e personagens dos videogames Pokémon Red e Blue originais, e é muito mais fiel à mecânica e ao design dos jogos.
| #  | Título no Japão Título nos Estados Unidos                 |
| -- | --------------------------------------------------------- |
| 01 | レポート1 レッド Report 1: Red File 1: Red                |
| 02 | レポート2 カラカラ Report 2: Karakara File 2: Cubone      |
| 03 | レポート3 サカキ Report 3: Sakaki File 3: Giovanni        |
| 04 | レポート4 リザードン Report 4: Lizardon File 4: Charizard |

##### Pokémon Gerações (2016)
Pokémon Gerações (Pokémon Generations) (ポ ケ モ ン ジ ェ ネ レ ー シ ョ ン ズ, Pokémon Jenerēshonzu) é uma minissérie original de animação japonesa produzida pela OLM e lançada no YouTube pela The Pokémon Company. Semelhante a Pokémon Origins, ela consiste em vários contos inspirados pela série de jogos da Nintendo (da Gerações I a VI), ao contrário da série de televisão principal.
| #  | Título no Japão Título nos Estados Unidos Título no Brasil     |
| -- | -------------------------------------------------------------- |
| 01 | 冒険 The Adventure A Aventura                                  |
| 02 | 追跡 The Chase A Perseguição                                   |
| 03 | 挑戦者 The Challenger O Desafiante                             |
| 04 | いかりの湖 The Lake of Rage O Lago da Fúria                    |
| 05 | 継承 The Succession The Legacy O Legado                        |
| 06 | 再生 The Rebirth The Reawakening O Renascer                    |
| 07 | ビジョン The Vision A Visão                                    |
| 08 | 海底洞窟 The Seabed Cavern The Cavern A Caverna                |
| 09 | スクープ The Scoop A Exclusiva                                 |
| 10 | 森の洋館 The Forest Manor The Old Chateau A Antiga Mansão      |
| 11 | 新しい世界 The New World O Novo Mundo                          |
| 12 | 火山のおき石 The Volcano Stone The Magma Stone A Pedra Magma   |
| 13 | 反乱 The Uprising A Rebelião                                   |
| 14 | 凍える世界 The Frozen World O Mundo Congelado                  |
| 15 | 帰還 The Return The King Returns O Retorno do Rei              |
| 16 | 永遠の美 The Eternal Beauty The Beauty Eternal A Beleza Eterna |
| 17 | 捜査 The Investigation A Investigação                          |
| 18 | 贖い The Redemption A Redenção                                 |

##### Pokémon: Twilight Wings (2020)
Pokémon: Twilight Wings (薄 明 の 翼, Hakumei no Tsubasa) é uma minissérie de animação original japonesa produzida pelo Studio Colorido e lançada no YouTube pela The Pokémon Company. Ela é inspirada nos títulos Pokémon Sword and Shield dos videogames Pokémon, mas não faz parte da série de televisão, semelhante às animações anteriores Origins e Generations.
| #  | Título no Japão Título nos Estados Unidos                                |
| -- | ------------------------------------------------------------------------ |
| 01 | 手紙 Letter                                                              |
| 02 | 修行 Training                                                            |
| 03 | 相棒 Partner Buddy                                                       |
| 04 | 夕波 Evening Waves Early-Evening Waves                                   |
| 05 | 秘書 Secretary Assistant                                                 |
| 06 | 月夜 Moonlit Night Moonlight                                             |
| 07 | 空 Sky                                                                   |
| 08 | EXPANSION ～星の祭～ Expansion: Festival of Stars The Gathering of Stars |

##### Pokétoon (2020-21)
Pokétoon: The Pokémon Cartoon Animation (ポケモンアニメシリーズ「POKÉTOON」 Pokémon Anime Series "Pokétoon") é uma série de curtas animados com diferentes Pokémon postados no canal Pokémon Kids TV Japan no YouTube.
| #  | Título no Japão Título nos Estados Unidos Título no Brasil |
| -- | --- |
| 01 | ズルッグとミミッキュ Zuruggu and Mimikkyu Scraggy and Mimikyu - Chase the Beans Scraggy e Mimikyu - Siga os Feijões                                                                               |
| 02 | ヒーローになりたいヤンチャム The Yancham Who Wants to Be a Hero The Pancham Who Wants to Be a Hero/The Pangoro Who Became a Hero O Pancham Que Quer Ser um Herói/O Pangoro Que se Tornou um Heròi |
| 03 | ユメノツボミ A Budding Dream Blossom's Dream O Sonho de Nanda |
| 04 | まっててね！コイキング Wait Here, Koiking! Wait for Me, Magikarp! Espere por Mim, Magikarp! |
| 05 | ぽかぽかマグマッグハウス The Warm and Cozy Magmag House The Slugma-Powered Home O Lar Aquecido por Slugma                                                                                         |
| 06 | ゲンガーになっちゃった！？ I Turned Into a Gangar! Help! I've Turned into a Gengar Socorro! Me Transformei em um Gengar!                                                                          |
| 07 | ふぶきのなつやすみ Blizzard on a Summer Holiday Snorunt's Summer Vacation As Férias de Verão de Snorunt                                                                                           |
| 08 | プリンのうた Purin's Song Jigglypuff's Song A Canção de Jigglypuff |

##### Pokémon Evoluções (2021)
Pokémon Evoluções (Pokémon Evolutions) (ポケモン エボリューションズ Pokémon Eboryūshonzu) é uma minissérie animada lançada no YouTube pela The Pokémon Company que mostra alguns momentos de todas as gerações da série principal de jogos Pokémon. Cada episódios é dedicado a uma região central da série em ordem reversa por introdução.
| #  | Título no Japão Título nos Estados Unidos Título no Brasil |
| -- | ---------------------------------------------------------- |
| 01 | ザ・チャンピオン The Champion O Campeão                    |
| 02 | ジ・エクリプス The Eclipse O Eclípse                       |
| 03 | ザ・ビジョン The Vision The Visionary O Visionário         |
| 04 | ザ・プラン The Plan O Plano                                |
| 05 | ザ・ライバル The Rival O Rival                             |
| 06 | ザ・ウィッシュ The Wish O Desejo                           |
| 07 | ザ・ショウ The Show O Espetáculo                           |
| 08 | ザ・ディスカバリー The Discovery A Descoberta              |

##### Pokémon: As Neves de Hisui (2022)
Pokémon: As Neves de Hisui (Pokémon: Hisuian Snow) (雪ほどきし二藍 Snowmelt Indigo) é uma série animada baseada no jogo Pokémon Legends: Arceus com uma história original ambientada da região de Hisui, lançada no YouTube pela The Pokémon Company.
| #  | Título no Japão Título nos Estados Unidos Título no Brasil                                      |
| -- | ----------------------------------------------------------------------------------------------- |
| 01 | 青き踏む Spring Trek upon the Icy Blue Onto the Icy Blue Rumo ao Azul Gélido                    |
| 02 | 名残り雪、赤く Lingering Snow, Blushing Red Fiery Reflections in Snow Reflexos Ardentes na Neve |
| 03 | 二藍 Indigo Two Hues Duas Tonalidades                                                           |

##### Pokémon: Ventos de Paldea
Pokémon: Ventos de Paldea (Pokémon: Paldean Winds) (放課後のブレス After-School Breath) é uma minissérie animada baseada em Pokémon Scarlet e Violet ambientada na região de Paldea, lançada no YouTube pela The Pokémon Company.
| #  | Título no Japão Título nos Estados Unidos Título no Brasil |
| -- | ---------------------------------------------------------- |
| 01 | 息をふく Breathe Out Expire                                |
| 02 | 息をのむ Breathe In Inspire                                |
| 03 | 息をつく Take a Breath Respire Fundo                       |
| 04 | 息を合わせて Breathe Together Respirem Juntos              |

## Especiais e curtas
Além da série principal e dos filmes, o anime também exibiu diversos especiais de longa-metragem e curtas para a TV. Muitos desses especiais são centrados em Pokémon lendários ou em um ou mais personagens principais que são separados do elenco principal durante sua série correspondente, enquanto os episódios posteriores da história, feitos esporadicamente, costumam ir ao ar como episódios especiais.

### Episódios especiais
| # | Título no Japão Título nos Estados Unidos Título no Brasil |
| - | --- |
| - | ミュウツーの誕生 The Birth of Mewtwo The Uncut Story of Mewtwo's Origin |
| - | ヤドキングのいちにち Yadoking's Day |
| - | ミュウツー！我ハココニ在リ Mewtwo! I Am Here Mewtwo Returns A Volta de Mewtwo |
| - | ぼくたちピチューブラザーズ・パーティはおおさわぎ！のまき We are the Pichu Brothers - The 'Great Party Uproar!' Chapter Pichu Bros. in Party Panic Os Irmãos Pichu em Grande Pânico                     |
| - | 戦 慄 の ミ ラ ー ジ ュ ポ ケ モ ン The Terrifying Mirage Pokémon The Mastermind of Mirage Pokémon O Mentor do Pokémon Miragem                                                                         |
| - | ポケモンレンジャー 光の軌跡＜前編＞ Pokémon Ranger: Traces of Light (Part 1) Pokémon Ranger: Guardian Signs (Part 1)                                                                                   |
| - | ポケモンレンジャー 光の軌跡＜後編＞ Pokémon Ranger: Traces of Light (Part 2) Pokémon Ranger: Guardian Signs (Part 2)                                                                                   |
| - | ミュウツー‐覚醒への序章‐ Mewtwo: The Prologue to its Awakening Mewtwo — Prologue to Awakening |
| - | 鉱国のプリンセス ディアンシー Diancie, Princess of the Ore Country Diancie — Princess of the Diamond Domain                                                                                            |
| - | おでまし小魔神フーパ The Mini Djinn Appears: Hoopa Hoopa — The Mischief Pokémon |
| - | 時の波紋 A Ripple in Time |
| - | 名探偵ピカチュウ ～華麗なるモーニングルーティン～ Detective Pikachu ~Splendid Morning Routine~ Detective Pikachu & the Mystery of the Missing Flan Detetive Pikachu e o Mistério do Pudim Desaparecido |

### Mystery Dungeon
Pokémon Mystery Dungeon é uma adaptação animada dos jogos spin-off Pokémon Mystery Dungeon: Red Rescue Team and Blue Rescue Team, Pokémon Mystery Dungeon: Explorers of Time and Explorers of Darkness e Pokémon Mystery Dungeon: Explorers of Sky.
| #  | Título no Japão Título nos Estados Unidos Título no Brasil |
| -- | --- |
| 01 | ポケモン不思議のダンジョン 出動！ポケモン救助隊ガンバルズ！ Pokémon Mystery Dungeon: Setting Out! Pokémon Rescue Team Ganbarus! Pokémon Mystery Dungeon: Team Go-Getters Out of the Gate! Pokémon Mundo Misterioso: A Equipe Força Resgate em sua Primeira Missão |
| 02 | ポケモン不思議のダンジョン 時の探検隊・闇の探検隊 Pokémon Mystery Dungeon: Explorers of Time & Explorers of Darkness Pokémon Mystery Dungeon: Explorers of Time & Darkness                                                                                        |
| 03 | ポケモン不思議のダンジョン 空の探検隊 時と闇をめぐる 最後の冒険 Pokémon Mystery Dungeon: Explorers of Sky: The Final Adventure Crossing Time and Darkness Pokémon Mystery Dungeon: Explorers of Sky - Beyond Time & Darkness                                      |

### Curtas do Pikachu

#### Aventuras do Pikachu
Especiais do Pikachu que precedem os longa-metragem. Cada episódio conta uma aventura que Pikachu passa, sem grande participação do Ash.
| #  | Título no Japão Título nos Estados Unidos Título no Brasil                                                                                           |
| -- | --- |
| 01 | ピカチュウのなつやすみ Pikachu's Summer Vacation Pikachu's Vacation Férias de Pikachu                                                                |
| 02 | クリスマスであそぼ! Let's Play on Christmas! Christmas Night A Cabana (Noite de Natal)                                                               |
| 03 | 雪であそぼ！ Let's Play in the Snow! Kanga Games Jogos Kanga                                                                                         |
| 04 | ピカチュウたんけんたい The Pikachu Expedition Pikachu's Rescue Adventure Pikachu ao Resgate                                                          |
| 05 | こおりであそぼ！ Let's Play on the Ice! Winter Games Jogos de Inverno                                                                                |
| 06 | クリスマスの夜 Christmas Night Stantler's Little Helpers Os Pequenos Ajudantes de Stantler                                                           |
| 07 | ピチューとピカチュウ Pichu and Pikachu Pikachu & Pichu Pikachu e Pichu                                                                               |
| 08 | デリバードのプレゼント Delibird's Present Delibird's Dilemma O Dilema de Delibird                                                                    |
| 09 | ホワイトストーリー White Story Snorlax Snowman Snorlax, o Homem de Neve                                                                              |
| 10 | ピカチュウのドキドキかくれんぼ Pikachu's Exciting Hide-and-seek Pikachu's PikaBoo O Pika-esconde de Pikachu                                          |
| 11 | ピカピカ星空キャンプ Pikapika Starry Sky Camp Camp Pikachu Acampando Pikachu                                                                         |
| 12 | おどるポケモンひみつ基地 Secret Base of the Dancing Pokémon Gotta Dance! Vamos Dançar                                                                |
| 13 | ピカチュウのなつまつり Pikachu's Summer Festival |
| 14 | ポケモン３Ｄアドベンチャー ミュウを探せ！ Pokémon 3D Adventure: Find Mew!                                                                            |
| 15 | ピカチュウのおばけカーニバル Pikachu's Ghost Carnival                                                                                                |
| 16 | ポケモン3Dアドベンチャー2 ピカチュウの海底大冒険 Pokémon 3D Adventure 2: Pikachu's Grand Ocean-Floor Adventure Pokémon 4D: Pikachu's Ocean Adventure |
| 17 | ピカチュウのわんぱくアイランド Pikachu's Naughty Island Pikachu's Island Adventure                                                                   |
| 18 | ピカチュウの探検クラブ Pikachu's Exploration Club |
| 19 | ピカチュウ 氷の大冒険 Pikachu's Ice Adventure |
| 20 | ピカチュウのキラキラだいそうさく！ Pikachu's Sparkle Search!                                                                                         |
| 21 | ピカチュウのふしぎなふしぎな大冒険 Pikachu's Strange Wonder Adventure                                                                                |
| 22 | ピカチュウのサマー・ブリッジ・ストーリー Pikachu's Summer Bridge Story                                                                               |
| 23 | うたえメロエッタ リンカのみをさがせ Sing Meloetta: Search for the Rinka Berries                                                                      |
| 24 | メロエッタのキラキラリサイタル Meloetta's Dazzling Recital Meloetta's Moonlight Serenade                                                             |
| 25 | ピカチュウとイーブイ☆フレンズ Pikachu and Eievui Friends Eevee & Friends                                                                             |
| 26 | ピカチュウ、これなんのカギ？ Pikachu, What's This Key For? Pikachu, What's This Key?                                                                 |
| 27 | ピカチュウとポケモンおんがくたい Pikachu and the Pokémon Band Pikachu and the Pokémon Music Squad                                                    |

#### Férias de Inverno de Pikachu
Férias de Inverno do Pikachu é uma série composta por vários curtas do Pikachu relacionados ao inverno e ao Natal. Existem três conjuntos diferentes de segmentos.
| #                                         | Título no Japão Título nos Estados Unidos Título no Brasil                                                                               |
| ----------------------------------------- | --- |
| Férias de Inverno do Pikachu              | |
| 01                                        | クリスマスであそぼ! Let's Play on Christmas! Christmas Night A Cabana (Noite de Natal)                                                   |
| 02                                        | 雪であそぼ！ Let's Play in the Snow! Kanga Games Jogos Kanga                                                                             |
| Férias de Inverno do Pikachu 2000         | |
| 01                                        | こおりであそぼ！ Let's Play on the Ice! Winter Games Jogos de Inverno                                                                    |
| 02                                        | クリスマスの夜 Christmas Night Stantler's Little Helpers Os Pequenos Ajudantes de Stantler                                               |
| Férias de Inverno do Pichu e Pikachu 2001 | |
| 01                                        | デリバードのプレゼント Delibird's Present Delibird's Dilemma O Dilema de Delibird                                                        |
| 02                                        | ホワイトストーリー White Story Snorlax Snowman Snorlax, o Homem de Neve                                                                  |
| 03                                        | ぼくたちピチューブラザーズ・風船騒動の巻 We are the Pichu Brothers - Balloon Disturbance Trouble in Big Town Problemas na Cidade Grande! |

### Hoopa's Surprise Ring Adventures
Hoopa's Surprise Ring Adventures (Japonês: フーパのおでまし大作戦！！ Hoopa's Appear Plan!!) é uma série de curtas que levou ao lançamento de Hoopa e o Duelo Lendário. Eles são estrelados por Ash Ketchum e Pikachu enquanto eles se envolvem em problemas iniciados pelo Pokémon mítico Hoopa.
| #  | Título no Japão Títul nos Estados Unidos |
| -- | ---------------------------------------- |
| 01 | そらをとぶ Fly Flying in the Air         |
| 02 | めざまし Alarm Clock Wake Up             |
| 03 | たまひろい Ball Boy Ball Pickup          |
| 04 | あついバトル Hot Battle Heated Battle    |
| 05 | ながれぼし Shooting Star                 |
| 06 | くらやみ Darkness In the Dark            |

### Especiais do Planetarium
Episódios especiais exibidos exclusivamente em planetários e museus japoneses.
| # | Título no Japão                                                                        |
| - | -------------------------------------------------------------------------------------- |
| - | 天空からの挑戦 Challenge from the Sky                                                  |
| - | あつまれ！ポケモン・プラネットセンター Get Together! Pokémon Planet Center             |
| - | あつまれ！ポケモン星まつり Get Together! Pokémon Star Festival                         |
| - | 光と影のテンキュウギ Celestial Globe of Light and Shadow                               |
| - | 宇宙の破片 Celestial Debris                                                            |
| - | ポケットモンスター サン＆ムーン プラネタリウム Pocket Monsters Sun & Moon: Planetarium |
| - | オーロラからのメッセージ Message from the Aurora                                       |

## Filmes
Há atualmente 23 filmes animados e 1 filme live-action de Pokémon.

### Pokémon
| #  | Título no Japão Título nos Estados Unidos Título no Brasil |
| -- | --- |
| 01 | ミュウツーの逆襲 Mewtwo's Counterattack Pokémon: The First Movie - Mewtwo Strikes Back Pokémon, o Filme: Mewtwo Contra-Ataca Cronologia: Após o episódio 67.                                        |
| 02 | 幻のポケモン ルギア爆誕 Phantom Pokémon: Lugia's Explosive Birth Pokémon the Movie 2000: The Power of One Pokémon: O Poder de Um Cronologia: Após o episódio 107.                                   |
| 03 | 結晶塔の帝王爆誕 Emperor of the Crystal Tower: Entei Pokémon 3: The Movie - Spell of the Unown: Entei Pokémon: O Feitiço dos Unowns Cronologia: Após o episódio 157.                                |
| 04 | セレビィ時を超えた遭遇 Celebi: An Encounter Through Time Pokémon 4Ever - Celebi: The Voice of the Forest Pokémon 4: Viajantes do Tempo - Celibi, a Voz da Floresta Cronologia: Após o episódio 207. |
| 05 | 水の都の護神 ラティアスとラティオス Guardian Gods of the City of Water: Latias and Latios Pokémon Heroes: Latios & Latias Heróis Pokémon - Latios e Latias Cronologia: Após o episódio 258.         |

### Pokémon: Avançado
| #  | Título no Japão Título nos Estados Unidos Título no Brasil |
| -- | --- |
| 06 | 七夜の願い星 ジラーチ Wishing Star of the Seven Nights: Jirachi Pokémon: Jirachi: Wish Maker Pokémon 6: Jirachi - Realizador de Desejos Cronologia: Após o episódio 310.                                      |
| 07 | 裂空の訪問者 デオキシス Sky-Splitting Visitor: Deoxys Pokémon: Destiny Deoxys Pokémon 7: Alma Gêmea Cronologia: Após o episódio 361.                                                                          |
| 08 | ミュウと波導の勇者 ルカリオ Mew and the Wave-Guiding Hero: Lucario Pokémon: Lucario and the Mystery of Mew Pokémon: Lucario e o Mistério de Mew Cronologia: Após o episódio 411.                              |
| 09 | ポケモンレンジャーと蒼海の王子 マナフィ Pokémon Ranger and the Prince of the Sea: Manaphy Pokémon Ranger and the Temple of the Sea Pokémon Ranger e o Lendário Templo do Mar Cronologia: Após o episódio 460. |

### Pokémon: Diamante e Pérola
| #  | Título no Japão Título nos Estados Unidos Título no Brasil |
| -- | --- |
| 10 | ディアルガVSパルキアVSダークライ Dialga VS Palkia VS Darkrai Pokémon: The Rise of Darkrai Pokémon: O Pesadelo de Darkrai Cronologia: Após o episódio 508.                             |
| 11 | ギラティナと氷空の花束 シェイミ Giratina and the Sky's Bouquet: Shaymin Pokémon: Giratina and the Sky Warrior Pokémon: Giratina e o Cavaleiro do Céu Cronologia: Após o episódio 555. |
| 12 | アルセウス 超克の時空へ Arceus: To a Conquering Spacetime Pokémon: Arceus and the Jewel of Life Pokémon, o Filme: Arceus e a Joia da Vida Cronologia: Após o episódio 604.            |
| 13 | 幻影の覇者ゾロアーク Ruler of Illusions: Zoroark Pokémon—Zoroark: Master of Illusions Pokémon: Zoroark - Mestre das Ilusões Cronologia: Após o episódio 647.                          |

### Pokémon: Branco e Preto
| #  | Título no Japão Título nos Estados Unidos Título no Brasil |
| -- | --- |
| 14 | ビクティニと黒き英雄ゼクロム Victini and the Black Hero: Zekrom Pokémon the Movie: White—Victini and Zekrom Pokémon, o Filme: Branco - Victini e Zekrom Cronologia: Após o episódio 699.                  |
| 14 | ビクティニと白き英雄レシラム Victini and the White Hero: Reshiram Pokémon the Movie: Black—Victini and Reshiram Pokémon, o Filme: Preto - Victini e Reshiram Cronologia: Após o episódio 699.             |
| 15 | キュレムVS聖剣士ケルディオ Kyurem VS the Sacred Swordsman: Keldeo Pokémon the Movie: Kyurem vs. The Sword of Justice Pokémon, o Filme: Kyurem Contra a Espada da Justiça Cronologia: Após o episódio 743. |
| 16 | 神速のゲノセクト ミュウツー覚醒 Extreme Speed Genesect: Mewtwo Awakens Pokémon the Movie: Genesect and The Legend Awakened Pokémon, o Filme: Genesect e a Lenda Revelada Cronologia: Após o episódio 784. |

### Pokémon: XY
| #  | Título no Japão Título nos Estados Unidos Título no Brasil |
| -- | --- |
| 17 | 破壊の繭とディアンシー The Cocoon of Destruction and Diancie Pokémon the Movie: Diancie and the Cocoon of Destruction Pokémon, o Filme: Diancie e o Casulo da Destruição Cronologia: Após o episódio 842. |
| 18 | 光輪の超魔神 フーパ The Archdjinni of the Rings: Hoopa Pokémon the Movie: Hoopa and the Clash of Ages Pokémon, o Filme: Hoopa e o Duelo Lendário Cronologia: Após o episódio 885.                         |
| 19 | ボルケニオンと機巧のマギアナ Volcanion and the Mechanical Magearna Pokémon the Movie: Volcanion and the Mechanical Marvel Pokémon: Volcanion e a Maravilha Mecânica Cronologia: Após o episódio 929.      |

### Pokémon: Sol e Lua
Embora esses filmes tenham sido lançados durante o tempo em que Pokémon: Sol e Lua estava no ar, eles não foram definidos durante sua linha do tempo. Em vez disso, os dois primeiros filmes são ambientados em uma continuidade alternativa, completamente independente da série principal, enquanto o terceiro é um remake CGI de um filme anterior.
| #  | Título no Japão Título nos Estados Unidos Título no Brasil                                                                                          |
| -- | --- |
| 20 | キミにきめた！ I Choose You! Pokémon the Movie: I Choose You! Pokémon, o Filme: Eu Escolho Você!                                                    |
| 21 | みんなの物語 Everyone's Story Pokémon the Movie: The Power of Us Pokémon, o Filme: O Poder de Todos                                                 |
| 22 | ミュウツーの逆襲 EVOLUTION Mewtwo's Counterattack Evolution Pokémon: Mewtwo Strikes Back—Evolution Pokémon, o Filme: Mewtwo Contra-Ataca - Evolução |

### Pokémon: Jornadas
Tal como acontece com os dois primeiros filmes de Pokémon Sol e Lua, o filme a ser lançado durante Pokémon: Jornadas se passa na continuidade alternativa apresentada em Eu Escolho Você! e O Poder de Todos.
| #  | Título no Japão Título nos Estados Unidos Título no Brasil                             |
| -- | -------------------------------------------------------------------------------------- |
| 23 | ココ Koko Pokémon the Movie: Secrets of the Jungle Pokémon, o Filme: Segredos da Selva |

### Filme live-action
| Título no Japão Título nos Estados Unidos Título no Brasil                                   |
| -------------------------------------------------------------------------------------------- |
| 名探偵ピカチュウ Great Detective Pikachu POKÉMON Detective Pikachu Pokémon: Detetive Pikachu |